# Liste des espèces du genre Solanum

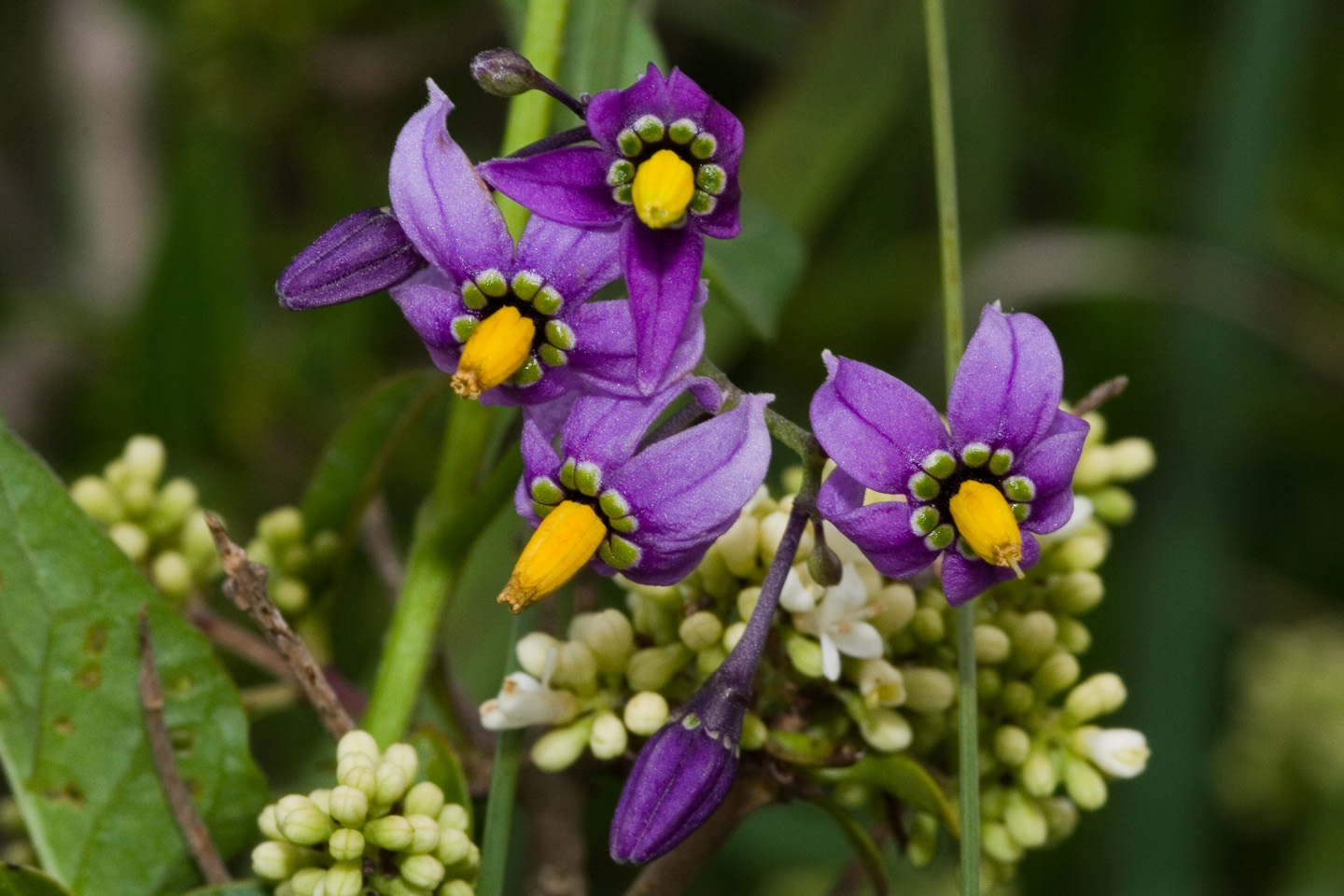
Détail des fleurs de Solanum dulcamara, l'une des presque 1400 espèces qui composent le genre Solanum (Solanaceae), avec des espèces d'importance économique notable comme la pomme de terre (S. tuberosum), la tomate (S. lycopersicum) et l'aubergine (S. melongena).

Avec environ 1 400 espèces, le genre Solanum est le plus riche en espèces de la famille des Solanaceae et l'un des plus grands des angiospermes.
Les analyses phylogénétiques sur des données moléculaires ont permis d'établir ou de confirmer que les genres Lycopersicon, Cyphomandra, Normania, et Triguera, précédemment considérés comme indépendants, doivent en réalité être inclus dans le genre Solanum. De fait, toutes les espèces de ces quatre genres ont été officiellement transférées dans le genre Solanum. À l'inverse, le genre Lycianthes, parfois inclus dans le genre Solanum, est un genre séparé,,,,.
Ci-après, voici une liste, non exhaustive, d'espèces de Solanum classées dans l'ordre alphabétique. Pour chacune sont indiqués le nom binomial suivi du nom d'auteur, abrégé selon les conventions et usages ainsi que la publication valide.
Les espèces tubéreuses du genre (celles apparentées à la pomme de terre et, pour cette raison souvent appelées « pommes de terre sauvages ») sont signalées par la lettre T. En fin de liste, apparaissent les nothoespèces du genre, c'est-à-dire les taxons qui doivent leur origine à l'hybridation entre deux espèces différentes (comme, par exemple, Solanum × viirsooi, dont on a démontré qu'il est un hybride interspécifique issu du croisement entre S. acaule et  S. infundibuliforme.). 
- Haut – A
- B
- C
- D
- E
- F
- G
- H
- I
- J
- K
- L
- M
- N
- O
- P
- Q
- R
- S
- T
- U
- V
- W
- X
- Y
- Z

## A

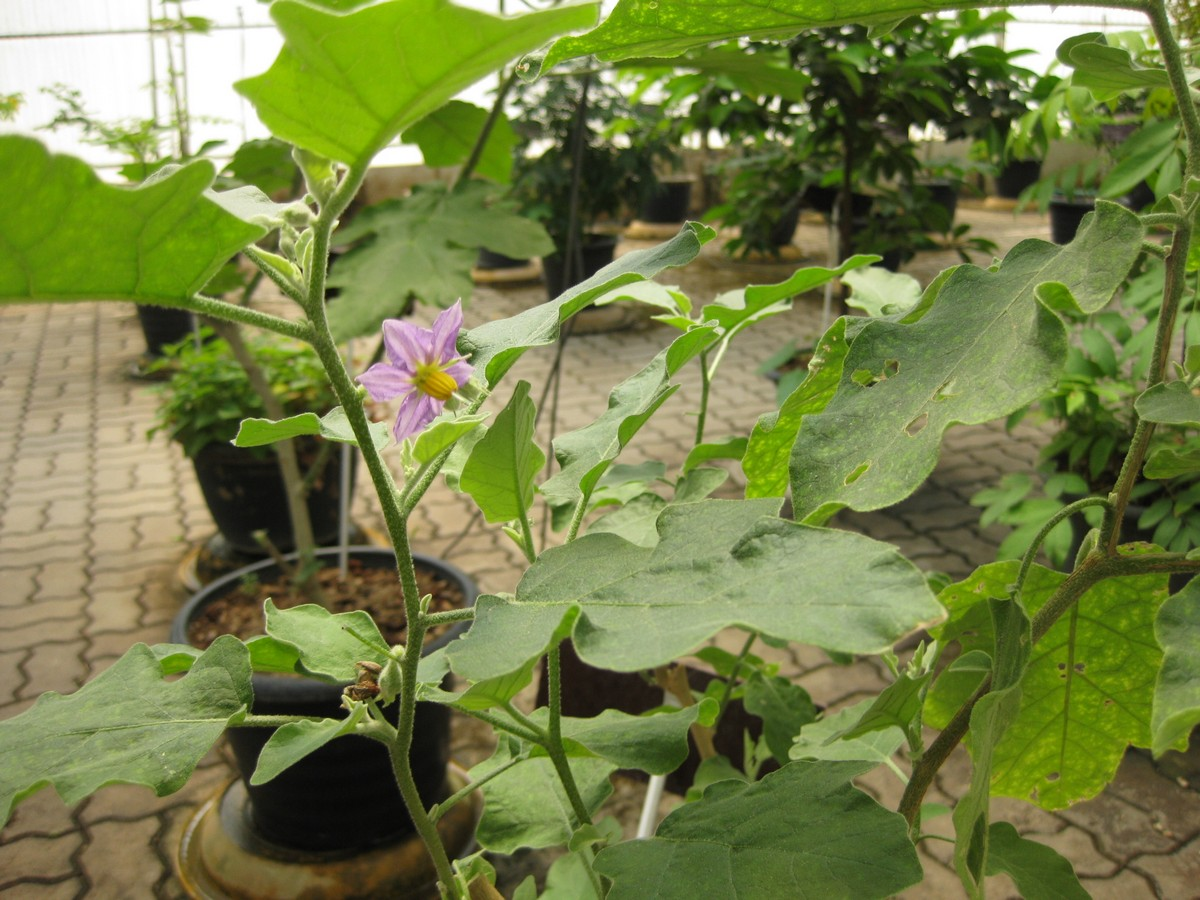
Fleur de Solanum aculeatissimum, Jardin botanique de la reine Sirikit, Thaïlande.

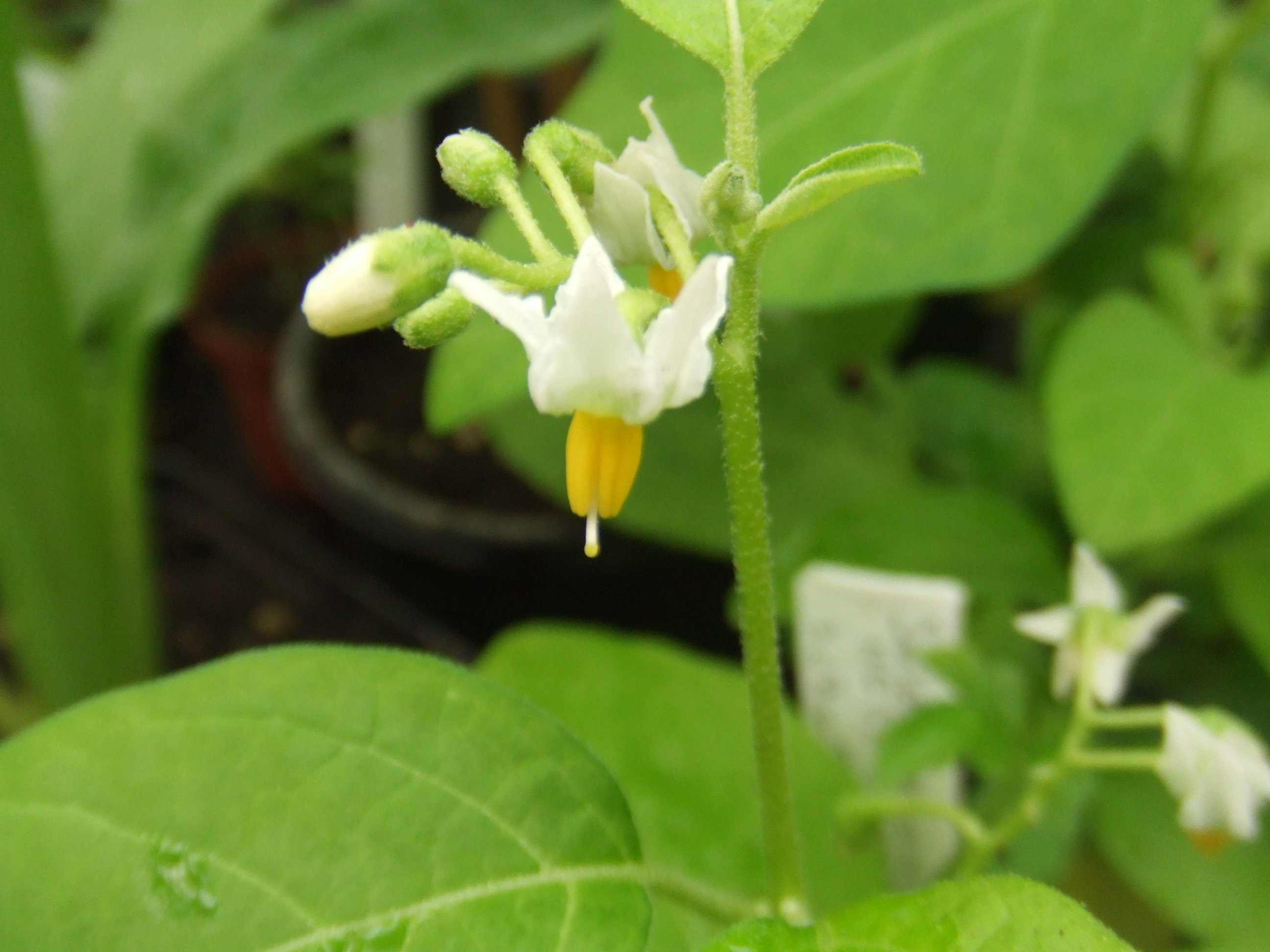
Fleur de Solanum aethiopicum.

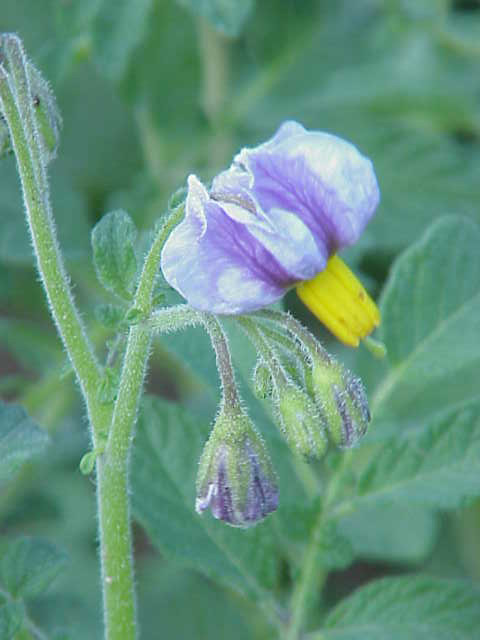
Fleur de Solanum ambosinum.

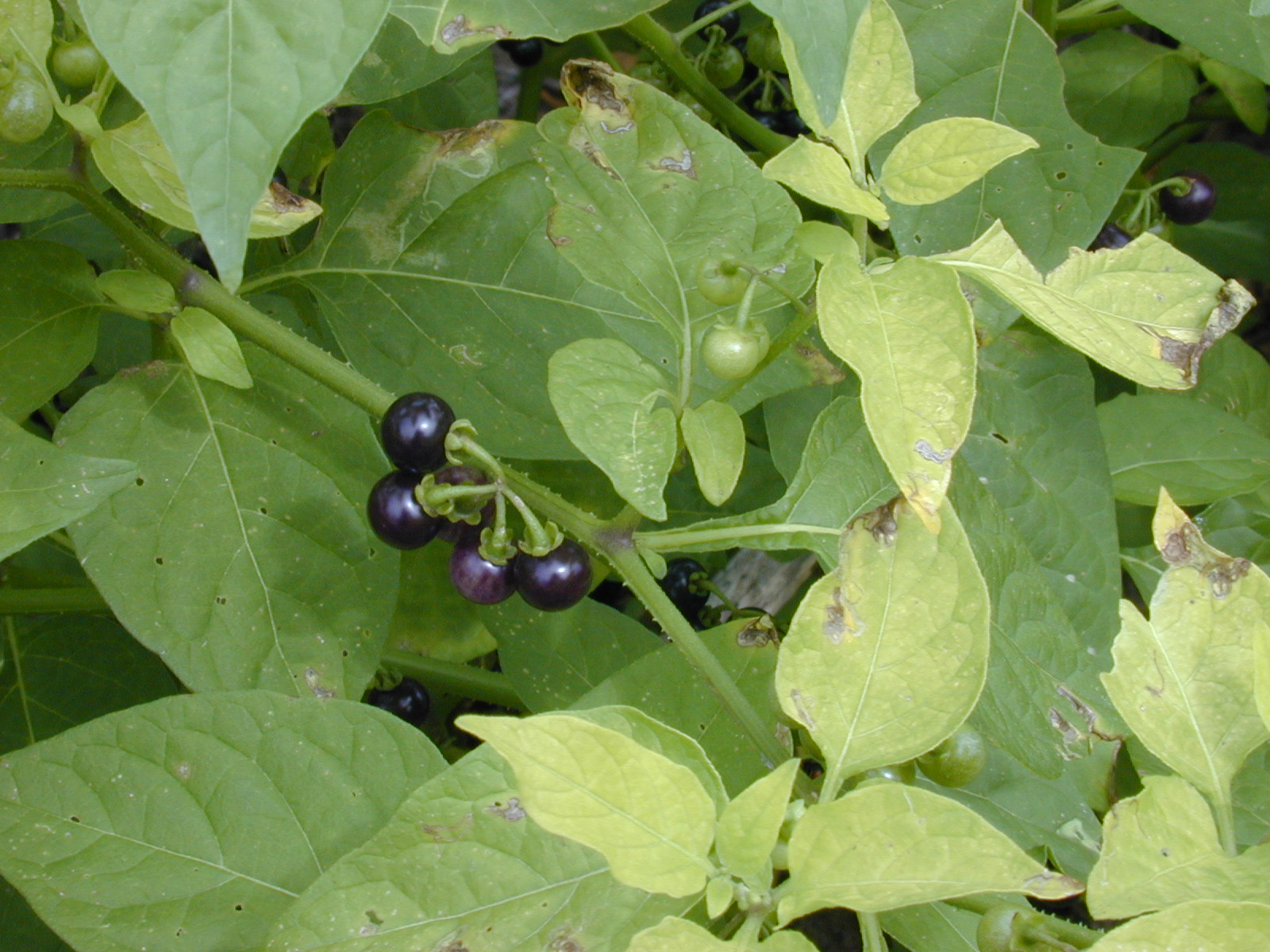
Fruits de Solanum americanum.

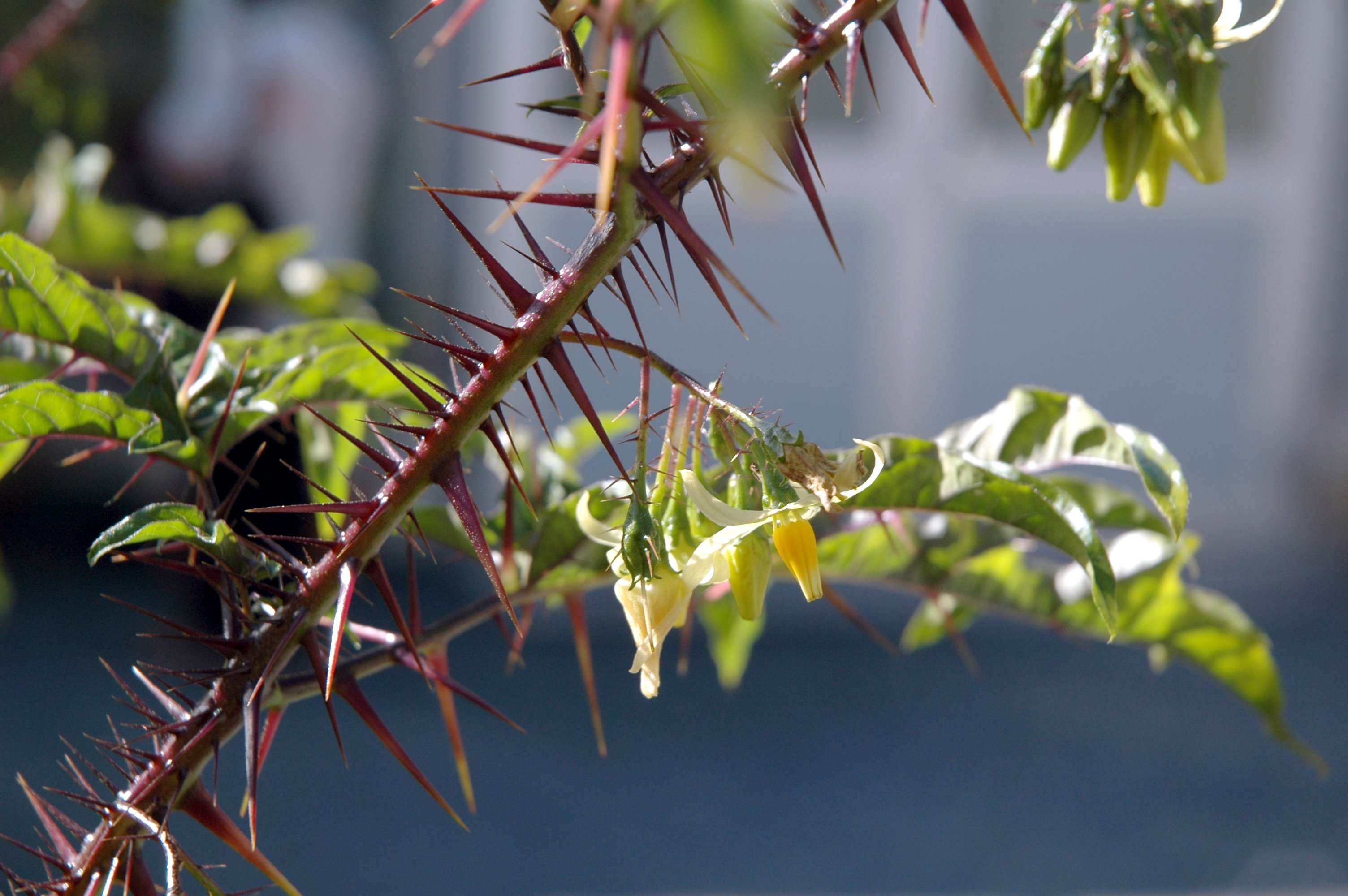
Tige épineuse et inflorescence de Solanum atropurpureum.

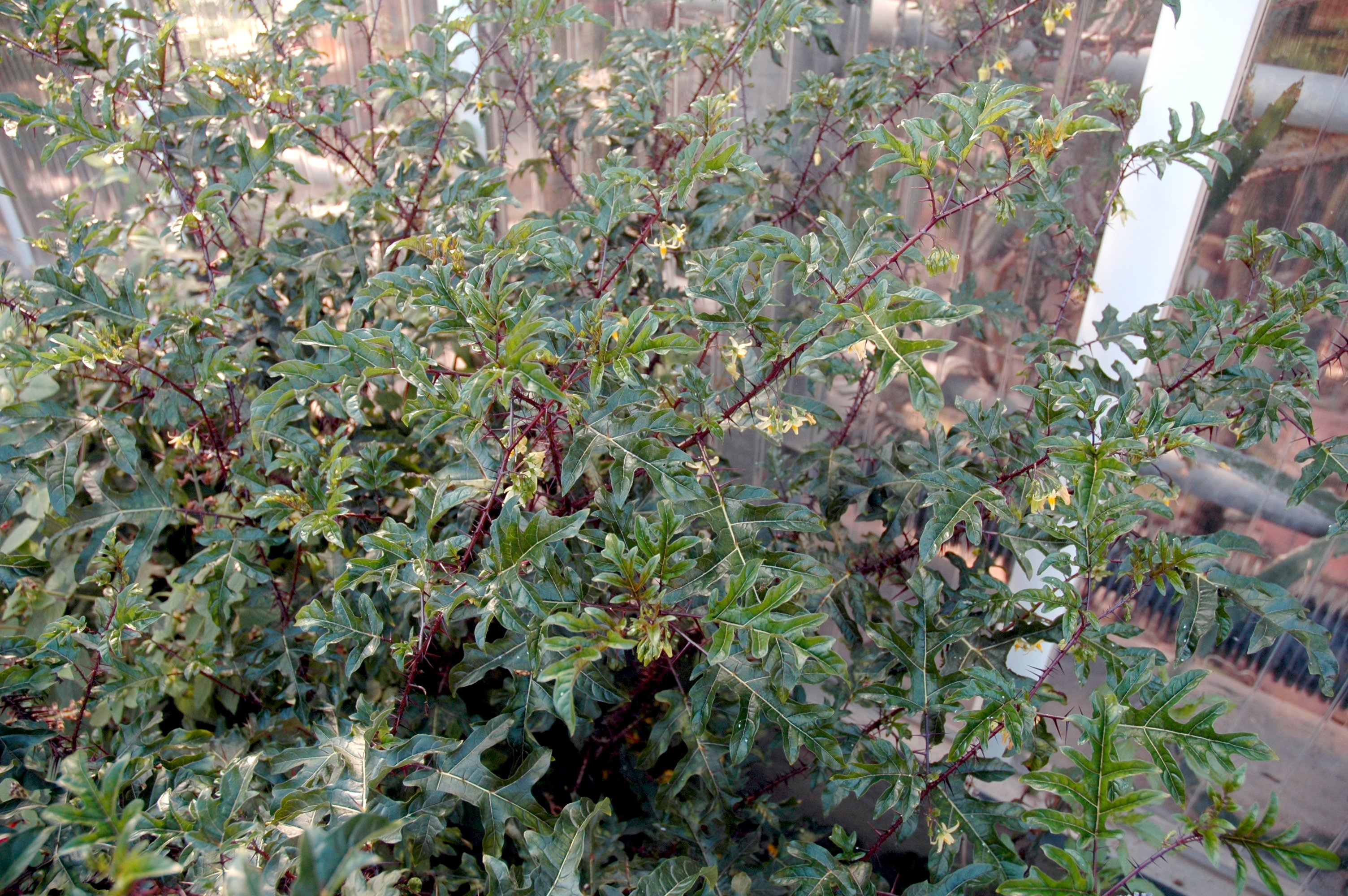
Port de Solanum atropurpureum, Jardin botanique d'Iéna, Université d'Iéna, Allemagne.

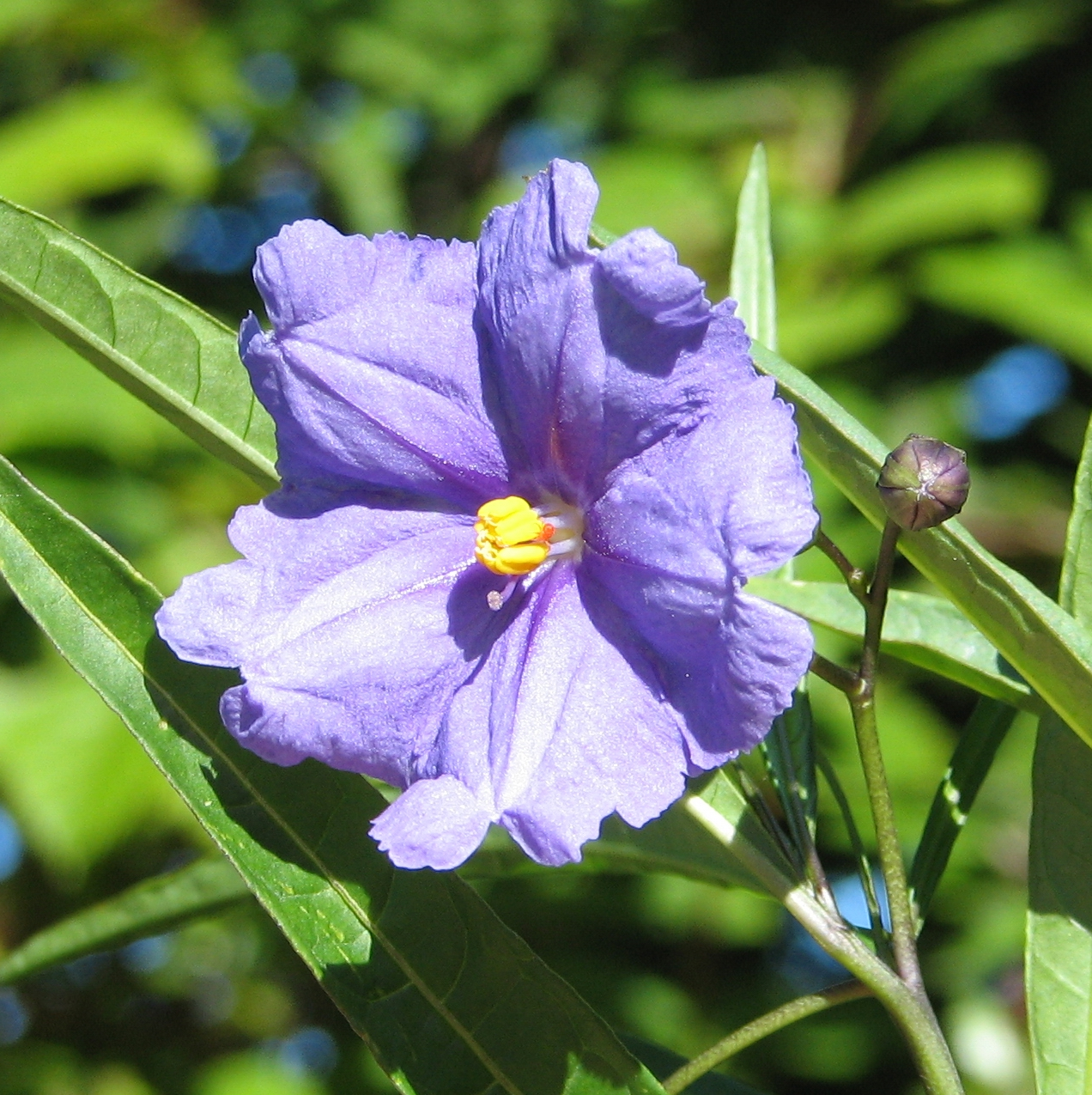
Fleur de Solanum aviculare.

- Solanum abancayense Ochoa Anales Ci., Univ. Nac. Agrar., Lima 1(2): 134. 1963.
- Solanum abbotianum Juz. Izv. Akad. Nauk SSSR, Otd. Mat. Nauk, ser. Biol. 2: 305. 1937.
- Solanum abitaguense S.Knapp Brittonia 38: 290. 1986.
- Solanum abollatum H.St.John Phytologia 64: 169. 1988.
- Solanum abortivum Symon J. Adelaide Bot. Gard. 8: 93. 1985.
- Solanum abutilifolium Rusby Mem. Torrey Bot. Club 4: 229. 1895.
- Solanum abutiloides (Griseb.) Bitter & Lillo Repert. Spec. Nov. Regni Veg. 12: 136. 1913.
- Solanum acanthodapis A.R.Bean Austrobaileya 6: 250. 2002.
- Solanum acanthodes Hook.f. Bot. Mag. 103: tab. 6283. 1877.
- T Solanum acaule Bitter Repert. Spec. Nov. Regni Veg. 11: 391. 1912.
- Solanum acayucense Sessé & Moc. Fl. Mex., ed. 2, 52. 1894
- Solanum accrescens Standl. & C.V.Morton Publ. Field Mus. Nat. Hist., Bot. Ser. 18: 1075.  1938.
- Solanum accrescens Standl. & C.V.Morton VII Congreso Lationoamericano y II Colombiano de Botanica 200. 2004
- Solanum acerifolium Dunal Solan. Syn. 41. 1816.
- Solanum acetosaefolium Lam. Tabl. Encycl. 2: 24. 1794.
- T Solanum achacachense Cárdenas. Bol. Soc. Peruana Bot. 5:30. 1956.

- T Solanum acroglossum Juz. Izv. Akad. Nauk S.S.S.R., Ser. Biol. 2:313. 1937.

- Solanum acropterum Griseb. Fl. Brit. W.I. 437. 1862.
- T Solanum acroscopicum Ochoa Agronomía (Lima) 18:130. 1953.

- Solanum actaeabotrys Rusby Bull. Torrey Bot. Club 26: 192. 1899.
- Solanum actephilum Guillaumin Bull. Soc. Bot. France 88: 465. 1941.
- Solanum aculeastrum Dunal in DC., Prodr. 13(1) : 366. 1852.
- Solanum aculeatissimum Jacq.. Collectanea [Jacquin] 1: 100. 1787 ["1786"].
- Solanum aculeolatum M.Martens & Galeotti.Bull. Acad. Roy. Sci. Bruxelles 12(1): 143. 1845.
- Solanum aculeatissimum Jacq. Collectanea [Jacquin] 1: 100. 1787 ["1786"].
- Solanum aculeolatum M.Martens & Galeotti Bull. Acad. Roy. Sci. Bruxelles 12(1): 143. 1845.
- Solanum acuminatum Ruiz & Pav. Fl. Peruv. 2: 34, t. 159. 1799.
- Solanum acutilobum Dunal in Poiret, Encycl. Suppl. 3: 772. 1814.
- Solanum adelense Delile in Rochet, Sec. Voy. Choa 345. 1846.
- Solanum adenophorum F.Muell. Fragm. 2: 162. 1861.
- Solanum adoense Hochst. ex A.Rich. Tent. Fl. Abyss. 2: 105. 1850 [1851].
- Solanum adscendens Sendtn. in Mart., Fl. Bras 10: 17, tab. 1, fig. 9-12. 1846.
- Solanum adspersum Witasek Akad. Wiss. Wien, Math.-Naturwiss. Kl., Denkschr. 79: 360. 1910.
- Solanum aethiopicum L. Cent. Pl. 2: 10. 1756.
- Solanum affine Sendtn. in Mart., Fl. Bras. 10: 63. 1846.
- Solanum africanum Mill. Gard. Dict. ed. 8, no. 26. 1768.
- Solanum agrarium Sendtn. in Mart., Fl. Bras. 10: 68, fig. 5, 32-33. 1846.
- T Solanum agrimoniifolium Rydb. Bull. Torrey Bot. Club 51: 154. 1924.
- T Solanum alandiae Cárdenas. Bol. Soc. Peruana Bot. 5:11-12. 1956.

- Solanum alatirameum Bitter Repert. Spec. Nov. Regni Veg. 16: 88. 1919.
- T Solanum albicans (Ochoa) Ochoa. Phytologia 54:392. 1983.
- Solanum albidum Dunal Hist. Nat. Solanum 206. 1813.
- T Solanum albornozii Correll. Wrightia 2:178-179. 1961.
- Solanum aldabrense C.H.Wright Kew Bull. 1894: 149. 1894.
- Solanum aligerum Schltdl. Linnaea 19: 301. 1847.
- Solanum allophyllum (Miers) Standl. J. Wash. Acad. Sci. 17: 16. 1927.
- Solanum aloysiifolium Dunal in DC., Prodr. 13(1) : 73. 1852.
- Solanum alphonsei Dunal in DC., Prodr. 13(1) : 69. 1852.
- Solanum alternatopinnatum Steud. Nomencl. Bot. 2, 2: 600. 1841.
- Solanum altissimum Benitez. Ernstia 19: 13. 1983.
- T Solanum amayanum Ochoa. Amer. Potato J. 66:1. 1989.
- Solanum amblophyllum Hook. Bot. Misc. 2: 231. 1831.
- Solanum amblycalyx Dunal in DC., Prodr. 13(1) : 371. 1852.
- Solanum amblymerum Dunal in DC., Prodr. 13(1) : 294. 1852.

- T Solanum ambosinum Ochoa. Biota 1(1):7. 1954.
- Solanum americanum Mill. Gard. Dict. ed. 8, no. 5. 1768.
- Solanum ammophilum A.R.Bean. Austrobaileya 6(4): 789. 2004.
- Solanum amnicola S.Knapp Brittonia 38: 295. 1986.
- Solanum amotapense Svenson Amer. J. Bot. 33: 483. 1946.
- Solanum amygdalifolium Steud. Nomencl. Bot. ed. 2, 2: 600. 1841.
- T Solanum anamatophilum Ochoa. Anales Ci., Univ. Nac. Agrar., Lima 2(4):391. 1964.
- Solanum anceps Ruiz & Pav. Fl. Peruv. 2: 36, t. 169, fig. a. 1799.
- T Solanum ancophilum (Correll) Ochoa. Phytologia 54:392. 1983.
- T Solanum ancoripae Ochoa. Las papas de sudamerica: Peru 1:544, fig. 231-235. 1999.
- T Solanum andreanum Baker. J. Linn. Soc., Bot. 20:498. 1884.
- Solanum anfractum Symon J. Adelaide Bot. Gard. 8: 93. 1985.
- Solanum anguivi Lam. Tabl. Encycl. 2: 23. 1794.
- Solanum angustialatum Bitter Repert. Spec. Nov. Regni Veg. 11: 471. 1912.
- Solanum angustifidum Bitter Repert. Spec. Nov. Regni Veg. 12: 544. 1913.
- Solanum angustifolium Mill. Gard. Dict. ed 8, no 15. 1768.
- Solanum angustum Domin Biblioth. Bot. 89: 1142. 1929.
- Solanum anisophyllum Van Heurck & Müll.Arg. Observ. Bot. 52. 1870
- Solanum annuum C.V.Morton A revision of the Argentine species of Solanum: 102. 1976.
- Solanum anoacanthum Sendtn. in Mart. Fl. Bras. 10: 66. 1846.
- Solanum anomalum Thonn. in Schumach. &  Thonn., Bescr. Guin. Pl. 126 1827.
- Solanum apaporanum R.E.Schult. Bot. Mus. Leafl. 13: 292. 1949.
- Solanum aparadense Mentz & M.Nee Pesquisas, Bot. 53: 170. 2003.
- Solanum aphyodendron S.Knapp Ann. Missouri Bot. Gard. 72: 565. 1985.
- Solanum apiahyense Witasek Akad. Wiss. Wien, Math.-Naturwiss. Kl., Denkschr. 79: 343. 1910.
- Solanum apiculatum Sendtn. in Mart., Fl. Bras. 10: 84, tab. 19-22. 1846.
- Solanum appendiculatum Dunal Solan. Syn. 5. 1816.
- Solanum appressum K.E. Roe Brittonia 24: 263. 1972.
- Solanum arachnidanthum Rusby Mem. New York Bot. Gard. 7: 345. 1927.
- Solanum arboreum Dunal Solan. Syn. 20. 1816.
- Solanum arcanum Peralta Syst. Bot. 30: 424. 2005.
- Solanum arenarium Sendtn. in Mart., Fl. Bras. 10: 26, tab. 16-18. 1846.
- Solanum argenteum Dunal in Poiret, Encycl. Suppl. 3: 755. 1814.
- Solanum argentinum Bitter & Lillo Repert. Spec. Nov. Regni Veg. 12: 547. 1913.
- Solanum argopetalum A.R.Bean Austrobaileya 6(4): 749. 2004.
- Solanum aridum Morong Ann. New York Acad. Sci. 7: 173. 1893.
- Solanum armentalis J.L.Gentry & D'Arcy Ann. Missouri Bot. Gard. 64: 376. 1978 [1977].
- Solanum armourense A.R.Bean Telopea 9(3): 656 (2001 publ. 2002).
- Solanum arundo Mattei Boll. Reale Orto Bot. Giardino Colon. Palermo 7: 188. 1908.
- Solanum ashbyae Symon J. Adelaide Bot. Gard. 4: 223, figs. 95, 97. 1981.
- Solanum asperolanatum Ruiz & Pav. Fl. Peruv. 2: 39, tab. 174, fig. b. 1799.
- Solanum asperum Rich. Actes Soc. Hist. Nat. Par. 1: 107. 1792.
- Solanum asterophorum Mart. Flora 21, Beibl. 2: 79. 1838.
- Solanum asteropilodes Bitter Repert. Spec. Nov. Regni Veg. 16: 396. 1920.
- Solanum asymmetriphyllum Specht Rec. Amer.-Austral. Sci. Exped. Arnhem Land 3, Bot.& Pl. Ecol. 293. 1958.
- Solanum athenae Symon J. Adelaide Bot. Gard., 8: 85. 1985.
- Solanum atitlanum K.E. Roe Brittonia 19: 364. 1967.
- Solanum atropurpureum Schrank Syll. Ratisb. 1: 200. 1824.
- Solanum aturense Dunal Solan. Syn. 32. 1816.
- Solanum aureitomentosum Bitter Repert. Spec. Nov. Regni Veg. 11: 18. 1912.
- Solanum aureum Dunal Solan. Syn. 16: 1816.
- Solanum aviculare G.Forst. Pl. Esc. 42. 1786.
- Solanum axillifolium K.E.Roe Brittonia 19: 363. 1967.
- T Solanum ayacuchense Ochoa. Agronomía (Lima) 26:312. 1959
- T  Solanum aymaraesense Ochoa. Phytologia 64:36. 1987.

## B

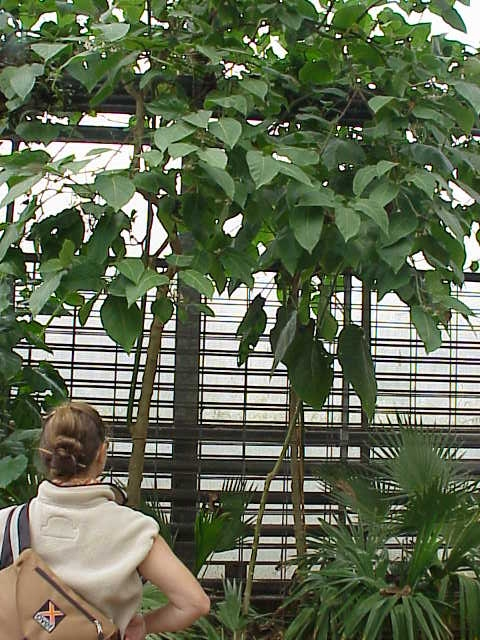
Port de Solanum betaceum.

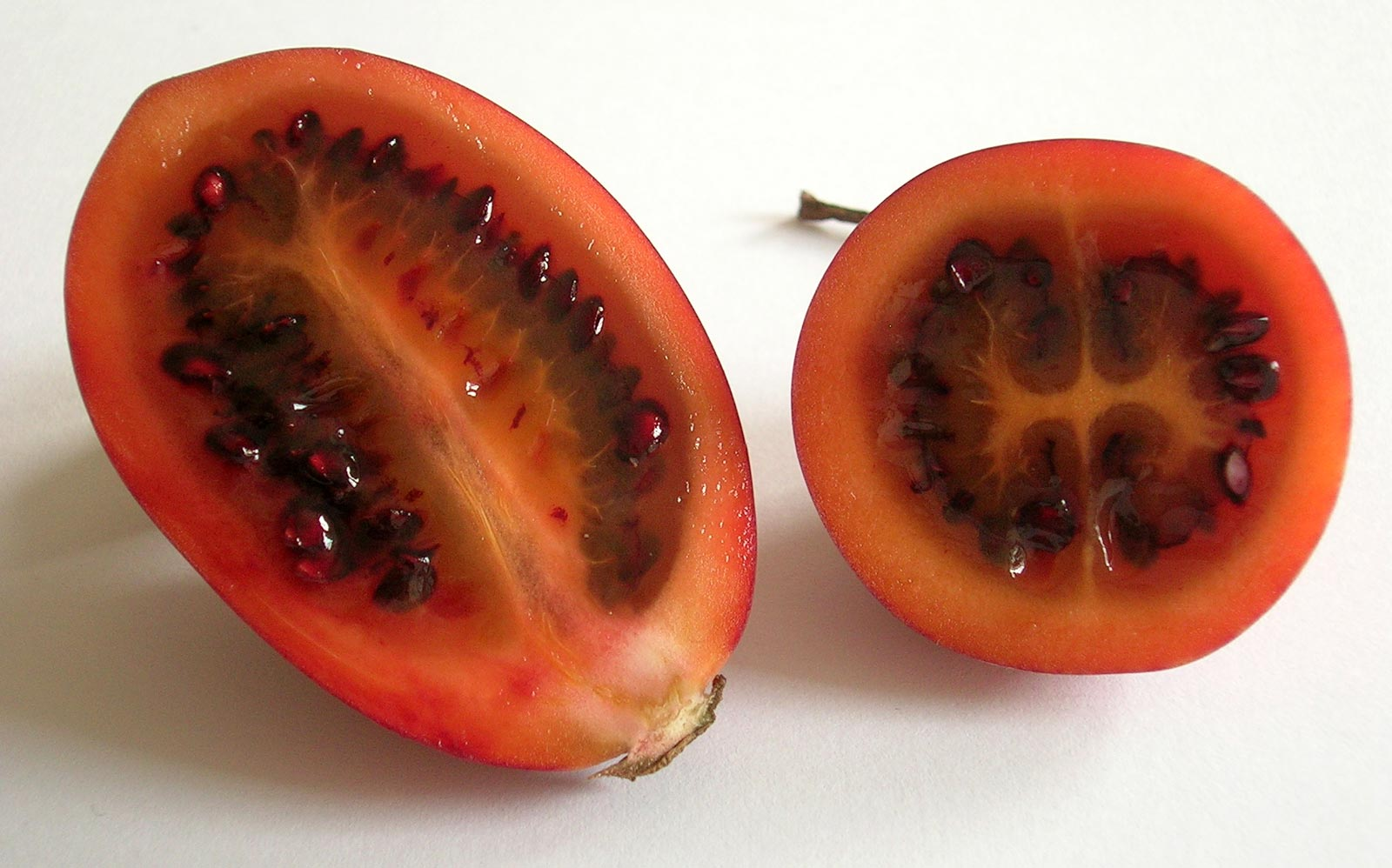
Fruits de Solanum betaceum en coupe longitudinale.

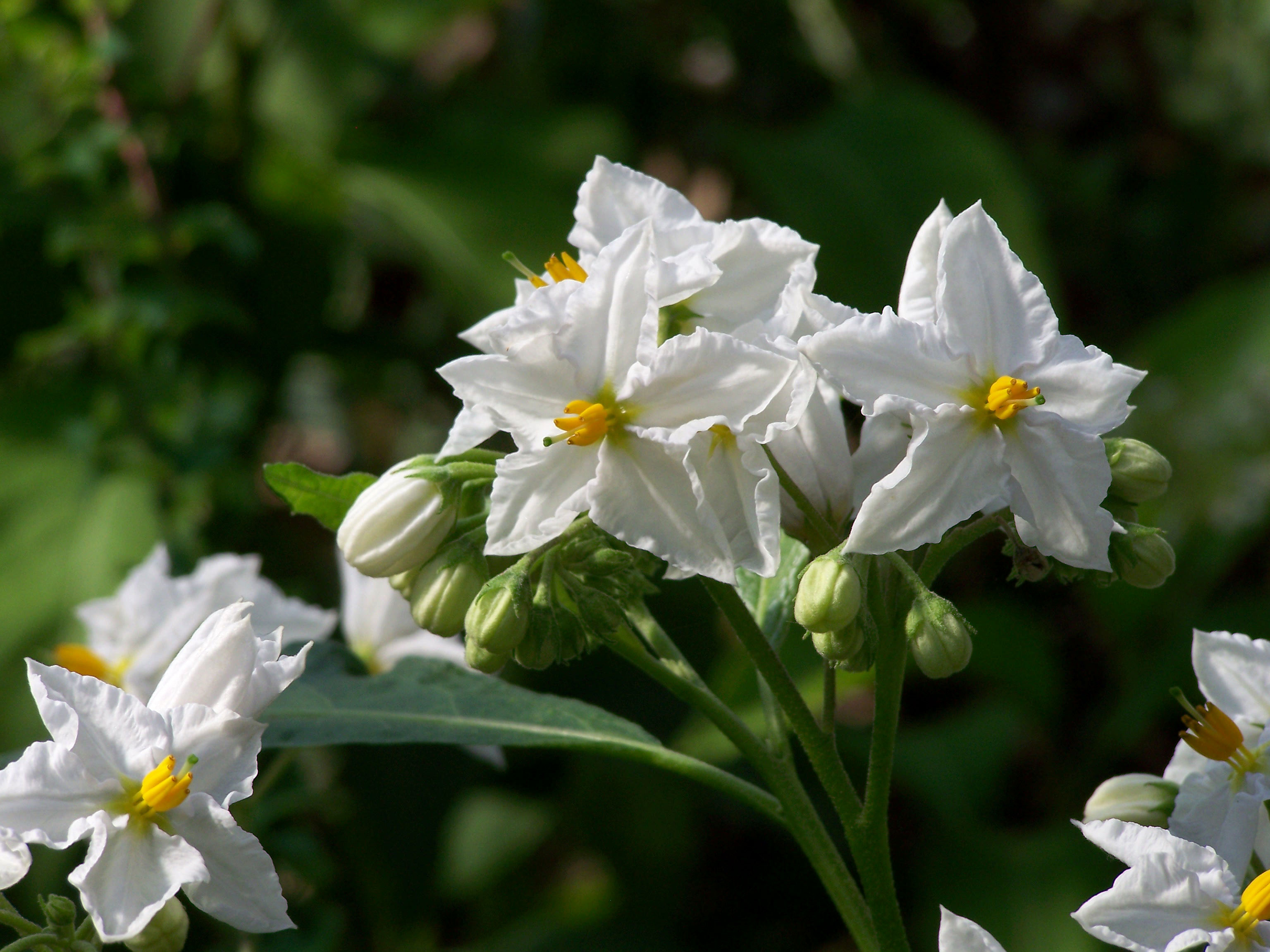
Inflorescence de Solanum bonariensis.

- Solanum bahamense L. Sp. Pl. 188. 1753.
- Solanum bahianum S.Knapp Bull. Brit. Mus. Nat. Hist. (Bot.) 19: 109. 1989.
- Solanum barbeyanum Huber Bol. Mus. Paraense Hist. Nat. 4: 605. 1906.
- Solanum barbisetum Nees Trans. Linn. Soc. 17: 51.
- Solanum barbulatum Zahlbr. Ann. K. K. Naturhist. Hofmus.  7: 6. 1892.
- Solanum basendopogon Bitter Repert. Spec. Nov. Regni Veg. 12: 1. 1913.
- Solanum batoides D'Arcy & Rakot. Fl. Madag., Fam. 176: 75. 1994.
- Solanum bauerianum Endl. Prodr. Fl. Norf. 54. 1833.
- Solanum beaugleholei Symon J. Adelaide Bot. Gard. 4: 266, figs. 118, 120. 1981.
- Solanum bellicosum Bitter Repert. Spec. Nov. Regni Veg. Beih. 16: 39. 1923.
- Solanum bellum S.Knapp Brittonia 38: 294. 1986.
- Solanum benadirense Chiov. Result. Sc. Miss. Stefan.-Paoli Somal. Ital. 1: 126. 1916.
- Solanum benderianum Schimp. ex Engl. Abh. Naturwiss. Vereine Bremen 25: 246. 1922.
- Solanum benderianum Schimp. ex Engl. Bot. Jahrb. Syst. 54: 489. 1917.
- Solanum beniense de Wild. Pl. Bequaert 1: 419. 1922.
- Solanum bequaertii de Wild. Repert. Spec. Nov. Regni Veg. 13: 141. 1914.
- T Solanum berthaultii Hawkes. Bull. Imp. Bur. Pl. Breed. Genet., Cambridge. 45, 122, Figure 32. 1944.
- Solanum betaceum Cav. Anales Hist. Nat. 1: 44. 1799.
- Solanum betroka D'Arcy & Rakot. Fl. Madag., Fam. 176: 77. 1994.
- Solanum bicolor Willd. ex Roem. & Schult. Syst. 4: 661. 1819.
- Solanum bistellatum L.B.Sm. & Downs Phytologia 10: 432. 1964.
- Solanum boldoense Dunal & A.DC. in DC., Prodr. 13(1) : 679. 1852.
- Solanum bolivianum Britt. ex Rusby Bull. New York Bot. Gard. 4: 416. 1907.
- T  Solanum boliviense Dunal.  A. L. P. P. de Candolle, Prodr. 13(1):43. 1852.

- Solanum bonariense L. Sp. Pl. 185. 1753.
- Solanum borgmannii Symon J. Adelaide Bot. Gard. 8: 97, fig. 42. 1984.
- Solanum brachyantherum Phil. Anales Univ. Chile 43: 522. 1873.
- Solanum brachistotrichum (Bitter) Rydb., Bull. Torrey Bot. Club 51: 170. 1924.
- T Solanum brevicaule Bitter. Repert. Spec. Nov. Regni Veg. 11:390. 1912.

- Solanum brevifolium Dunal Solan. Syn. 22. 1816.
- Solanum brevipedicellatum K.E. Roe Brittonia 19: 361. 1967.
- Solanum brownii Dunal Hist. Nat. Solanum 201. 1813.
- Solanum buddleiaefolium Sendtn. in Mart., Fl. Bras. 10: 83, tab. 6, fig. 8-11. 1846.
- T Solanum bukasovii Juz. ex Rybin. Trudy Prikl. Bot. ser. 2, 20:674. 1929; Izv. Akad. Nauk S.S.S.R., Ser. Biol. 2:303. 1937.

- T Solanum bulbocastanum Dunal in Poiret, Encycl. Suppl. 3: 749. 1814.

- Solanum bullatum Vell. Fl. Flumin. 84. 1829.
- Solanum bumeliaefolium Dunal in DC., Prodr. 13(1) : 292. 1852.
- Solanum burchellii Dunal in DC., Prodr. 13(1) : 291. 1852.
- T Solanum burkartii Ochoa. Biota 11:97. 1977.

## C

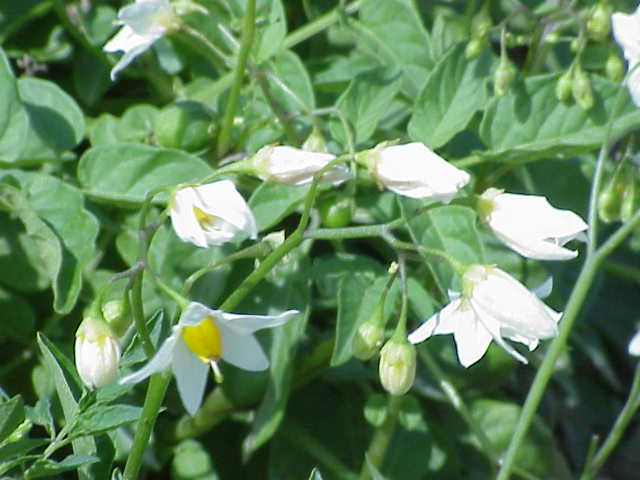
Fleurs de Solanum canasense.

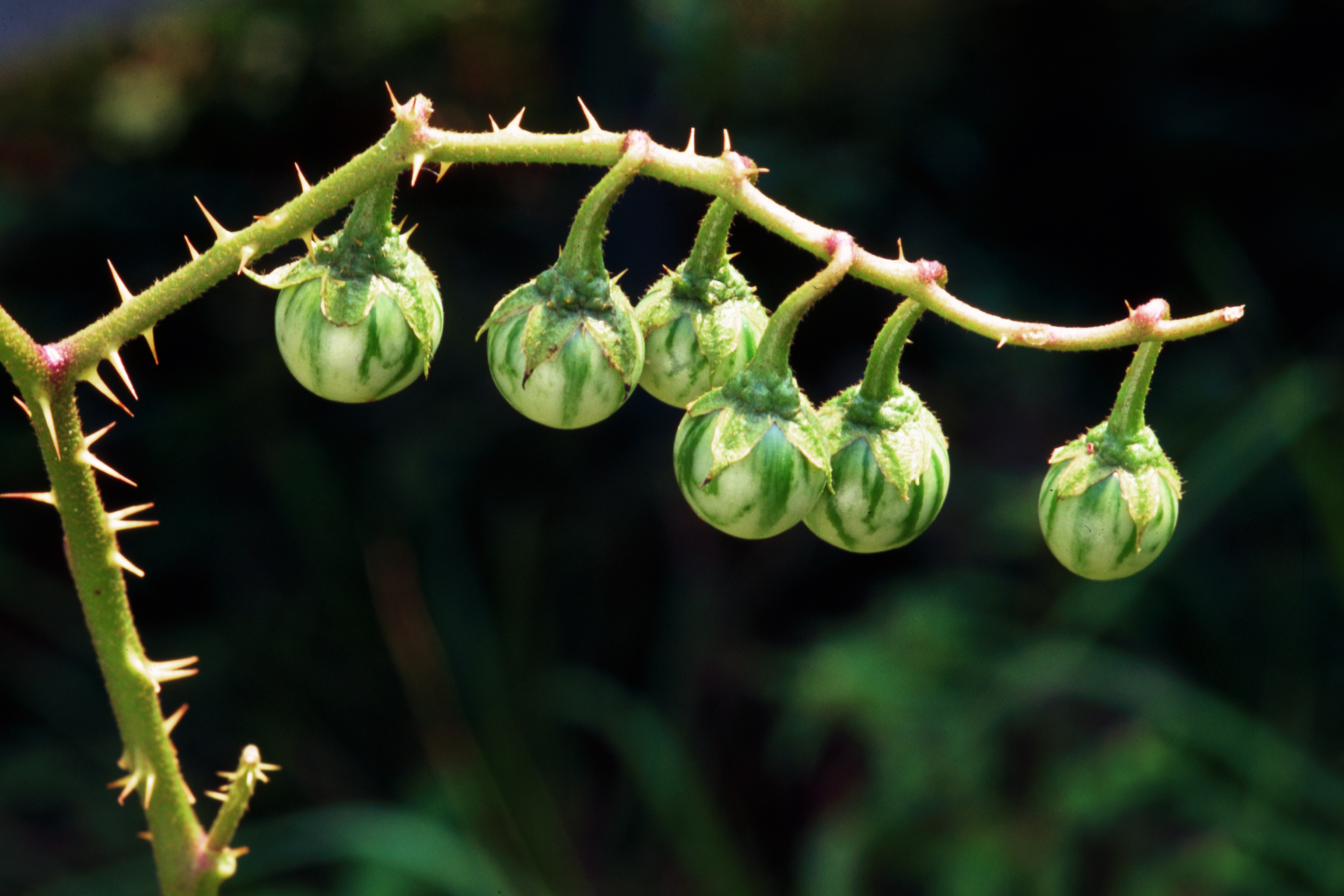
Fruits et tiges épineuses de Solanum carolinense.

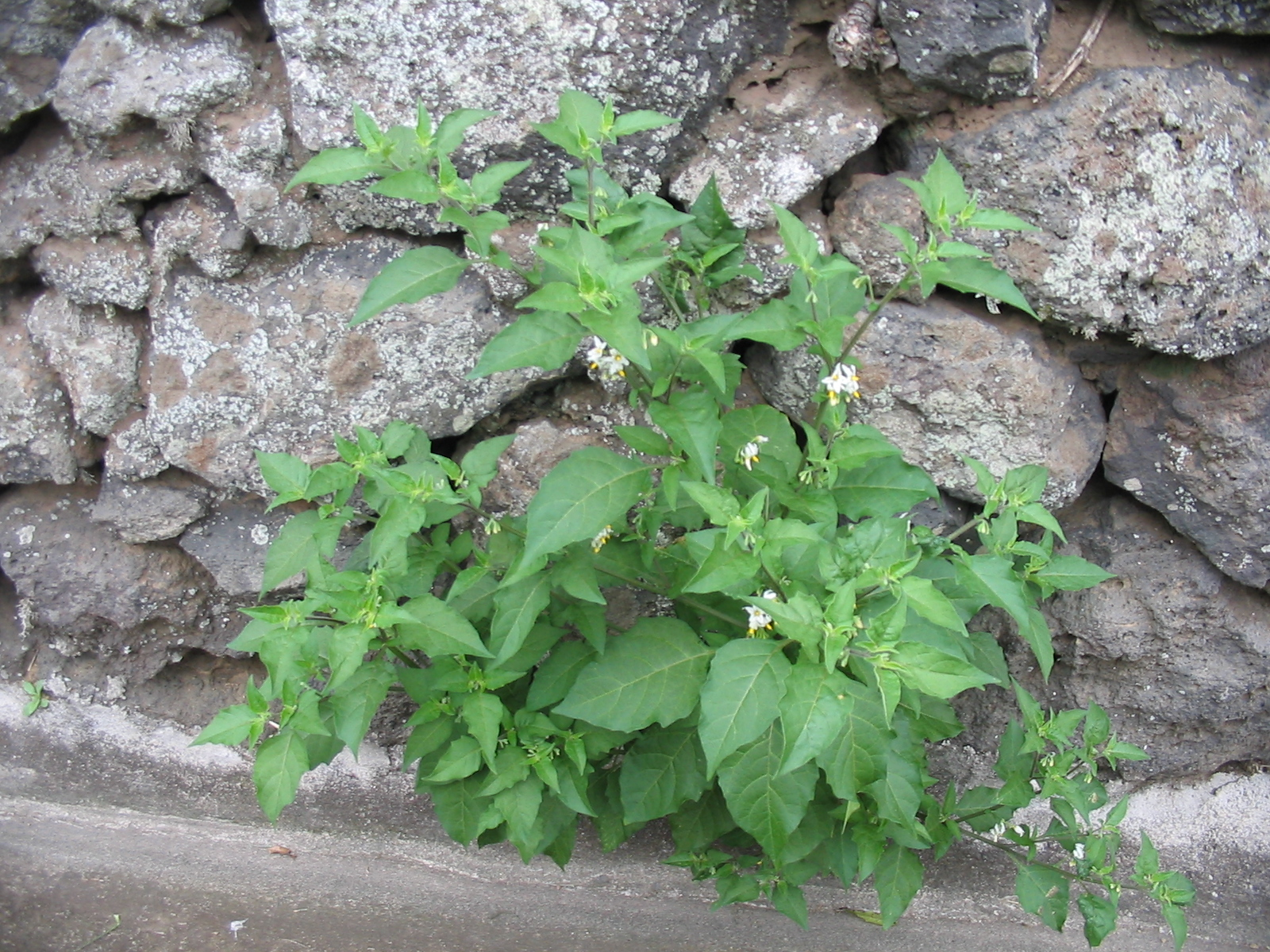
Solanum chenopodioides dans une rocaille.

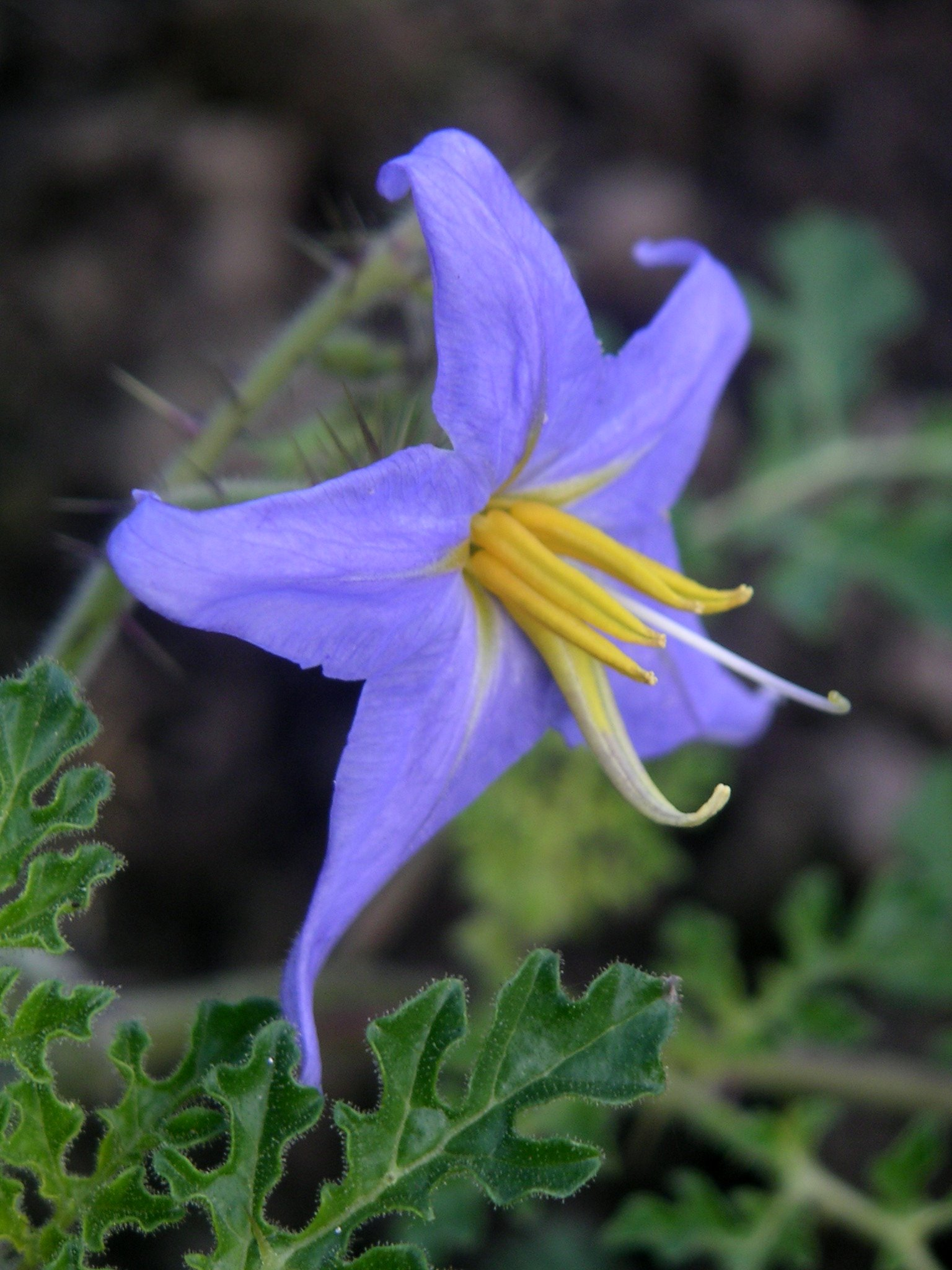
Détail de la fleur de Solanum citrullifolium.

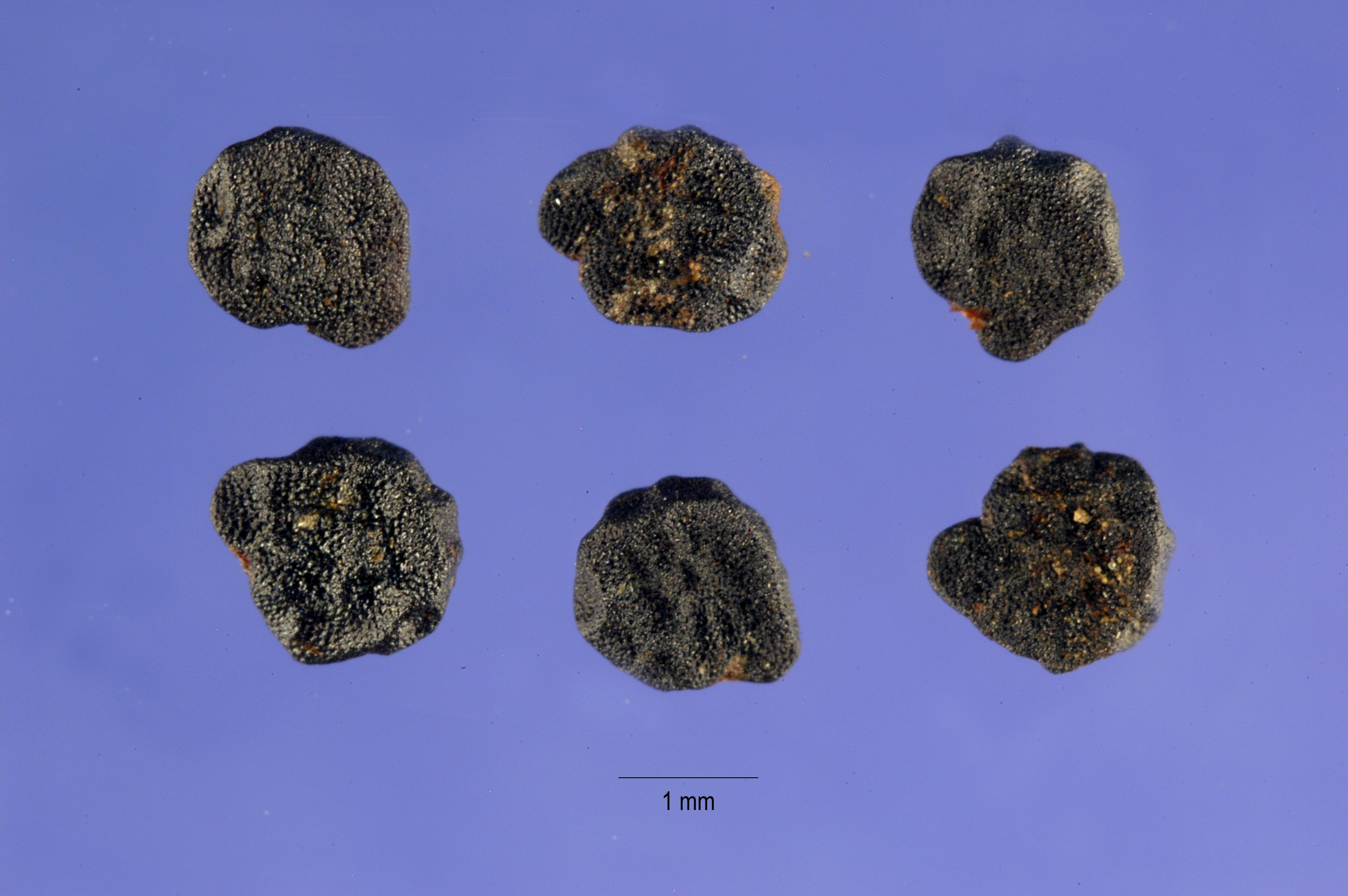
Détail des graines de Solanum citrullifolium.

- Solanum caavurana Vell. Fl. Flumin. 86. 1829.
- Solanum cacosmum Bohs Taxon 44: 585. 1995.
- T Solanum caesium Griseb. Abh. Königl. Ges. Wiss. Göttingen 24 : 254 [252?]. 1879.
- Solanum cajanumense Kunth Nov. Gen. Sp. [H.B.K.] 3: 47. 1818.
- T Solanum cajamarquense Ochoa. Agronomía (Lima) 26(4):314. 1959.
- T Solanum calacalinum Ochoa.  Darwiniana 23:227. 1981.
- Solanum caldense Carvalho Ann. Missouri Bot. Gard. 78: 224. 1991.
- Solanum calidum Bohs Taxon 44: 585. 1995.
- Solanum calileguae Cabrera Hickenia 1(31) : 162. 1978.
- Solanum callianthum C.V.Morton Contr. U.S. Natl. Herb. 29: 43. 1944.
- T Solanum calvescens Bitter.  Repert. Spec. Nov. Regni Veg. 11:436. 1912.
- Solanum campaniforme Roem. & Schult. Syst. 4: 662. 1819.
- Solanum campanulatum R.Br. Prodr. 446. 1810.
- Solanum campanuliflorum C.H.Wright Kew Bull. 1894: 127. 1894.
- Solanum campechiense L. Sp. Pl. 187. 1753
- Solanum camptostylum Bitter in Sarasin & Roux, Nova Caledonia, Bot. 1: 221. 1921.
- Solanum campylacanthum Hochst. ex A.Rich. Tent. Fl. Abyss. 2: 102. 1850 [1851].
- T Solanum candidum Lindl. Bot. Reg. Misc. 25: 73. 1839.
- T Solanum candolleanum Berthault, Ann. Sci. Agron. Franç. Étrangère, ser. 3, 6: 190. 1911
- Solanum canense Rydb. Bull. Torrey Bot. Club 51: 174. 1924.
- Solanum canoasense L.B.Sm. & Downs Fl. Ilustr. Catarin., pt. 1, Solanac. 104. 1966.
- Solanum capense L. Syst. ed. 10: 935. 1759.
- Solanum capillipes Britton Bull. Torrey Bot. Club 48(12): 338. 1921.
- Solanum capsiciforme (Domin) Baylis Austral. J. Bot. 11: 168. 1963.
- T Solanum capsicoides All. Auct. Syn. Meth. Stirp. Hort. Regii Taur. 64. 1773.
- Solanum carautae Carvalho Ann. Missouri Bot. Gard. 78: 226. 1991.
- T Solanum cardiophyllum Lindl. J. Hort. Soc. 3: 70, fig. 1848.
- Solanum carduiforme Mueller Fragm. 2: 163. 1861.
- Solanum caricaefolium Rusby Bull. New York Bot. Gard. 8: 118. 1912.
- T Solanum caripense Dunal Solan. Syn. 8. 1816.
- T Solanum carolinense L. Sp. Pl. 187. 1753.
- Solanum cassioides L.B.Sm. & Downs Phytologia 10: 430. 1964.
- Solanum castaneum Carvalho Pesquisas 46: 19. 1996.
- Solanum cataphractum A.Cunn. ex Benth. Fl. Austral. 4: 459. 1868.
- Solanum catilliflorum G.J.Anderson, Martine, Prohens & Nuez Novon  16(2): 164. 2006.
- Solanum catombelense Peyr. Sitzb. Akad. Wien, Math.-Nat. 38: 576. 1860.
- Solanum celatum A.R.Bean Telopea 9(3): 658 (2001 publ. 2002).
- Solanum celsum Standl. & C.V.Morton Publ. Field Mus. Nat. Hist., Bot. Ser. 18: 1077. 1938.
- Solanum centrale J.M.Black Trans. & Proc. Roy. Soc. S. Austral. 58: 180. 1934.
- Solanum cerasiferum Dunal in DC., Prodr. 13(1) : 365. 1852.
- T Solanum cernuum Vell. Fl. Flumin. 84. 1829; Icones 2, tab. 103. 1831.
- T Solanum chacoense Bitter. Repert. Spec. Nov. Regni Veg. 11: 18. 1912.
- Solanum chaetophorum C.V.Morton Revis. Argent. Solanum 207. 1976.
- Solanum chalmersii S.Knapp Brittonia 58: 330. 2006.
- Solanum chamaeacanthum Griseb. Cat. Pl. Cub. 190. 1866.
- Solanum chamaepolybotryon Bitter Repert. Spec. Nov. Regni Veg. 11: 471. 1912.
- Solanum chamaesarachidium Bitter Repert. Spec. Nov. Regni Veg. 15: 94. 1917.
- Solanum cheesmaniae (L.Riley) Fosberg Phytologia 62: 181. 1987.
- Solanum chenopodinum Mueller Fragm. 2: 165. 1861.
- Solanum chenopodioides Lam. Tabl. Encycl. 2: 18. 1794.
- Solanum chiapasense K.E.Roe Brittonia 19: 367. 1967.
- Solanum chilense (Dunal) Reiche Anales Univ. Santiago 124: 742. 1909.
- Solanum chimborazense Bitter & Sodiro Repert. Spec. Nov. Regni Veg. 10: 539. 1912.
- Solanum chippendalei Symon J. Adelaide Bot. Gard. 4: 272, figs. 119, 122. 1981.
- Solanum chlamydogynum Bitter Repert. Spec. Nov. Regni Veg. 16: 398. 1920.
- Solanum chmielewskii (C.M.Rick, Kesicki, Fobes & M.Holle) D.M.Spooner, G.J.Anderson & R.K.Jansen.  Amer. J. Bot. 80: 683. 1993.
- Solanum chrysotrichum Schltdl. Linnaea 19: 304. 1847.
- Solanum cinereum R.Br. Prodr. 446. 1810.
- Solanum cinnamomeum Sendtn. in Mart., Fl. Bras. 10: 44. 1846.
- Solanum circaeifolium Bitter Repert. Spec. Nov. Regni Veg. 11: 385. 1912.
- T Solanum circinatum Bohs. Taxon 44: 585. 1995.
- Solanum citrinum M.Nee Brittonia 34: 85. 1982.
- T Solanum citrullifolium A.Braun Wrightia 5: 237. 1976.
- Solanum citrullifolium A.Braun Proc. Amer. Acad. 44: 628. 1909.
- Solanum cladotrichum Dunal Hist. Nat. Solanum, 236. 1813.
- Solanum clandestinum Bohs Brittonia 58: 335. 2006.
- Solanum clarkiae Symon J. Adelaide Bot. Gard. 4: 277, figs. 124, 126. 1981.
- T Solanum clarum Correll Contr. Texas Res. Found., Bot. Stud. 1: 10 1950.
- Solanum cleistogamum Symon Trans. Roy. Soc. S. Austral. 95: 227. 1971.
- Solanum clivorum S.Knapp Novon 2: 341. 1992.
- Solanum coactiliferum J.M.Black Trans. Roy. Soc. S. Austral. 33: 224. 1909.
- Solanum coagulans Forssk. Fl. Aegypt.-Arab. 47. 1775.
- Solanum coalitum S.Knapp Novon 17: 212. 2007.
- Solanum cobanense J.L.Gentry Phytologia 26(4) : 276. 1973.
- Solanum coccineum Jacq. Misc. Austriac. 2: 329. 1781-1782.
- Solanum cochabambense Bitter Repert. Spec. Nov. Regni Veg. 10: 553. 1912.
- Solanum cochoae G.J.Anderson & Bernardello Novon 1: 132. 1991.
- Solanum cocosoides A.R.Bean Austrobaileya 6(4): 772. 2004.
- Solanum comarapanum M.Nee Brittonia 58: 345. 2006.
- T Solanum commersonii Dunal in Poiret, Encycl. Suppl. 3: 746. 1814.
- Solanum complectens M.Nee & G.J.Anderson Brittonia 58: 328. 2006.
- Solanum compressum L.B.Sm. & Downs Phytologia 10: 430. 1964.
- Solanum concarense Hunz.. Kurtziana 20: 190, fig. 2. 1989.
- Solanum concinnum Schott ex Sendtn. in Mart., Fl. Bras. 10: 36, tab. 3, figs. 20-24. 1846.
- Solanum confertiseriatum Bitter Repert. Spec. Nov. Regni Veg. 11: 490. 1913.
- Solanum confine Dunal in DC., Prodr. 13(1) : 137. 1852.
- Solanum confusum C.V.Morton Contr. U.S. Natl. Herb. 29: 70. 1944.
- Solanum conglobatum Dunal in DC., Prodr. 13(1) : 112. 1852.
- Solanum conicum Ruiz & Pav. Fl. Peruv. 2: 38, t. 172, fig. b. 1799.
- Solanum conocarpum L.C.Rich. ex Dunal in Poir., Encycl. Suppl. 3: 748. 1814.
- Solanum consimile C.V.Morton Revis. Argent. Solanum 215. 1976.
- Solanum cookii Symon J. Adelaide Bot. Gard. 4: 233, figs. 96, 102. 1981.
- Solanum coquimbense J.R.Benn. Edinburgh J. Bot. 65: 91. 2008
- Solanum coracinum Symon Austrobaileya 4: 429. 1995.
- Solanum cordatum Forssk. Fl. Aegypt.-Arab. 47. 1775.
- Solanum cordifolium Dunal in Poiret, Encycl. Suppl. 3: 764. 1814.
- Solanum cordioides S.Knapp Fl. Neotrop. Monogr. 84: 361. 2002.
- Solanum cordovense Sessé & Moc. Fl. Mex., ed. 2, 51. 1894.
- Solanum coriaceum Dunal Hist. Nat. Solanum 197. 1813.
- Solanum corifolium Mueller Fragm. 2: 166. 1861.
- Solanum corneliomulleri J.F.Macbr. Publ. Field Mus. Nat. Hist., Bot. 13(5-B,1): 160. 1962.
- Solanum cornifolium Dunal Solan. Syn. 21. 1816.
- Solanum corumbense S.Moore Trans. Linn. Soc. Ser. 2, 4: 404. 1895.
- Solanum corymbiflorum (Sendtn.) Bohs Taxon 44: 584. 1995.
- Solanum corymbosum Jacq. Collectanea [Jacquin] 1: 78. 1787.
- Solanum costatum M.Nee Solanaceae Newsletter 4(3) : 74. 2001.
- Solanum crassitomentosum Domin Biblioth. Bot. 89: 1138. 1929.
- Solanum crebrispinum A.R.Bean Austrobaileya 6(4): 742. 2004.
- Solanum crebrum C.V.Morton & L.B.Sm. Revis. Argent. Solanum 80. 1976.
- Solanum crinitipes Dunal in DC., Prodr. 13(1) : 317. 1852.
- Solanum crinitum Lam. Tabl. Encycl. 2: 20. 1794.
- Solanum crispum Ruiz & Pav. Fl. Peruv. 2: 31, t. 158, fig. a. 1799.
- Solanum croatii D'Arcy & R.C.Keating Phytologia 34: 282. 1976.
- Solanum crotonifolium Dunal Solan. Syn. 18. 1816.
- Solanum crotonoides Lam. Tabl. Encycl. 2: 24. 1794.
- Solanum cruciferum Bitter Repert. Spec. Nov. Regni Veg. 16: 402. 1920.
- Solanum cucullatum S.Knapp Brittonia 38: 292. 1986.
- Solanum cunninghamii Benth. Fl. Austral. 4: 465. 1868.
- Solanum cutervanum Zahlbr. Ann. K. K. Naturhist. Hofmus.  7: 7. 1892.
- Solanum cyaneopurpureum de Wild. Pl. Bequaert. 1: 425. 1922.
- Solanum cyclophyllum S.Knapp Bull. Brit. Mus. (Nat. Hist.) , Bot. 22: 147. 1992.
- Solanum cylindricum Vell. Fl. Flumin. 2: 87. 1829; Icones 2, tab. 119. 1831.
- Solanum cymbalarifolium Chiov. Boll. Soc. Bot. Ital. 1925: 107. 1925.

## D

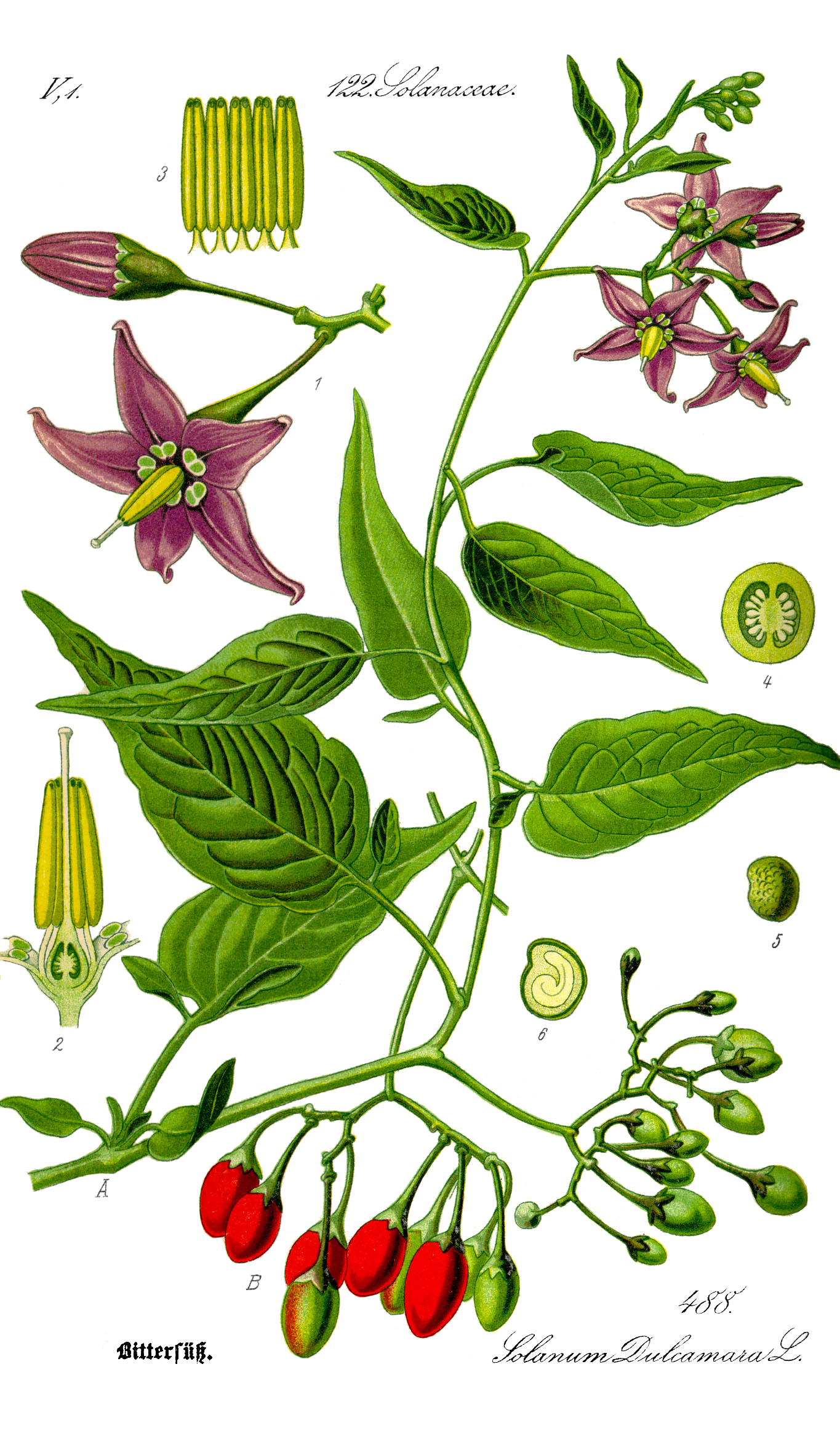
Illustration de Solanum dulcamara.

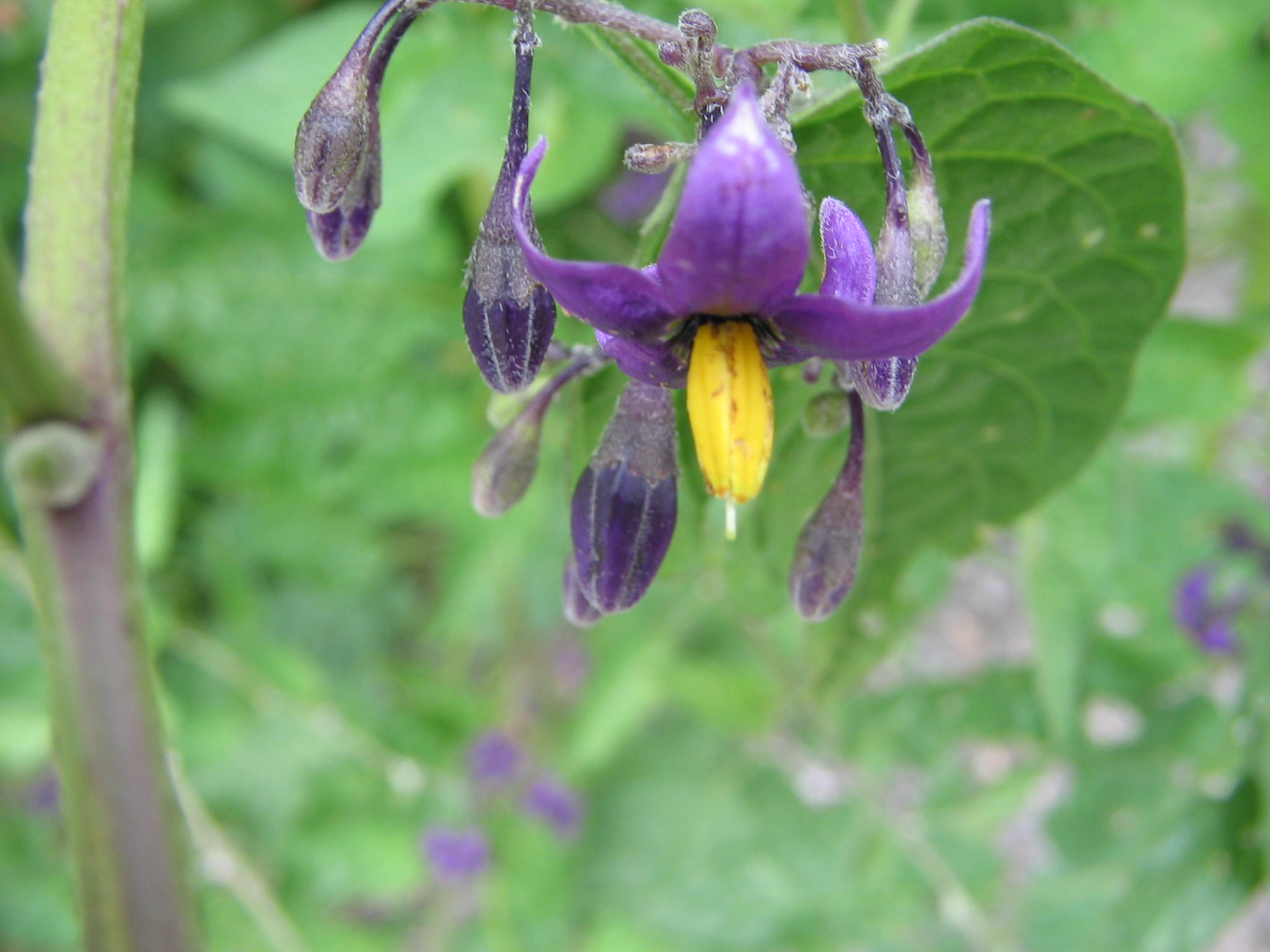
Fleur de Solanum dulcamara.

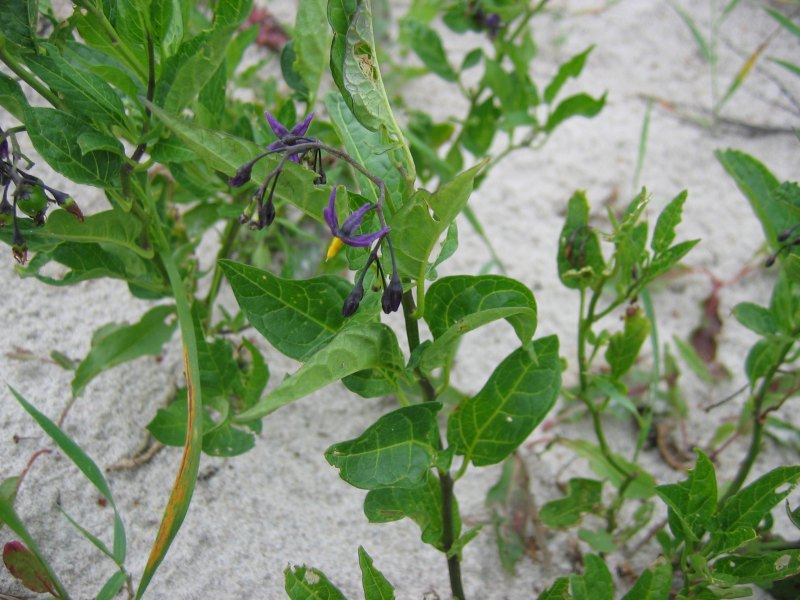
Solanum dulcamara, inflorescence et feuilles.

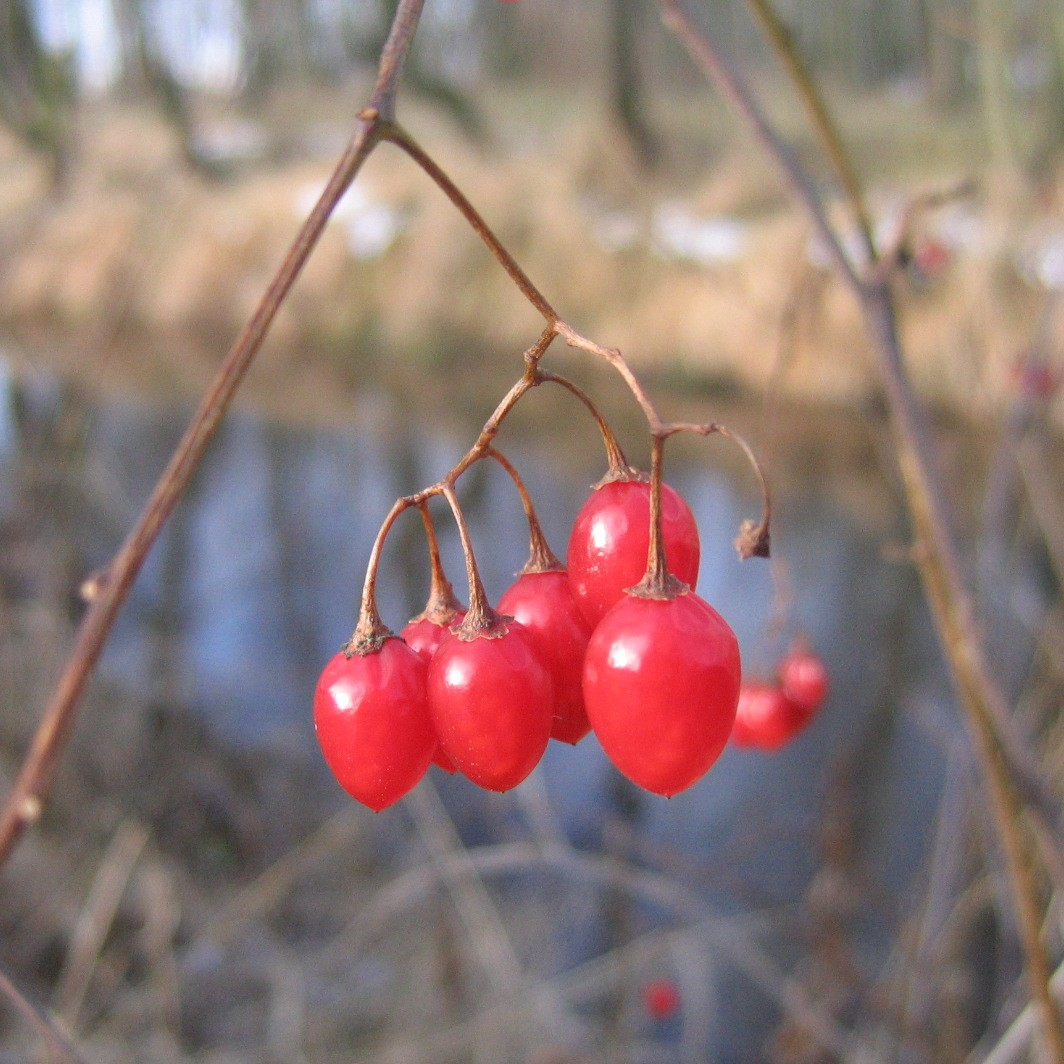
Détail des fruits de Solanum dulcamara.

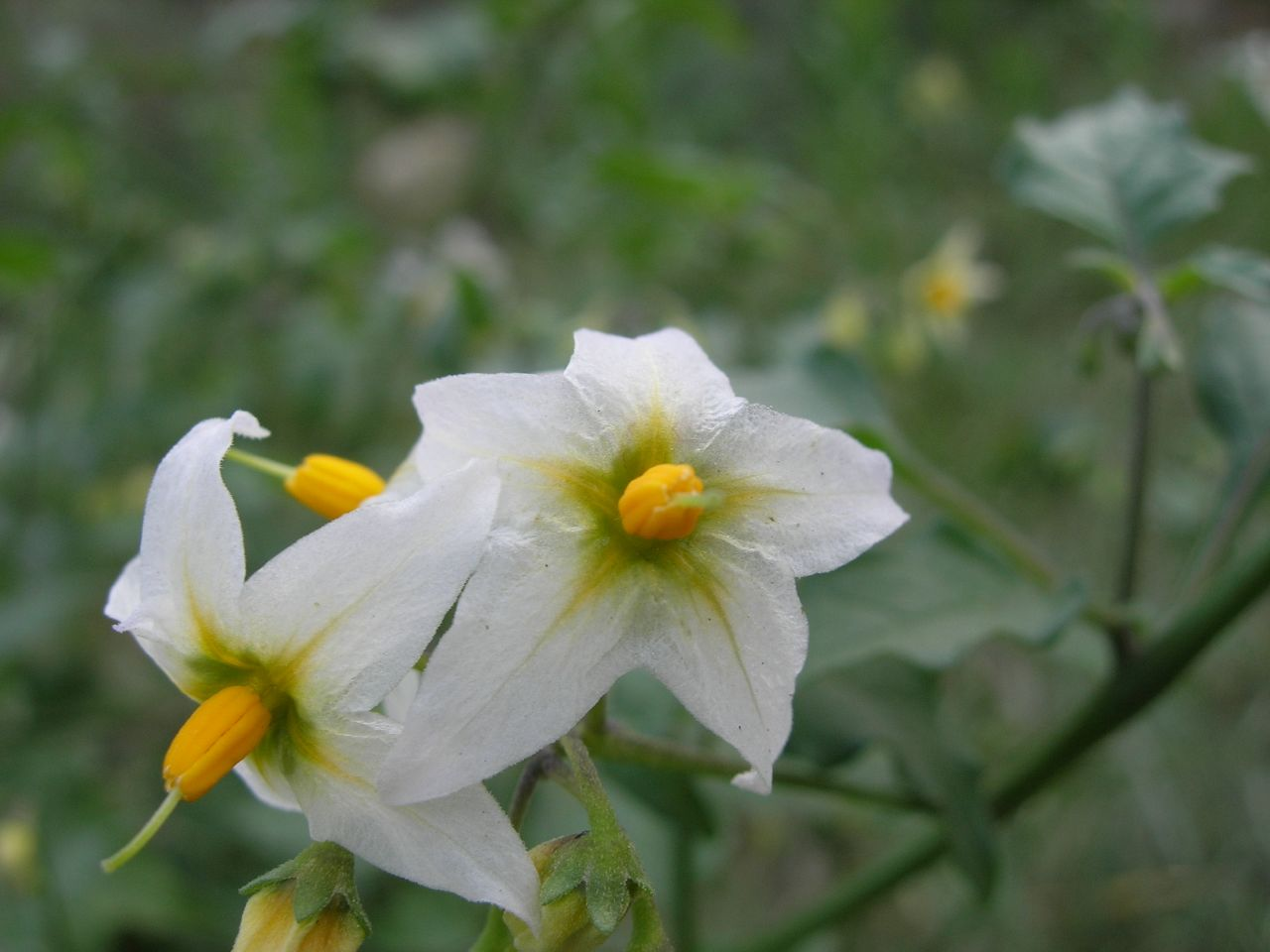
Détail des fleurs de Solanum douglasii.

- Solanum dallmannianum Warb. Bot. Jahrb. Syst. 13: 415. 1891.
- Solanum damarense Bitter Repert. Spec. Nov. Regni Veg. 16: 90. 1923.
- Solanum dammerianum Lauterb. & K.Schum. Notizbl. Bot. Gart. Berlin 2: 147. 1898.
- Solanum daphnophyllum Bitter Repert. Spec. Nov. Regni Veg. 18: 67. 1922.
- Solanum darienense S.Knapp Ann. Missouri Bot. Gard. 73: 738. 1987 [1986].
- Solanum dasyadenium Bitter Repert. Spec. Nov. Regni Veg. 11: 8. 1912.
- Solanum dasyanthum Brandegee Univ. Calif. Pub. Bot. 6: 193. 1913. [1915?]
- Solanum dasyneuron S.Knapp Ann. Missouri Bot. Gard. 72: 563. 1985.
- Solanum dasyphyllum Schumach. & Thonn. in Schumach., Beskr. Guin. Pl. 126 [146]. 1827.
- Solanum davidsei Carvalho Ann. Missouri Bot. Gard. 78: 229. 1991.
- Solanum davisense Whalen. Wrightia 5: 234. 1976.
- Solanum decompositiflorum Sendtn. in Mart., Fl. Bras. 10: 88, tab. 6, fig. 34-37. 1846.
- Solanum decorum Sendtn. in Mart., Fl. Bras. 10: 83, tab. 6, fig. 12-18. 1846.
- Solanum defensum Mueller Fragm. 5: 193. 1866.
- Solanum deflexicarpum C. Y. Wu & S. C. Huang Acta Phytotax. Sin. 16(2) : 73. 1978.
- Solanum deflexiflorum Bitter Repert. Spec. Nov. Regni Veg. 18: 49. 1922.
- Solanum deflexum Greenm. Proc. Amer. Acad. 32: 301. 1897.
- Solanum delagoense Dunal in DC., Prodr. 13(1) : 349. 1852.
- Solanum delicatulum L.B.Sm. & Downs Phytologia 10: 424. 1964.
- Solanum delitescens C.V.Morton Revis. Argent. Solanum 168. 1976.
- T Solanum demissum Lindl. J. Hort. Soc. London 3: 70, fig. pg. 69. 1848.
- Solanum dendroicum O.E.Schulz & Ekman Repert. Spec. Nov. Regni Veg. 32: 91. 1933.
- Solanum dennekense Dammer Bot. Jahrb. Syst. 38: 57. 1905.
- Solanum denseaculeatum Symon J. Adelaide Bot. Gard. 8: 100. 1985.
- Solanum densevestitum Mueller ex Benth. Fl. Austral. 4: 456. 1868.
- Solanum depauperatum Dunal in DC., Prodr. 13(1) : 227. 1852.
- Solanum diamantinense M.F.Agra. Novon 9: 294. 1999.
- Solanum dianthophorum Dunal Hist. Nat. Solanum 183. 1813.
- Solanum dianthum Rusby Bull. New York Bot. Gard. 4: 420. 1907.
- Solanum dichroandrum Dunal in DC., Prodr. 13(1) : 86. 1852.
- Solanum didymum Dunal Hist. Nat. Solanum 236. 1813.
- Solanum dimidiatum Raf. Autikon Bot. 107. 1840.
- Solanum dimorphandrum S.Knapp Bull. Nat. Hist. Mus., London, Botany 30: 20. 2000
- Solanum dimorphispinum C. White. Proc. Roy. Soc. Queensland 50: 82. 1939.
- Solanum dinteri Bitter Repert. Spec. Nov. Regni Veg. Beih. 16: 95. 1923.
- Solanum dioicum W. Fitzg. J. Roy. Soc. W. Austral. 3: 203. 1918.
- Solanum diphyllum L. Sp. Pl. 184. 1753.
- Solanum diploconos (Mart.) Bohs Taxon 44: 584. 1995.
- Solanum discolor R.Br. Prodr. 445. 1810.
- Solanum dissectum Symon Austrobaileya 4: 432. 1995.
- Solanum dissimile C.V.Morton Contr. U.S. Natl. Herb. 29: 52. 1944.
- Solanum distichophyllum Sendtn. in Mart. Fl. Bras. 10: 35, tab. 3, fig. 19. 1846.
- Solanum distichum Schumach. & Thonn. in Schumach., Beskr. Guin. Pl. 122 [142]. 1827.
- Solanum ditrichum A.R.Bean Austrobaileya 6(4): 721. 2004.
- Solanum diversiflorum Mueller Fragm. 6: 146. 1868.
- Solanum diversifolium Dunal Solan. Syn. 8. 1816.
- T Solanum dolichocremastrum Bitter. Repert. Spec. Nov. Regni Veg. 12:3-4. 1913.
- Solanum dolichorhachis Bitter Repert. Spec. Nov. Regni Veg. 11: 490. 1913.
- Solanum dolichosepalum Bitter Repert. Spec. Nov. Regni Veg. 16: 395. 1920.
- Solanum dolosum S.Knapp Ann. Missouri Bot. Gard. 73: 742. 1987 [1986].
- T Solanum donachui (Ochoa) Ochoa. Phytologia 54:392. 1983.
- Solanum donianum Walp. Rep. 3: 54. 1844.
- Solanum douglasii Dunal in DC., Prodr. 13(1) : 48. 1852.
- Solanum dryanderense A.R.Bean Austrobaileya 6(4): 695. 2004.
- Solanum dulcamara L. Sp. Pl. 185. 1753.
- Solanum dulcamaroides Dunal in Poir., Encycl. Suppl. 3: 751. 1814.
- Solanum dumicola A.R.Bean Austrobaileya 6(4): 770. 2004.
- Solanum dunalianum Gaudich. Voy. Uranie 448. 1828 or 1829.
- Solanum dysprosium A.R.Bean Austrobaileya 6(4): 709. 2004.

## E

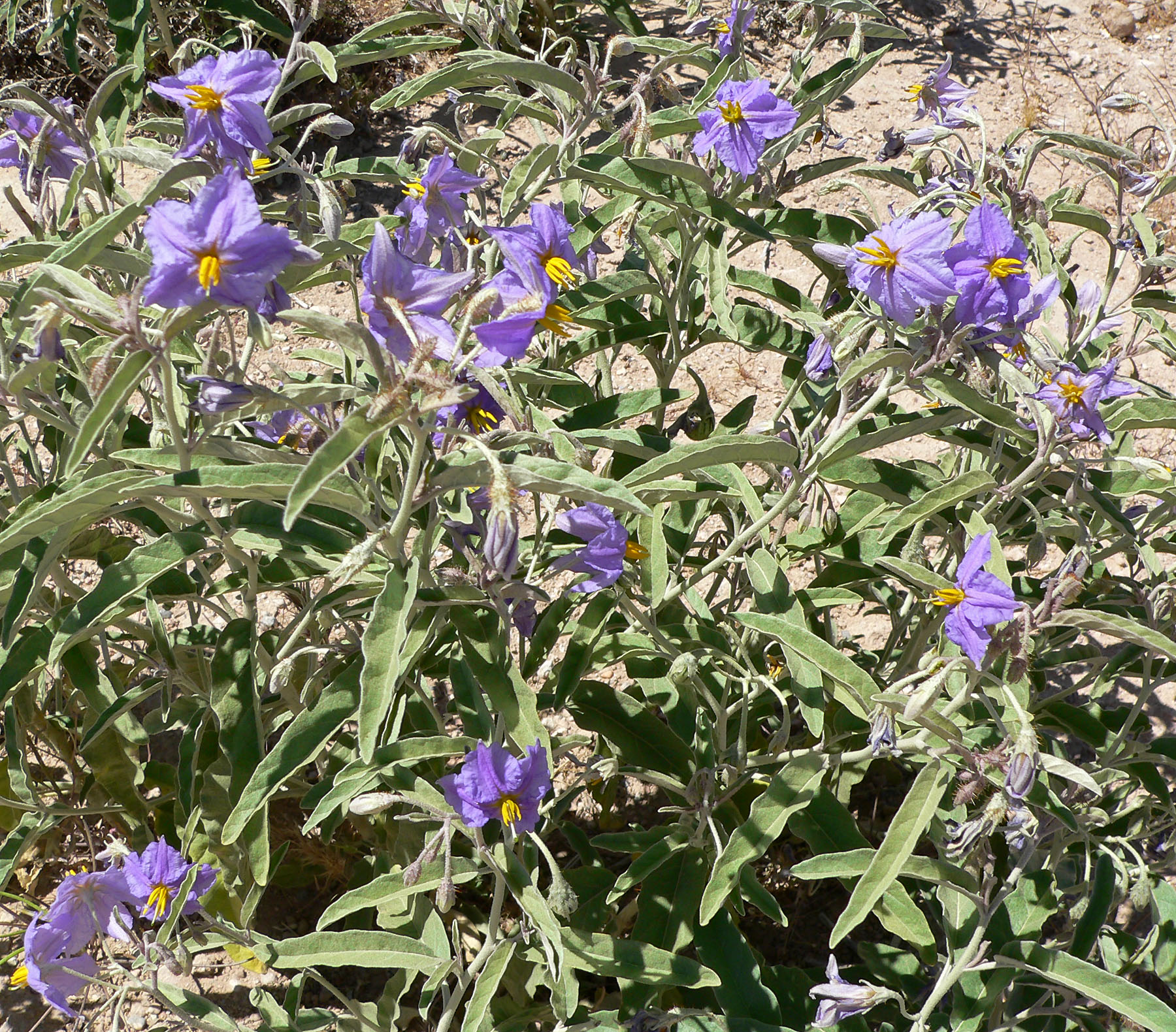
Solanum elaeagnifolium en fleurs.

- Solanum eardleyae Symon J. Adelaide Bot. Gard. 4: 212. 1981, figs. 83, 89.
- Solanum eburneum Symon Trans. Roy. Soc. S. Austral. 95: 228. 1971.
- Solanum echegarayi Hieron. Bol. Acad. Nac. Ci. 9: 58. 1881.
- Solanum echinatum R.Br. Prodr. 447. 1810.
- Solanum edmonstonei Hook.f. Trans. Linn. Soc. 20: 201. 1847.
- T Solanum ehrenbergii (Bitter) Rydb. Bull. Torrey Bot. Club 51: 169. 1924.
- Solanum elachophyllum Mueller Fragm. 2: 164. 1860-1861.
- Solanum elaeagnifolium Cav. Icon. 3: 22, tab. 243. 1795.
- Solanum elegans Dunal in Poir., Encycl. Suppl. 3: 769. 1814.
- Solanum ellipticum R.Br. Prodr. 446. 1810.
- Solanum eminens A.R.Bean Austrobaileya 6(4): 754. 2004.
- Solanum endoadenium Bitter Repert. Spec. Nov. Regni Veg. 12: 546. 1913.
- Solanum endopogon (Bitter) Bohs Taxon 44: 585. 1995.
- Solanum ensifolium Dunal in DC., Prodr. 13(1) : 186. 1852.
- Solanum eremophilum Mueller Linnaea 25: 432. 1852.
- Solanum erianthum D.Don Prodr. Fl. Nep. 96. 1825.
- Solanum erosomarginatum S.Knapp Brittonia 38: 273. 1986.
- Solanum erythracanthum Dunal in DC., Prodr. 13(1) : 201. 1852.
- Solanum erythrotrichum Fernald Proc. Amer. Acad. Arts 35: 561. 1900.
- Solanum esuriale Lindl. in Mitchell, Three Exped. Australia 2: 43. 1838.
- T Solanum etuberosum Lindl. Bot. Reg. Misc. t. 1712. 1835.
- Solanum euacanthum Phil. Anales Univ. Chile 36: 195. 1870.
- Solanum evolvulifolium Greenm. Enum. Pl. Guatem. 6: 26. 1903.
- Solanum evonymoides Sendtn. in Mart. Flora 24, Beibl. 2: 87. 1841.
- Solanum excisirhombeum Bitter Repert. Spec. Nov. Regni Veg. 11: 1. 1912.
- Solanum exiguum Bohs Taxon 44: 584. 1995.
- Solanum expedunculatum Symon J. Adelaide Bot. Gard. 8: 103, fig. 46, 47. 1985.

## F
- Solanum falconense S.Knapp Bull. Br. Mus. Nat. Hist. (Bot.) 19: 103. 1989.
- Solanum fallax Bohs Taxon 44: 585. 1995.
- Solanum felinum Bitter ex Whalen Gentes Herb. 12: 92. 1981.
- T Solanum fernandezianum Phil. Linnaea 29: 23. 1857-1858.
- Solanum ferocissimum Lindl. in Mitchell, Three Exped. Australia 2: 58. 1838.
- Solanum ferox L. Sp. Pl. ed. 2: 267. 1762.
- Solanum ferrugineum Jacq. Pl. Hort. Schoenbr. 3: 46. 1798.
- Solanum fervens A.R.Bean Austrobaileya 6(4): 686. 2004.
- Solanum fiebrigii Bitter Repert. Spec. Nov. Regni Veg. 10: 556. 1912.
- Solanum filiforme Ruiz & Pav. Fl. Peruv. 2: 31, tab. 159. 1799.
- Solanum flaccidum Vell. Fl. Flumin. 87. 1829; Icones 2, tab. 115. 1831.
- Solanum flagellare Sendtn. in Mart., Fl. Bras. 10: 68. 1846.
- Solanum flagelliferum Baker J. Linn. Soc. 20: 213. 1883.
- T Solanum flahaultii Bitter. Repert. Spec. Nov. Regni Veg. 12:57-58. 1913.
- Solanum florulentum Bitter Repert. Spec. Nov. Regni Veg. 10: 544. 1912.
- Solanum foetens Pittier ex S.Knapp Brittonia 38: 275. 1986.
- Solanum forskalii Dunal Hist. Nat. Solanum 237. 1813.
- Solanum fortunense Bohs Taxon 44: 584. 1995.
- Solanum fosbergianum D'Arcy Ann. Missouri Bot. Gard. 60(3) : 700. 1974 [1973] .
- Solanum francisii A.R.Bean Austrobaileya 6(4): 768. 2004.
- Solanum fraxinifolium Dunal in DC., Prodr. 13(1) : 39. 1852.
- Solanum fructo-tecto Cav. Icon. 4: 5, tab. 309. 1797.
- Solanum fulgens (J.F.Macbr.) Roe Brittonia 24: 275. 1972.
- Solanum fulvidum Bitter Repert. Spec. Nov. Regni Veg. 16: 390. 1920.
- Solanum furcatum Dunal in Poir., Encycl.  Suppl. 3: 750. 1814.
- Solanum furfuraceum R.Br. Prodr. 446. 1810.
- Solanum fusiforme L.B.Sm. & Downs Phytologia 10: 431. 1964.

## G
- Solanum gabrielae Domin Biblioth. Bot. 89: 1142. 1929.
- Solanum galapagense S.C.Darwin & Peralta Syst. Biodivers. 1(1): 45 2003.
- Solanum galbinum A.R.Bean Austrobaileya 6(4): 782. 2004.
- Solanum galpinii Bitter Repert. Spec. Nov. Regni Veg., Beih. 16. 1923.
- Solanum gardneri Sendtn. in Mart., Fl. Bras. 10: 69. 1846.
- Solanum gemellum Mart. ex Sendtn. in Mart., Fl. Bras. 10: 28. 1846.
- Solanum georgicum R.E.Schult. Bot. Mus. Leafl. 19: 240. 1962.
- Solanum gertii S.Knapp Brittonia 44: 67. 1992.
- Solanum gibbsiae J.R.Drumm. in Gibbs, Fl. Arfak. Mts. 177. 1917.
- Solanum giganteum Jacq. Collectanea [Jacquin] 4: 125. 1791.
- Solanum gilesii Symon Trans. Roy. Soc. S. Austral. 95: 229. 1971.
- Solanum gilioides Rusby Mem. Torrey Bot. Club 4: 228. 1895.
- Solanum glaberrimum C.V.Morton Revis. Argent. Solanum 82. 1976.
- Solanum glabratum Dunal Hist. Nat. Solanum 240. 1813
- Solanum glaucescens Zucc. Abh. Bayer. Akad. Wiss., Math.-Naturwiss. Abt.2:  325. 1831.
- Solanum glaucophyllum Desf. Cat. Pl. Hort. Par. 3: 396. 1829.
- Solanum glutinosum Dunal in Poir., Encycl. Suppl. 3: 769. 1814.
- Solanum gnaphalocarpon Vell. Fl. Flumin. 82. 1829; Icones 2, tab. 91. 1831.
- Solanum goetzei Dammer Bot. Jahrb. Syst. 28: 473. 1900.
- Solanum gomphodes Dunal in DC., Prodr. 13(1) : 339. 1852.
- Solanum goniocaulon S.Knapp Novon 2: 343. 1992.
- Solanum gonocladum Dunal in DC., Prodr. 13(1) : 93. 1852.
- Solanum gonyrhachis S.Knapp Bull. Brit. Mus. Nat. Hist. (Bot.) 19: 105. 1989.
- Solanum goodspeedii K.E.Roe Brittonia 24: 272. 1972.
- T Solanum gourlayi Hawkes. Bull. Imp. Bur. Pl. Breed. Genet., Cambridge 43, 120. 1944
- Solanum grandiflorum Ruiz & Pav. Fl. Peruv. 2: 35, tab. 168. 1799.
- Solanum graniticum A.R.Bean Austrobaileya 6(4): 732. 2004.
- Solanum granuloso-leprosum Dunal in DC., Prodr. 13(1) : 115. 1852.
- Solanum gratum Bitter Repert. Spec. Nov. Regni Veg. 18: 59. 1922.
- Solanum graveolens Bunbury Proc. Linn. Soc. 1: 110. 1841.
- Solanum grayi Rose Contr. U.S. Natl. Herb. 1: 108. 1891.
- Solanum guamense Merrill Philipp. J. Sci., Bot. 9: 139. 1914.
- Solanum guaraniticum St.-Hil. Mem. Mus. Hist. Nat. 12: 321. 1825.
- Solanum guerreroense Correll U.S. Dept. Agric., Agric. Mon. 11: 65, 43, 44. 1952.
- Solanum guineense L. Sp. Pl. 184. 1753.
- Solanum gundlachii Urb. Symb. Antill. 5: 487. 1908.
- T Solanum guzmanguense Whalen & Sagást.. Brittonia 38: 9. 1986.
- Solanum gympiense Symon Austrobaileya 4: 433. 1995.

## H

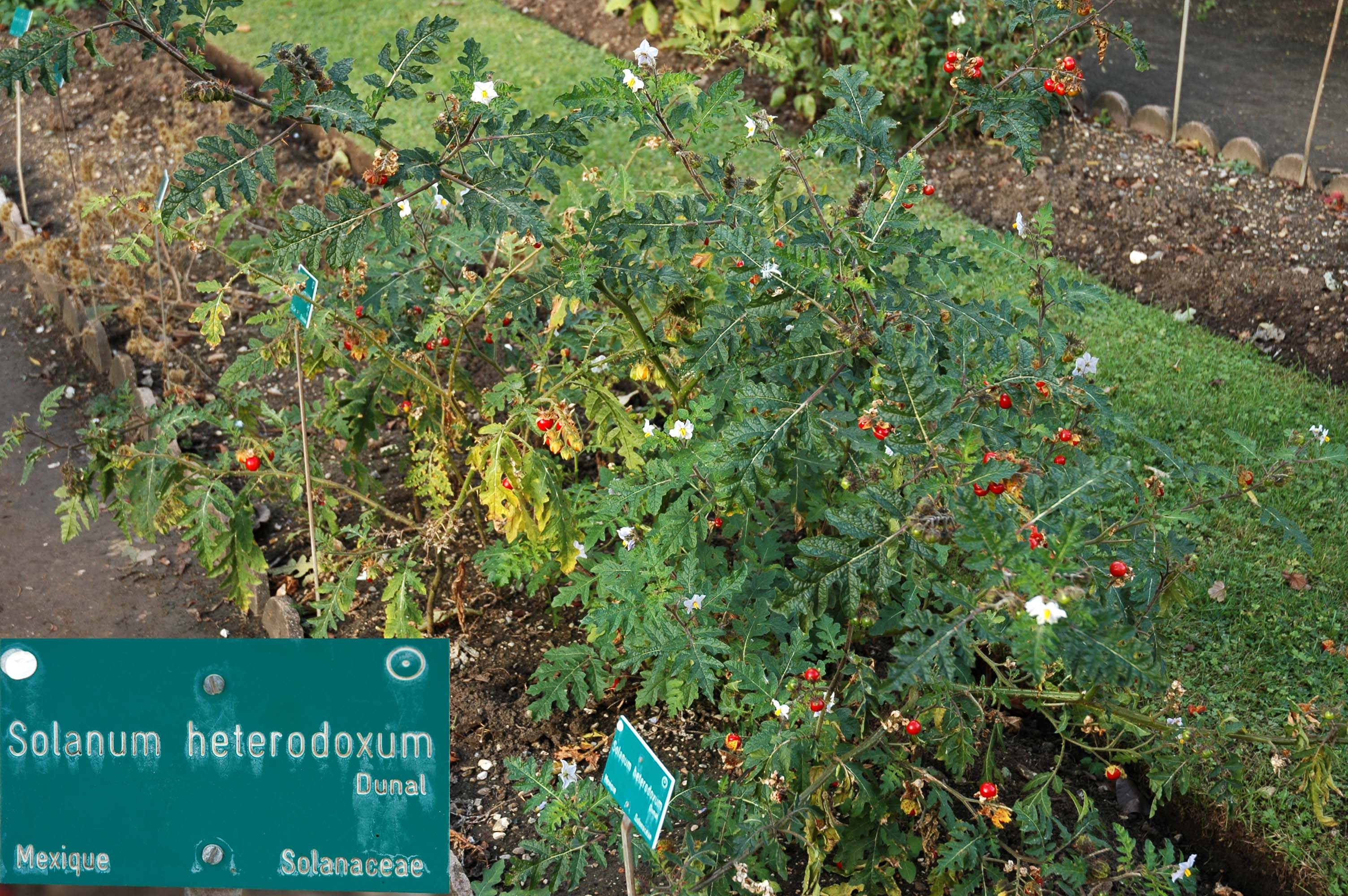
Port de Solanum heterodoxum, Jardin des plantes, Paris.

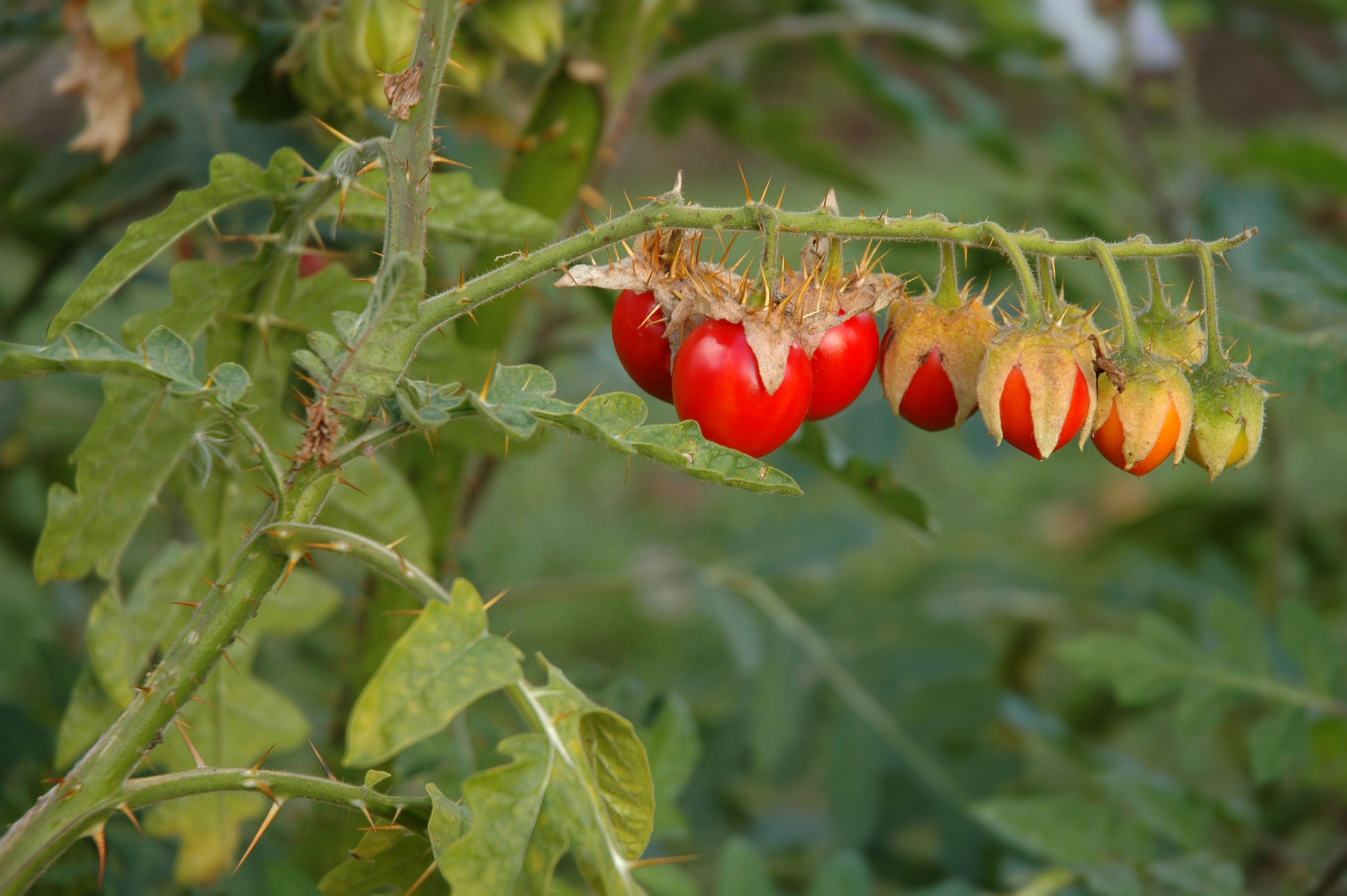
Fruits de Solanum heterodoxum. Noter les sépales épineux persistant sur le fruit.

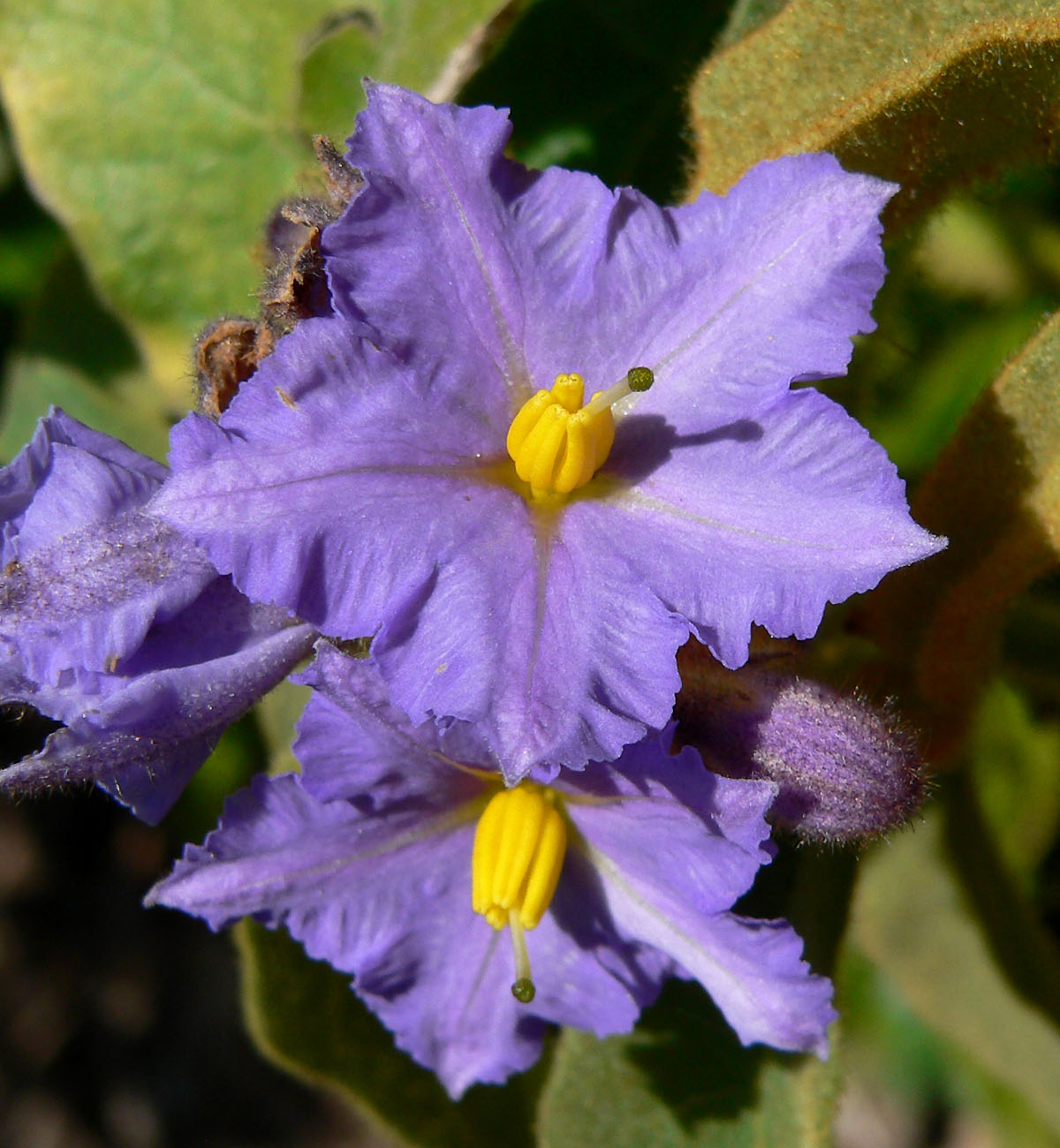
Fleur de Solanum hispidum.

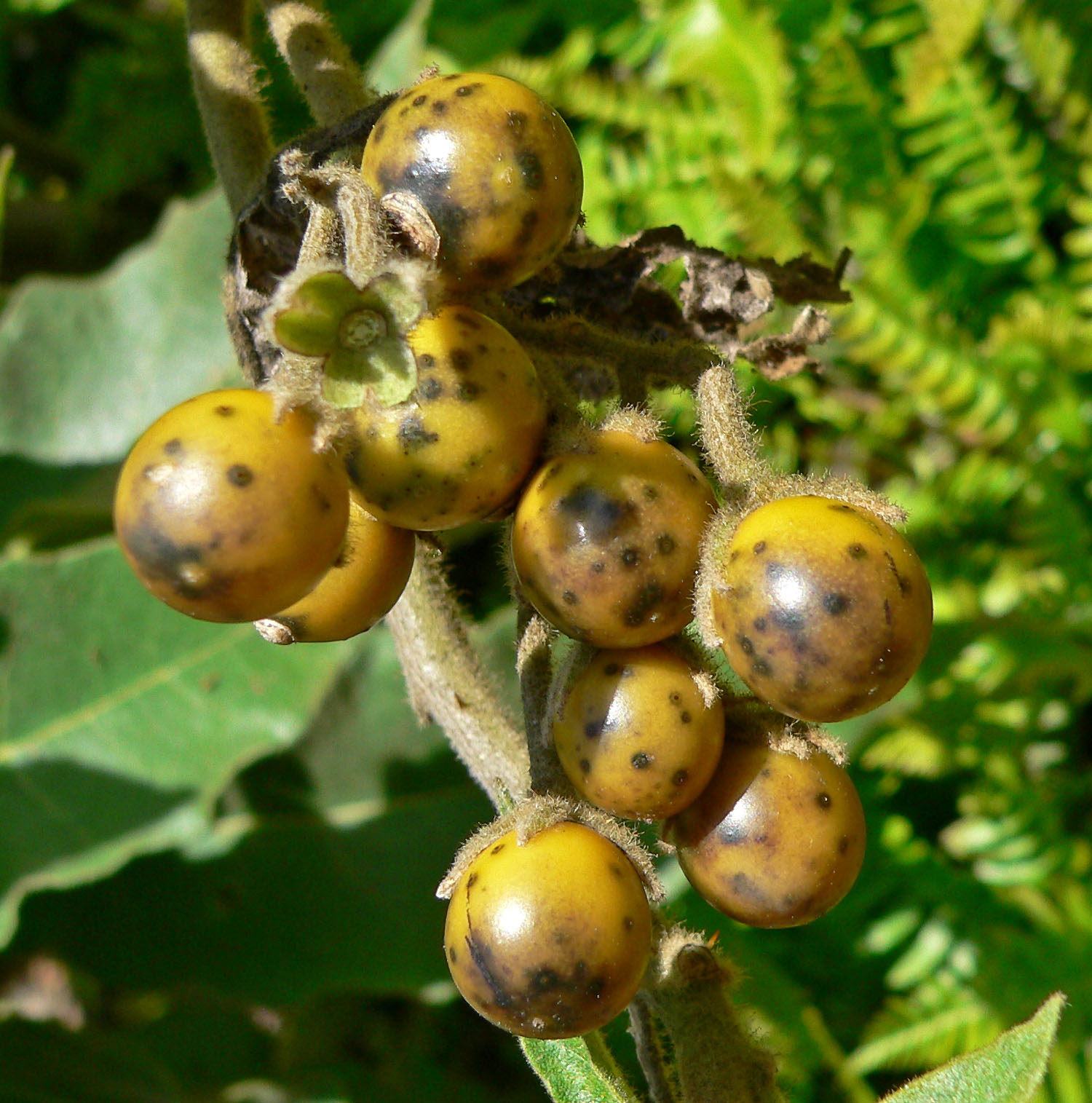
Fruits de Solanum hispidum.

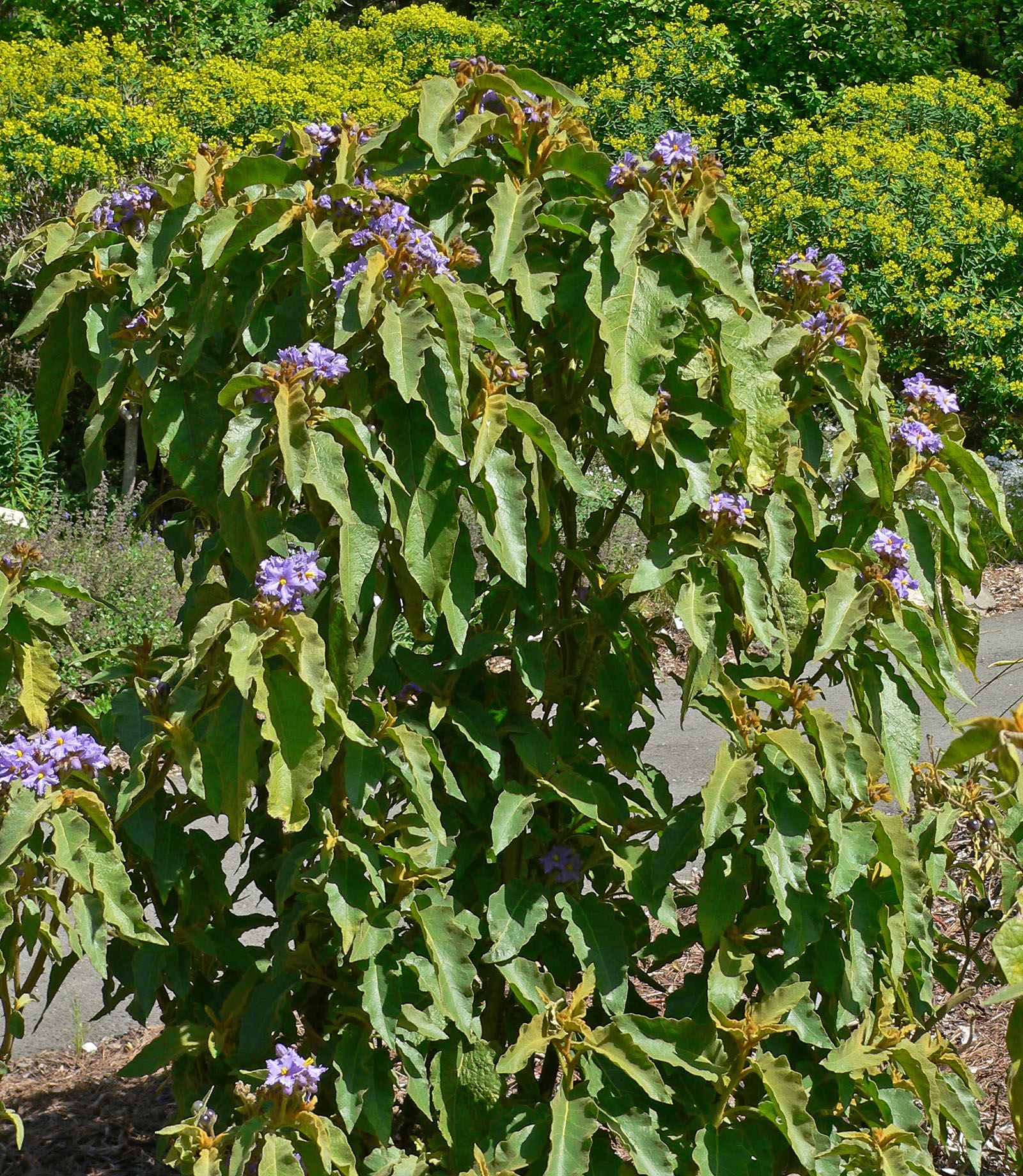
Solanum hispidum, Jardin botanique de l'Université de Californie, Berkley, États-Unis

- Solanum habrocaulon S.Knapp Novon 6: 31. 1996.
- Solanum habrochaites S.Knapp & D.M.Spooner Novon 9(3): 375. 1999.
- Solanum hamulosum C.T.White Contr. Arnold Arb. 4: 95. 1933.
- Solanum hapalum A.R.Bean Austrobaileya 6(4): 674. 2004.
- Solanum harmandii Bonati Bull. Soc. Bot. Genève, ser. 2, 5: 310. 1914.
- Solanum hasslerianum Chodat Bull. Herb. Boissier, sér. 2, 2: 747. 1902.
- Solanum hastatilobum Bitter Repert. Spec. Nov. Regni Veg. 11: 246. 1912.
- Solanum hastifolium Hochst. ex Dunal in DC., Prodr. 13(1) : 284. 1852.
- T Solanum hastiforme Correll. Wrightia 2:187-188. 1961.
- Solanum havanense Jacq. Enum. Syst. Pl. 15. 1760.
- Solanum hayesii Fernald Proc. Amer. Acad. Arts 35: 560. 1900.
- Solanum hazenii Britton Bull. Torrey Bot. Club 48(12): 338. 1921.
- Solanum heinianum D'Arcy & R.C.Keating Phytologia 34: 282. 1976.
- Solanum heiseri G.J.Anderson Brittonia 27: 220. 1975.
- Solanum heleonastes S.Knapp Ann. Missouri Bot. Gard. 72: 560. 1985.
- Solanum herbabona Reiche Anales Univ. Chile 124: 443. 1909.
- Solanum herculeum Bohs Plant Syst. Evol. 228: 44. 2001.
- Solanum hesperium Symon J. Adelaide Bot. Gard. 4: 169, figs. 64, 66. 1981.
- Solanum heteracanthum Dunal in Poir., Encycl. Suppl. 3: 773. 1814.
- Solanum heterodoxum Dunal Hist. Nat. Solanum 235, tab. 25. 1813.
- Solanum heterodoxum Dunal
- Solanum heterodoxum Dunal Proc. Amer. Acad. Arts 44: 628. 1909.
- Solanum heterodoxum Dunal Wrightia 5: 237. 1976.
- Solanum heteropodium Symon J. Adelaide Bot. Gard. 4: 284, figs. 125, 129. 1981.
- Solanum hexandrum Vell. Fl. Flumin. 88. 1829; Icones 2, tab. 122. 1831.
- Solanum hibernum Bohs Novon 4: 203. 1994.
- Solanum hidetaroi Masam. Trans. Nat. Hist. Soc. Formosa 29: 84. 1939.
- Solanum hindsianum Benth. Bot. Voy. Sulphur 39. 1844.
- T Solanum hintonii Correll Wrightia 2: 139. 1961.
- Solanum hirtellum (Spreng.) Hassl. Repert. Spec. Nov. Regni Veg. 15: 218. 1918.
- Solanum hirtum Vahl Symb. Bot. 2: 40. 1791.
- T Solanum hjertingii Hawkes. Scott. Pl. Breed. Stat. Rec. (Rev. Tuber-Bearing Solan, ed. 2) : 123, 171. 1963.
- Solanum hoehnei C.V.Morton Contr. U.S. Natl. Herb. 29: 72. 1944.
- T Solanum hoopesii Hawkes & K. A. Okada. Phytologia 64:325. 1988
- Solanum hoplopetalum Bitter & Summerh. Kew Bull. 1926: 116. 1926.
- Solanum horridum Dunal in Poir., Encycl. Suppl. 3: 763. 1814.
- Solanum hotteanum Urb. & Ekman Ark. Bot. 22(10): 51. 1929.
- T Solanum hougasii Correll MadroÃ±o 14: 236. 1958.
- Solanum houstonii Martyn in Miller, Gard. Bot. Dict. 2, no. 91. 1807.
- Solanum hovei Dunal in DC., Prodr. 13(1) : 311. 1852.
- Solanum huayavillense Del Vitto & Peten. Kurtziana 24: 167. 1995.
- Solanum huaylasense Peralta Syst. Bot. 30: 429. 2005.
- Solanum hugonis Heine Fl. N. Caled.& Depend. 7: 170. 1976.
- Solanum humblotii Dammer Bot. Jahrb. Syst. 38: 184. 1906.
- Solanum humboldtianum Granados-Tochoy & S.Knapp Syst. Bot. 32(1): 202. 2007.
- Solanum humile Lam. Tabl. Encycl. 2: 23. 1794.
- Solanum hutchisonii (J.F.Macbr.) Bohs Syst. Bot. Monogr. 61: 55. 2001.
- T Solanum hypacrarthrum Bitter. Repert. Spec. Nov. Regni Veg. 11:367-8. 1912.
- Solanum hypaleurotrichum Bitter Repert. Spec. Nov. Regni Veg. 16: 100. 1919.
- Solanum hypocalycosarcum Bitter Repert. Spec. Nov. Regni Veg. 11: 489. 1913 [1912?].
- Solanum hyporhodium A.Braun & Bouché Ind. Sem. Hort. Berol. 1853, App. 10. 1853.
- Solanum hystrix R.Br. Prodr. 446. 1810.

## I
- Solanum iltisii K.E.Roe Brittonia 24(3): 256. 1972.
- Solanum imamense Dunal in DC., Prodr. 13(1) : 85. 1852.
- Solanum imbaburense S.Knapp Bull. Brit. Mus. Nat. Hist. (Bot.) 19: 94. 1989.
- Solanum imberbe Bitter Repert. Spec. Nov. Regni Veg. 18: 62. 1922.
- T Solanum immite Dunal. A.DC., Prodr. 13(1):32. 1852.

- Solanum inaequilaterale Merrill Philipp. J. Sci. 1, Suppl. 236. 1906.
- Solanum inaequilaterum Domin Biblioth. Bot. 89: 1135. 1929.
- Solanum inaequiradians Werderm. Notizbl. Bot. Gart. Berlin-Dahlem 12: 90. 1934.
- Solanum incanoalabastrum Symon J. Adelaide Bot. Gard. 8: 132, fig. 66. 1985.
- T Solanum incahuasinum Ochoa. Kurtziana 12-13:183. 1979.
- Solanum incanum L. Sp. Pl. 188. 1753;
- Solanum incarceratum Ruiz & Pav. Fl. Peruv. 2: 40, tab. 176, fig. a. 1799.
- Solanum incisum Griseb. Abhandlungen der Königlichen Gesellschaft der Wissenschaften zu Göttingen. Göttingen 24: 251. 1879.
- Solanum incompletum Dunal in DC., Prodr. 13(1) : 311. 1852.
- Solanum incomptum Bitter Repert. Spec. Nov. Regni Veg. 18: 60. 1922.
- Solanum incurvum Ruiz & Pav. Fl. Peruv. 2: 34, tab. 164, fig. b. 1799.
- Solanum indivisum Witasek ex J.R.Benn. Edinburgh J. Bot. 65: 88. 2008
- Solanum inelegans Rusby Mem. Torrey Bot. Club 4: 229. 1895.
- T Solanum infundibuliforme Phil. Anales Mus. Nac. Santiago de Chile 2(8):65. 1891.
- Solanum infuscatum Symon J. Adelaide Bot. Gard. 8: 107. 1985.
- Solanum innoxium A.R.Bean Austrobaileya 6(4): 678. 2004.
- Solanum inodorum Vell. Fl. Flumin. 85. 1829; Icones 2, tab. 107. 1831.
- Solanum insidiosum Mart. Flora 21, Beibl. 2: 79. 1838.
- Solanum insulae-paschalis Bitter Nat. Hist. Juan Fernandez& Easter Island 2: 78. 1922.
- Solanum insulae-pinorum Heine Fl. N. Caled.& Depend. 7: 186. 1976.
- Solanum interandinum Bitter Repert. Spec. Nov. Regni Veg. 11: 217. 1912.
- Solanum intermedium Sendtn. in Mart., Fl. Bras. 10: 22, tab. 1, figs. 26-34. 1846.
- Solanum intonsum A.R.Bean Austrobaileya 6(4): 763. 2004.
- Solanum involucratum Blume Bijdr. 701. 1826.
- Solanum iodotrichum Van Heurck & Müll.Arg. Observ. Bot.  81. 1870
- Solanum ionidium Bitter Repert. Spec. Nov. Regni Veg. 11: 484. 1913.
- T Solanum iopetalum (Bitter) Hawkes Potatoe Coll. Exped. Mexico& S. Am. 2: 30. 1944.
- Solanum irregulare C.V.Morton Contr. U.S. Natl. Herb.9: 49. 1944.
- Solanum ivohibe D'Arcy & Rakot. Fl. Madag., Fam. 176: 97. 1994.

## J
- Solanum jabrense Agra & M.Nee Brittonia 49(3): 350. 1997
- Solanum jamaicense Mill. Gard. Dict. ed 8, no. 17. 1768.
- T Solanum jamesii Torr. Ann. Lyceum Nat. Hist. New York 2: 227. 1828.
- Solanum johnsonianum A.R.Bean Austrobaileya 6(4): 676. 2004.
- Solanum johnstonii Whalen Wrightia 5: 228. 1976.
- Solanum jubae Bitter Bot. Jahrb. Syst. 54: 501. 1917.
- Solanum jucundum A.R.Bean Austrobaileya 6(4): 775. 2004.
- Solanum juglandifolium Dunal Solan. Syn. 6. 1816.
- Solanum julocrotonoides Hassl. Bull. Herb. Boissier sér. 2, 7: 929. 1907.
- Solanum juncalense Reiche Anales Univ. Chile 124: 459. 1909.
- Solanum jussiaei Dunal in Poir., Encycl. Suppl. 3: 767. 1814.
- Solanum juvenale Thell. Repert. Spec. Nov. Regni Veg. 5: 161. 1908.

## K
- Solanum kagehense Dammer Bot. Jahrb. Syst. 38: 187. 1906.
- Solanum karsense Symon Trans. Roy. Soc. S. Austral. 95: 230. 1971.
- Solanum keniense Turrill Kew Bull. 1915: 77. 1915.
- Solanum kitagawae Schönb.-Tem. Fl. Iranica 100: 15. 1972.
- Solanum kitivuense Dammer in Engler Pflanzenw. Ost-Afrikas C: 353. 1895.
- Solanum kleinii L.B.Sm. & Downs Phytologia 10: 429. 1964.
- T Solanum kurtzianum Bitter & Wittm. Bot. Jahrb. Syst. 50(suppl.):548. 1914.
- Solanum kurzii Brace ex Prain J. As. Soc. Beng. 65: 541.
- Solanum kwebense N.E.Br. ex C.H.Wright in Dyer, Fl. Trop. Afr. 4, 2: 225. 1906.

## L

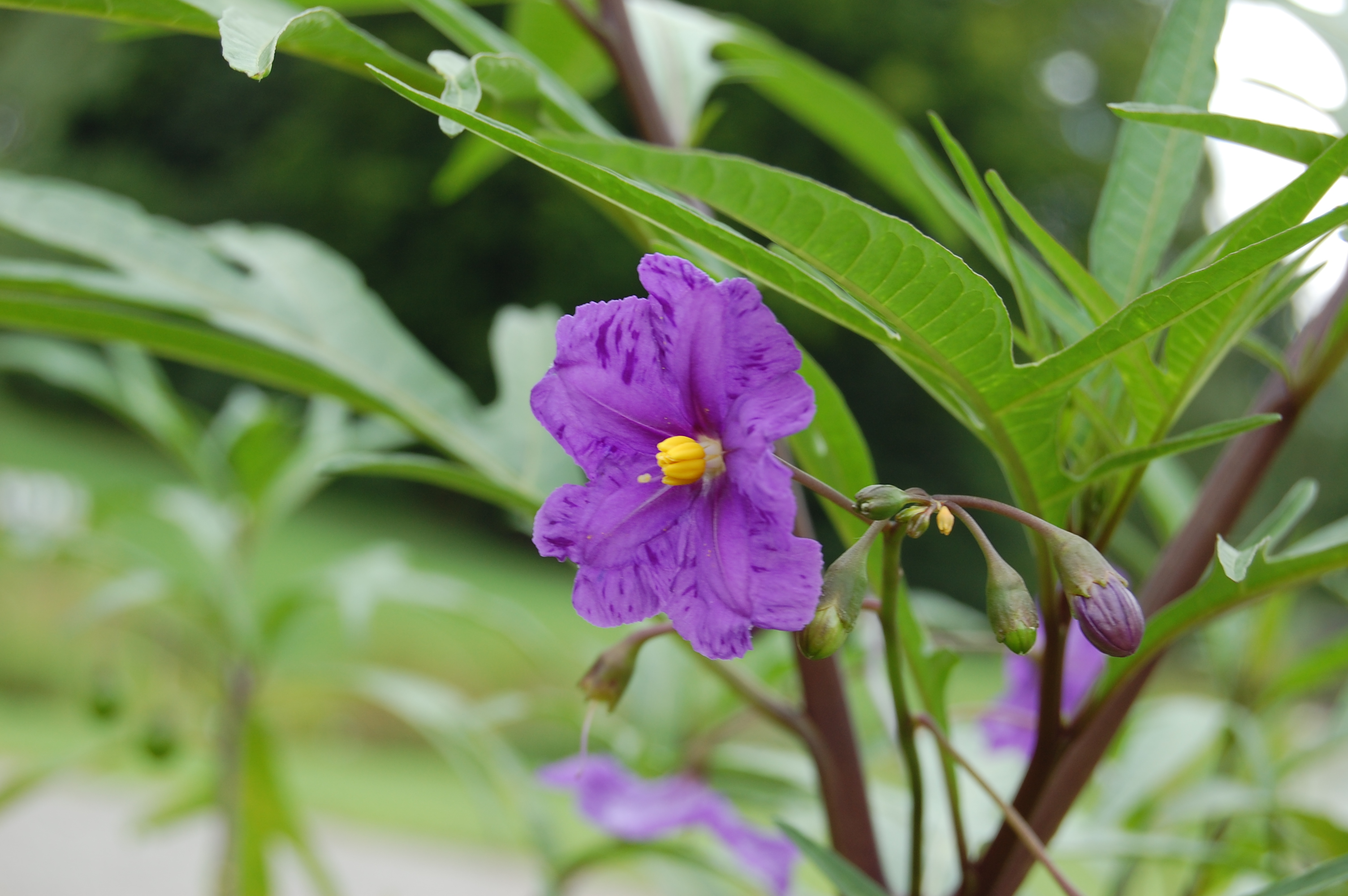
Fleur de Solanum laciniatum.

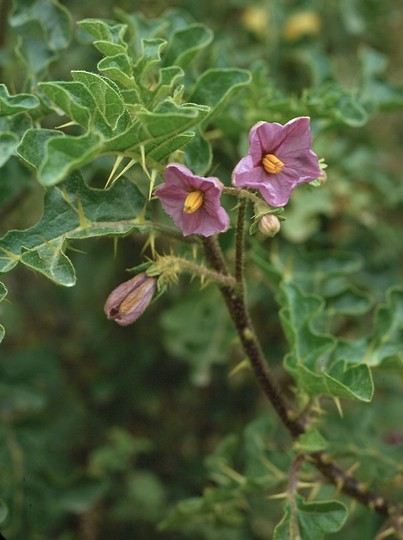
Fleur et feuilles de Solanum linnaeanum.

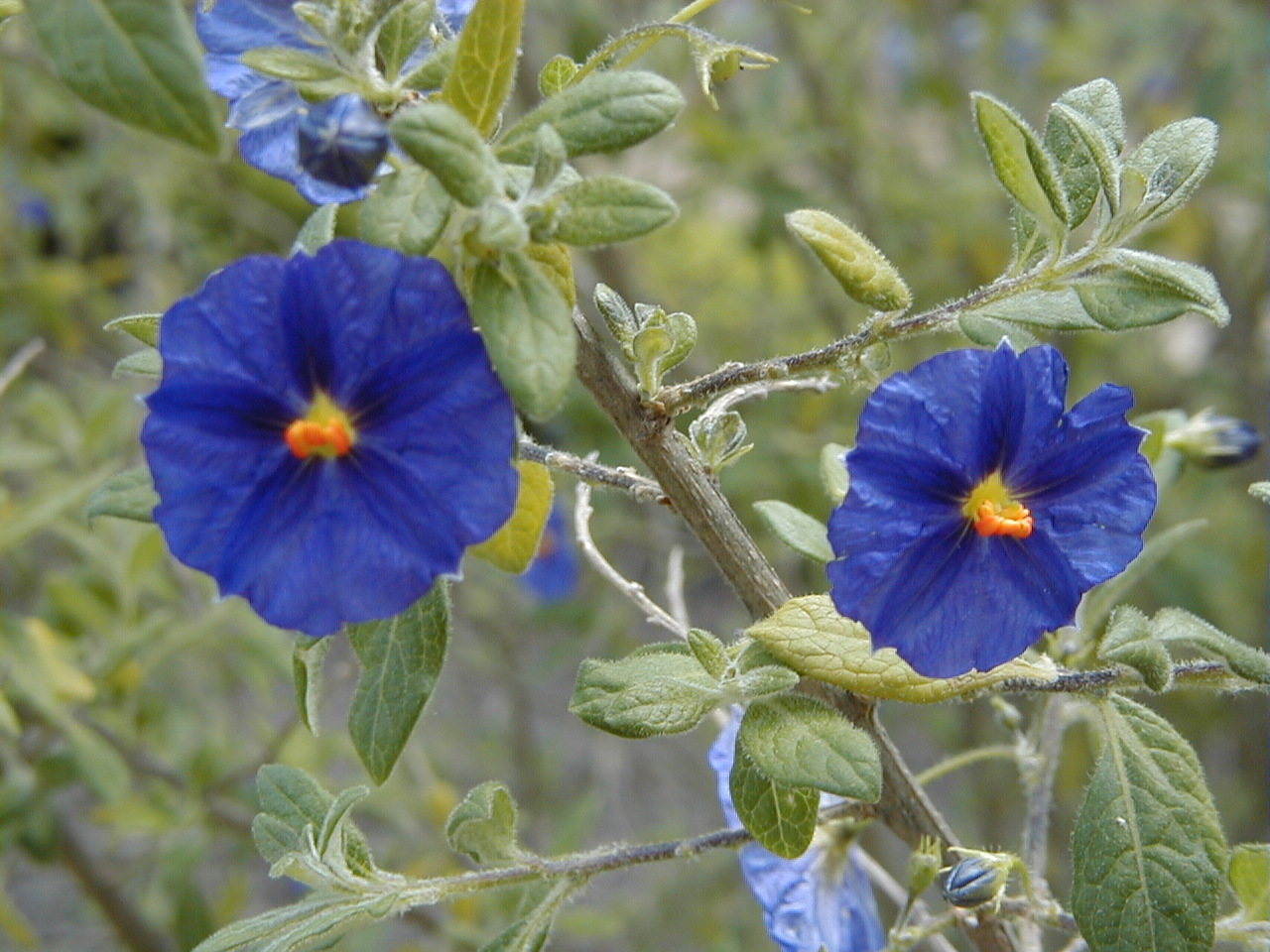
Solanum lycioides, fleurs et feuilles.

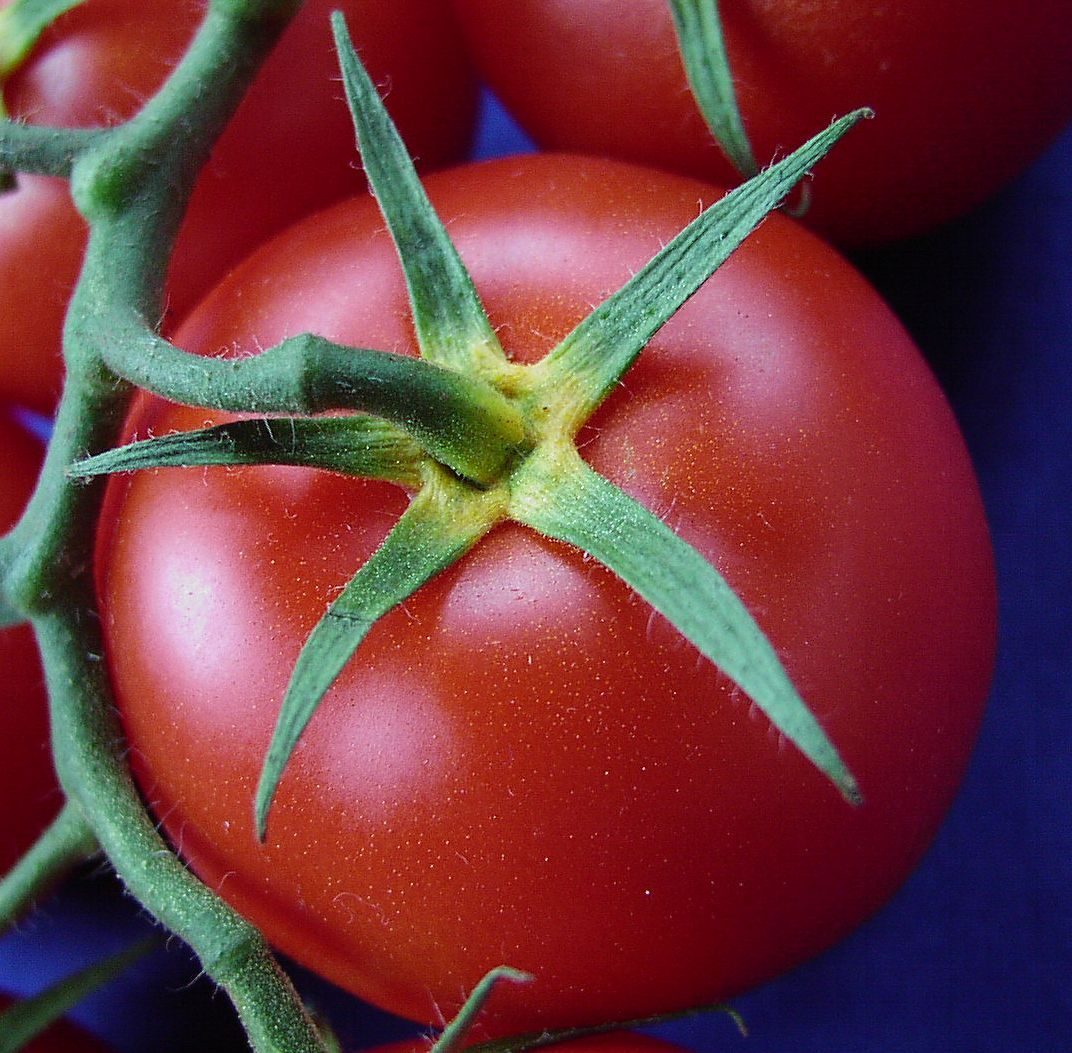
Fruits de Solanum lycopersicum (tomate).

- Solanum lacerdae Dusén Arq. Mus. Nac. Rio de Janeiro 13: 33. 1905.
- Solanum lachneion Dammer Bot. Jahrb. Syst. 38: 194. 1906.
- Solanum lachnophyllum Symon Trans. Roy. Soc. S. Austral. 95: 231. 1971.
- Solanum laciniatum Aiton Hort. Kew. ed. 1, 1: 247. 1789.
- Solanum lacunarium Mueller Trans. Phil. Soc. Vict. 1: 18. 1855.
- Solanum laevigatum Dunal Solan. Syn. 20. 1816.
- Solanum lamprocarpum Bitter Repert. Spec. Nov. Regni Veg., Beih. 16: 107. 1923.
- Solanum lanceifolium Jacq. Collectanea [Jacquin] 2: 286. 1789.
- Solanum lanceolatum Cav. Icon. 3: 23, tab. 245. 1795.
- Solanum lanzae J.-P.Lebrun & Stork Candollea 50: 217. 1995.
- Solanum lasiocarpum Dunal Hist. Nat. Solanum 222. 1813.
- Solanum lasiocladum S.Knapp Brittonia 38: 278. 1986.
- Solanum lasiophyllum Dunal in Poir., Encycl. Suppl. 3: 764. 1814.
- Solanum lasiopodium Dunal in DC., Prodr. 13(1) : 679. 1852.
- Solanum latens A.R.Bean Austrobaileya 6(4): 703. 2004.
- Solanum latiflorum Bohs Taxon 44: 584. 1995.
- Solanum laurifrons Bitter Repert. Spec. Nov. Regni Veg. 16: 102. 1919.
- Solanum laxum Spreng. Syst. Veg. 1: 682. 1824.
- Solanum leiophyllum Benth. Pl. Hartw. 146. 1844.
- Solanum leopoldensis Symon Trans. Roy. Soc. S. Austral. 95: 231. 1971.
- Solanum lepidotum Dunal Solan. Syn. 17. 1816.
- Solanum leptacanthum Merrill & L.M.Perry J. Arnold Arb. 30: 45. 1949.
- Solanum leptocaulon Van Heurck & Müll.Arg. Observ. Bot.  40. 1870
- Solanum leptopodum Van Heurck & Müll.Arg. Observ. Bot. 57. 1870.
- Solanum leptorhachis Bitter Repert. Spec. Nov. Regni Veg. 18: 50. 1922.
- Solanum leptostachys Dunal in DC., Prodr. 13(1) : 306. 1852.
- T Solanum lesteri Hawkes & Hjert. Scott. Pl. Breed. Stat. Rec. (Rev. Tuber-Bearing Solan., ed. 2: 126, 171. 1963.
- Solanum leucandrum Whalen Wrightia 5: 231. 1976.
- Solanum leucocarpon Dunal in Poir., Encycl. Suppl. 3: 756. 1814.
- Solanum leucodendron Sendtn. in Mart., Fl. Bras. 10: 43. 1846.
- Solanum leucopogon Huber Bol. Mus. Paraense Hist. Nat. 4: 604. 1906.
- Solanum lianoides Elmer Leaflets Philipp. Bot. 2: 733. 1910.
- Solanum lichtensteinii Willd. Enum. Pl. (Willdenow) 238. 1809.
- Solanum lidii Sunding Blyttia 24: 368. 1966.
- Solanum lignescens Fernald Proc. Amer. Acad. Arts 33: 91. 1897.
- Solanum limitare A.R.Bean Telopea 9: 653. 2001.
- Solanum lindenii Rusby Mem. Torrey Bot. Club 6: 88. 1896 [1895?].
- Solanum linearifolium Geras. ex Symon J. Adelaide Bot. Gard 4: 81. 1981.
- Solanum linnaeanum Hepper & P.-M.L.Jaeger Kew Bull. 41: 435. 1986.
- Solanum litoraneum A.E.Gonç. Kew Bull., 52(3): 703. 1997.
- Solanum longestamineum Dammer Bot. Jahrb. Syst. 38: 58. 1905.
- Solanum longevirgatum Bitter Repert. Spec. Nov. Regni Veg. 18: 67. 1922.
- T Solanum longiconicum Bitter Repert. Spec. Nov. Regni Veg. 10: 534. 1912.
- Solanum longissimum A.R.Bean Austrobaileya 6(4): 795. 2004.
- Solanum lorentzii Bitter Repert. Spec. Nov. Regni Veg. 11: 2. 1912.
- Solanum loxophyllum Bitter Repert. Spec. Nov. Regni Veg. 11: 14. 1912.
- Solanum lucani Mueller Vict. Natural. 9: 175. 1893.
- Solanum lucens S.Knapp Brittonia 38: 280. 1986.
- Solanum lumholtzianum Bartlett in Robinson, Proc. Amer. Acad. Arts 44: 629. 1909.
- Solanum luridifuscescens Bitter Repert. Spec. Nov. Regni Veg. 12: 466. 1913.
- Solanum luteoalbum Pers. Syn. 1: 221. 1805.
- Solanum luzoniense Merrill Philipp. J. Sci., Bot. 13: 58. 1918.
- Solanum lycocarpum St.-Hil. Voy. Distr. Diam. 1, 2: 333. 1833.
- Solanum lycopersicoides Dunal in DC., Prodr. 13(1) : 38. 1852.
- Solanum lycopersicum L. Sp. Pl. 185. 1753.
- Solanum lyratum Thunb. Fl. Jap. 92. 1784.
- Solanum lythrocarpum A.R.Bean Austrobaileya 6(4): 706. 2004.

## M

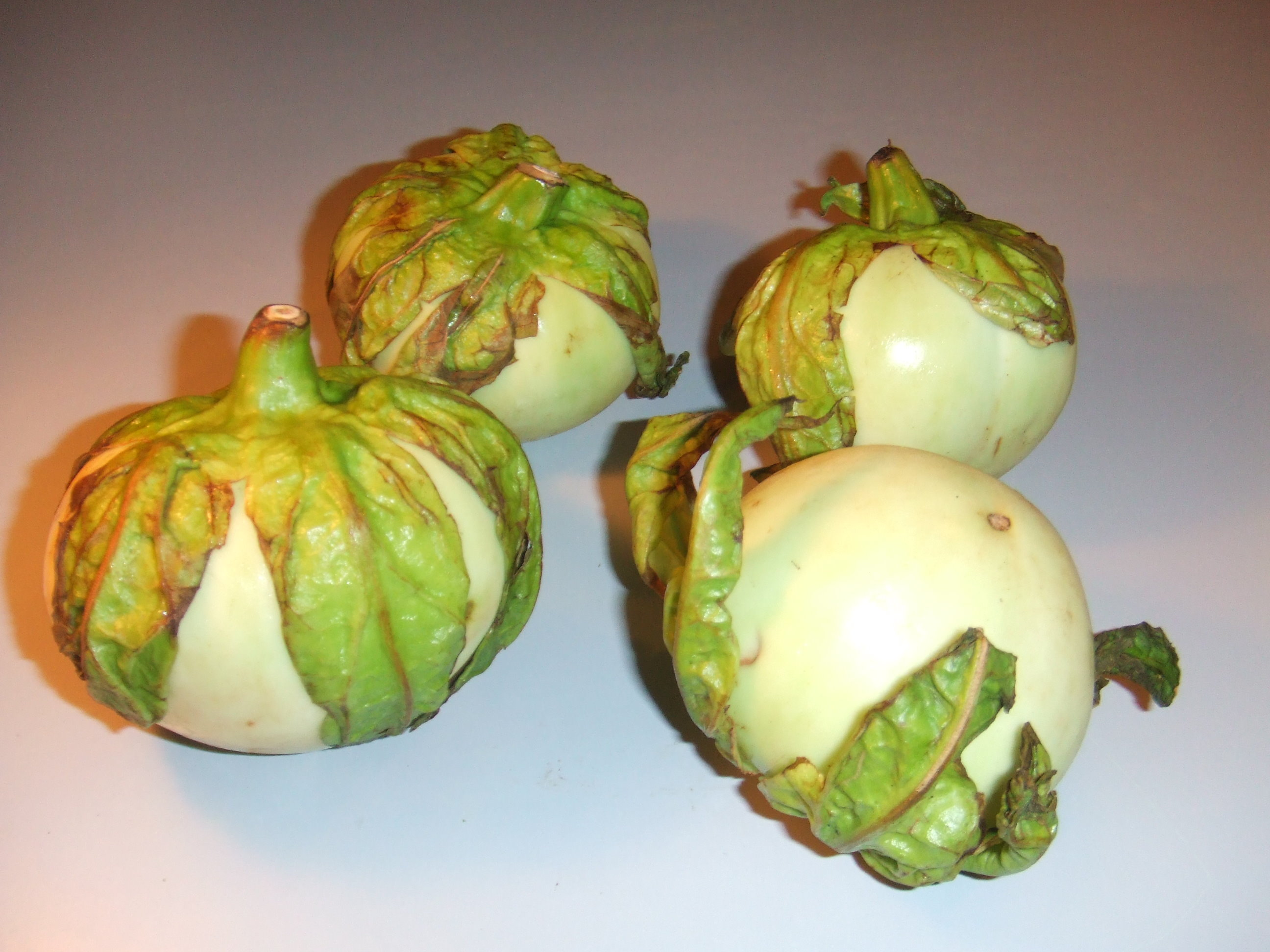
Fruit de Solanum macrocarpon.

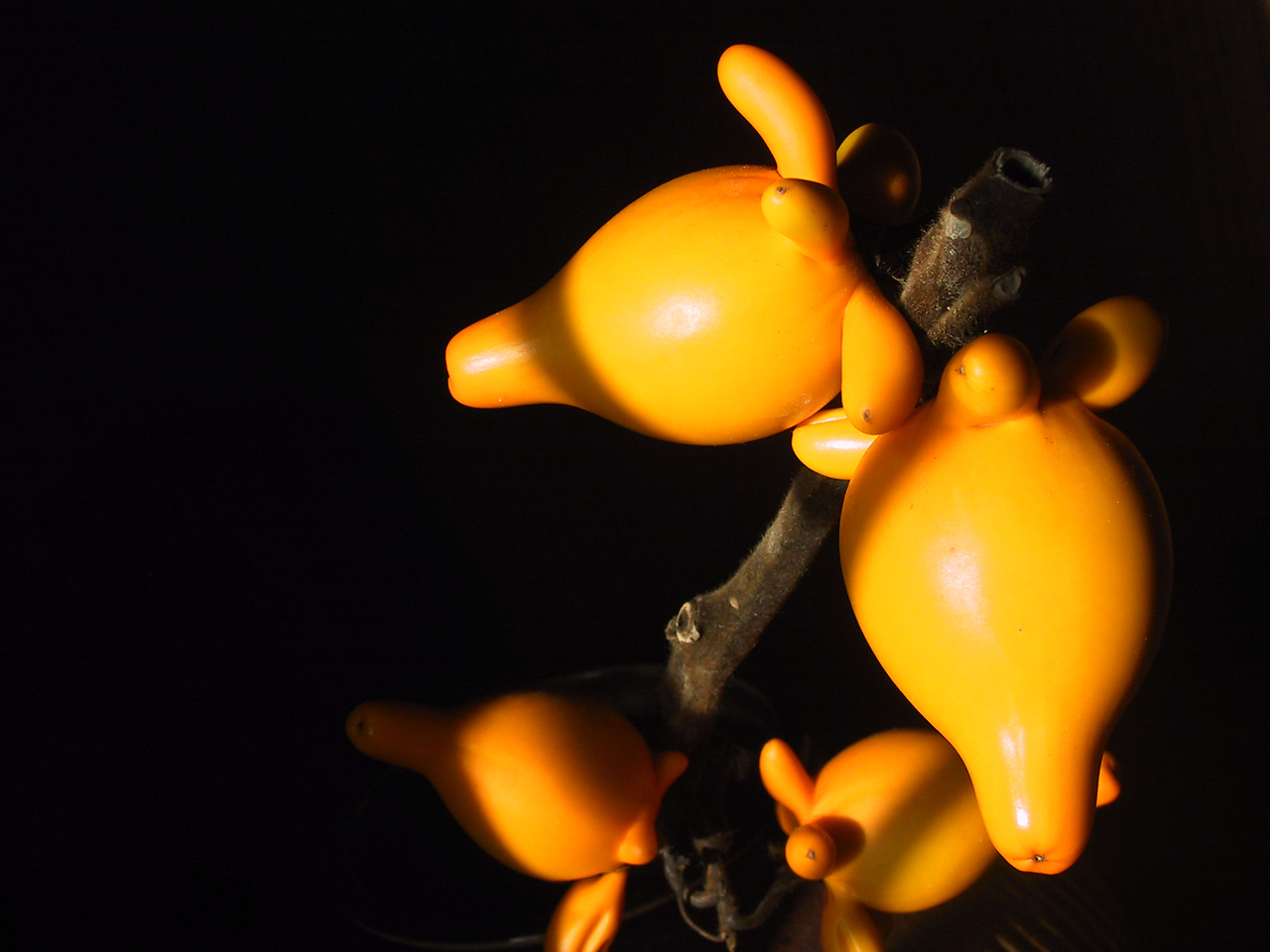
Fruits de Solanum mammosum.

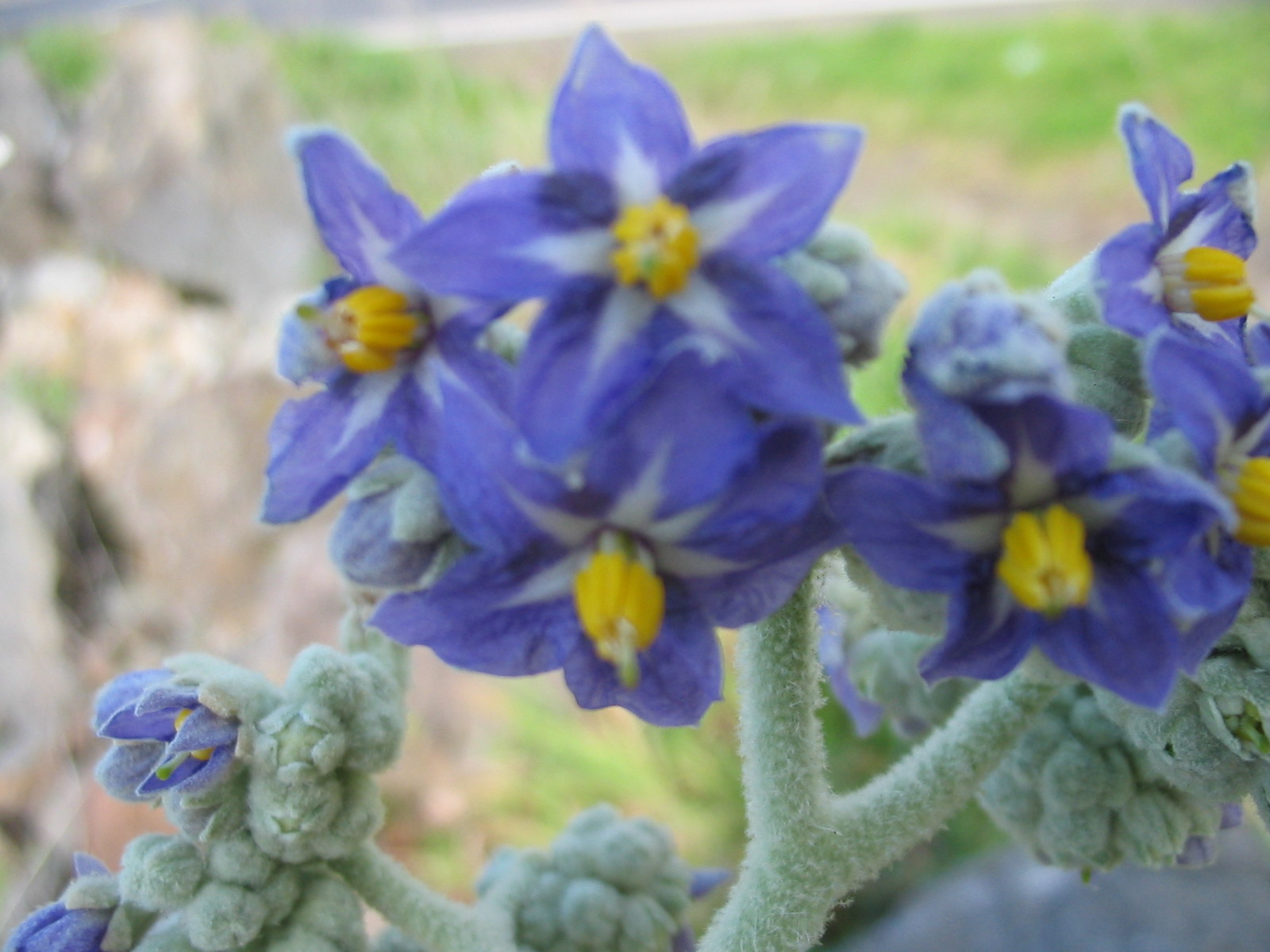
Fleurs de Solanum mauritianum.

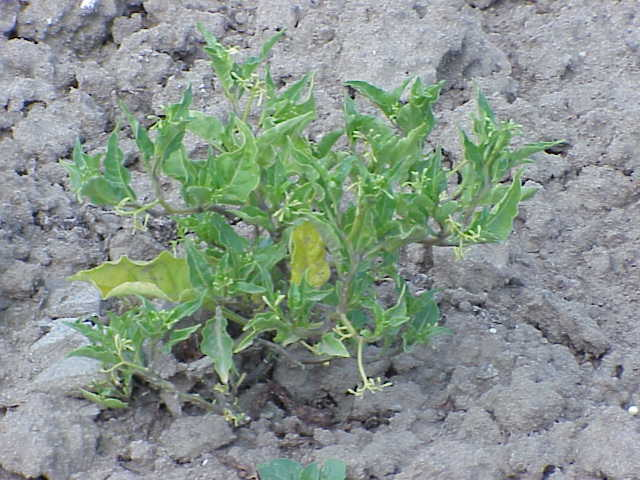
Port de Solanum morelliforme.

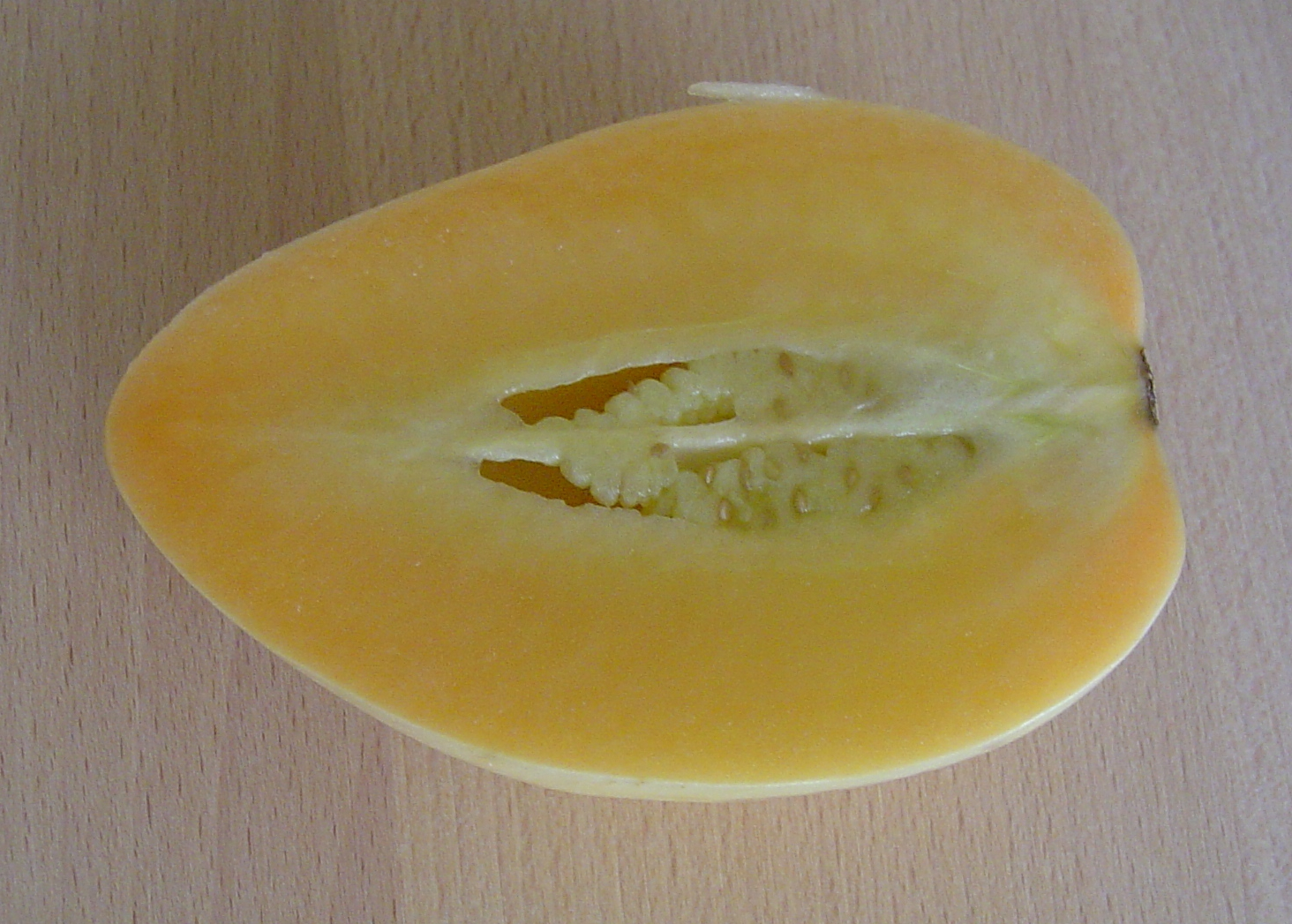
Fruits de Solanum muricatum en cooupe transversale.

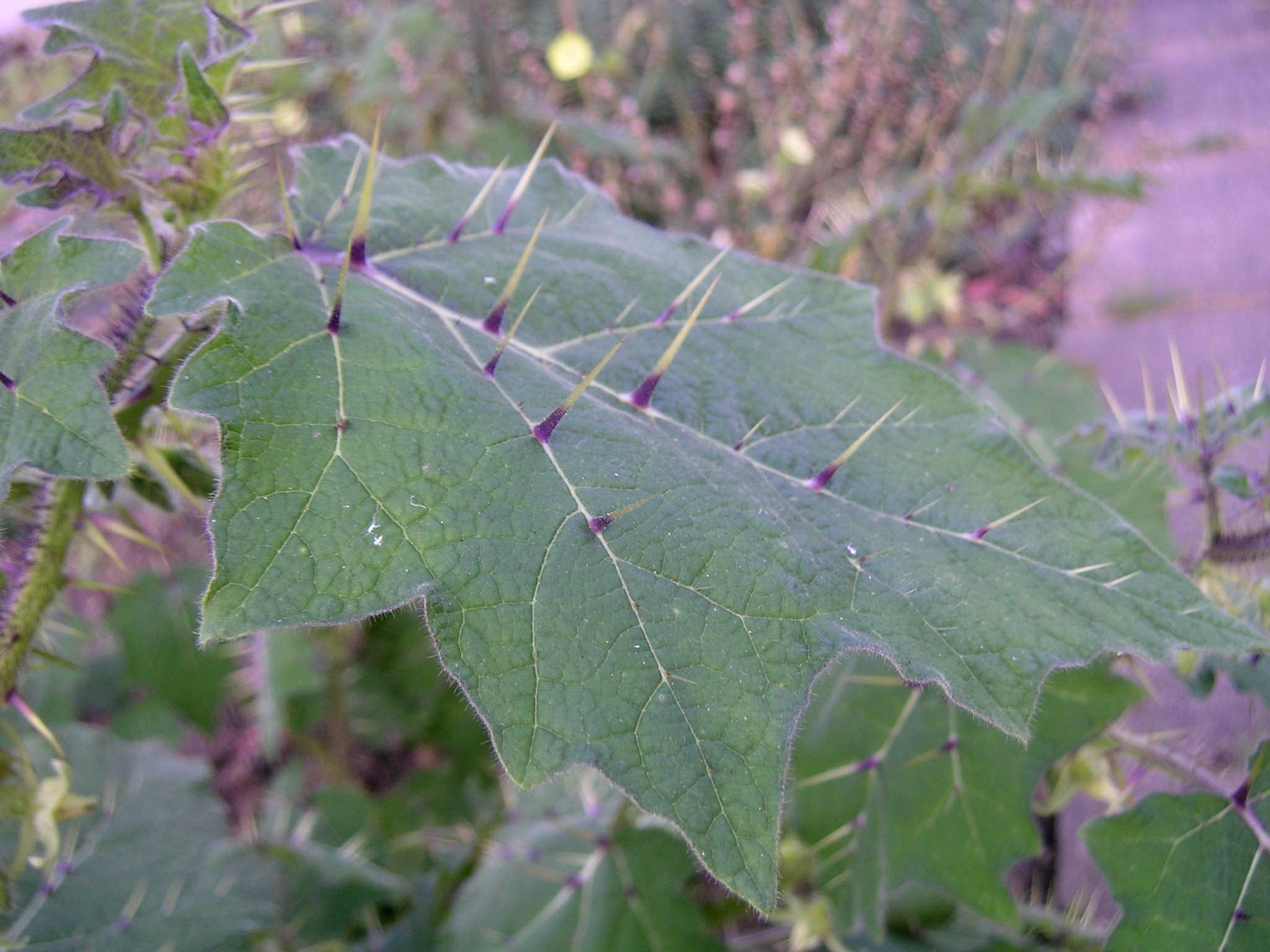
Feuille épineuse de Solanum myriacanthum.

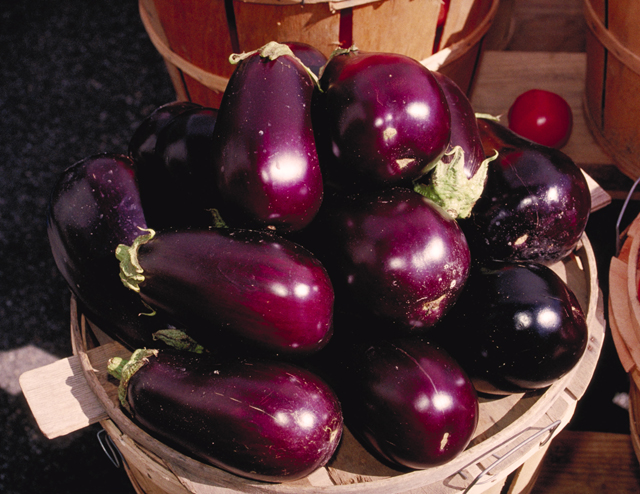
Fruits de Solanum melongena (aubergine).

- Solanum macaonense Dunal in DC., Prodr. 13(1) : 264. 1852.
- Solanum macbridei Hunz. & Lallana Lorentzia 4: 17. 1981.
- Solanum macoorai F.M.Bailey Queensland Dept. Agric. Bull. 8: 80. 1893.
- Solanum macranthum A.Rich. Tent. Fl. Abyss. 2: 106. 1850.
- Solanum macrocarpon L. Mant. 2: 205. 1771.
- Solanum macrothyrsum Dammer Bot. Jahrb. Syst. 38: 185. 1906.
- Solanum macrotonum Bitter Repert. Spec. Nov. Regni Veg. 11: 222. 1912.
- Solanum madagascariense Dunal in DC., Prodr. 13(1) : 99. 1852.
- Solanum maestrense Urb. Repert. Spec. Nov. Regni Veg. 21: 221. 1925.
- T Solanum maglia Schltdl..  Hort. hal. 1:6. 1841.
- Solanum magnifolium Mueller Fragm. 6: 27. 1867.
- Solanum mahoriense D'Arcy & Rakot. Ann. Missouri Bot. Gard. 73: 498. 1986.
- Solanum malacothrix S.Knapp Brittonia 38: 89. 1986.
- Solanum malletii S.Knapp Novon 2: 344. 1992.
- Solanum mammosum L. Sp. Pl. 1: 187. 1753.
- Solanum mankiense Symon J. Adelaide Bot. Gard. 8: 135, figs. 68, 69. 1985.
- Solanum mapiricum S.Knapp Brittonia 38: 299. 1986.
- Solanum mapiriense Bitter Repert. Spec. Nov. Regni Veg. 11: 16. 1912.
- Solanum maranguapense Bitter Repert. Spec. Nov. Regni Veg. 16: 403. 1920.
- Solanum marantifolium Bitter Repert. Spec. Nov. Regni Veg. 11: 13. 1912.
- Solanum marginatum L.f. Suppl. 147. 1781.
- Solanum matadori Smith & Downs Phytologia 10: 432. 1964.
- Solanum maternum Bohs Novon 7: 341. 1997.
- Solanum maturecalvans Bitter Bot. Jahrb. Syst. 50, Beibl. 111: 64. 1913.
- Solanum mauense Bitter Repert. Spec. Nov. Regni Veg., Beih. 16: 42. 1923.
- Solanum mauritianum Scop. Delic. Fl. Faun. Insubr. 3: 16. 1788.
- Solanum medians         Bitter
- Solanum megalochiton Mart. Flora 21, 2, Beibl.: 63. 1838.
- Solanum megalonyx Sendtn. in Mart., Fl. Bras. 10: 92, tab. 56-59. 1846.

- T Solanum megistacrolobum Bitter. Repert. Spec. Nov. Regni Veg. 10:536. 1912.
- Solanum melanospermum Mueller Fragm. 2: 163. 1860-1861.
- Solanum melastomoides C.H.Wright Kew Bull. 1894: 128. 1894.
- Solanum melissarum Bohs Taxon 44: 584. 1995.
- Solanum melongena L. Sp. Pl. 186. 1753.
- Solanum memphiticum J.F.Gmel. Syst. 385. 1791.
- Solanum mentiens A.R.Bean Austrobaileya 6(4): 692. 2004.
- Solanum merrillianum Liou Contr. Inst. Bot. Nat. Acad. Peiping 3: 455. 1935.
- Solanum mesopliarthrum Rojas & Steyerm. Pittieria no. 7: 20 (-22). 1978.
- Solanum metarsium C.V.Morton Revis. Argent. Solanum 72. 1976.
- T Solanum microdontum Bitter. Repert. Spec. Nov. Regni Veg. 10:535. 1912

- Solanum microleprodes Bitter Repert. Spec. Nov. Regni Veg. 13: 96. 1914.
- Solanum microphyllum (Lam.) Dunal Hist. Nat. Solanum 187. 1813.
- Solanum miragoanae Urb. Ark. Bot. 22(10): 50. 1929.
- Solanum missimense Symon J. Adelaide Bot. Gard. 8: 113, fig. 54. 1985.
- Solanum mitchellianum Domin Repert. Spec. Nov. Regni Veg. 12: 131. 1913.
- Solanum mite Ruiz & Pav. Fl. Peruv. 2: 38, tab. 173, fig. a. 1799.
- Solanum mitlense Dunal in DC., Prodr. 13(1) : 314. 1852.
- T Solanum mochiquense Ochoa  in Agronomía (Lima) 26:111. 1959
- Solanum moense Britton & Wilson Mem. Torrey Bot. Club 16: 101. 1920.
- Solanum monachophyllum Dunal Solan. Syn. 33. 1816.
- Solanum monadelphum Van Heurck & Müll.Arg. Observ. Bot.  42. 1870.
- Solanum monanthemon S.Knapp Brittonia 58: 332. 2006.
- Solanum monarchostemon S.Knapp Bull. Nat. Hist. Mus., London, Botany 30:23. 2000.
- Solanum monotanthum Dammer Bot. Jahrb. Syst. 28: 474. 1900.
- Solanum montanum L. Sp. Pl. 186. 1753.
- Solanum morellifolium Bohs Ann. Missouri Bot. Gard. 77: 404. 1990.
- T Solanum morelliforme Bitter & Münch Repert. Spec. Nov. Regni Veg. 12: 154. 1913.
- Solanum morii S.Knapp Brittonia 44: 61. 1992.
- Solanum mortonii Hunz. Kurtziana 12-13: 133, fig. 1. 1979.
- Solanum moxosense M.Nee Brittonia 58: 339. 2006.
- Solanum muansense Dammer Bot. Jahrb. Syst. 48: 243. 1912.
- Solanum muenscheri Standl. & Steyerm. Publ. Field Mus. Nat. Hist., Bot. Ser. 22: 275. 1940.
- Solanum multifidum Lam. Tabl. Encycl. 2: 17. 1794.
- Solanum multiglandulosum Bitter Repert. Spec. Nov. Regni Veg., Beih. 16: 74. 1923.
- Solanum multiglochidiatum Domin Biblioth. Bot 89: 1140. 1929.
- Solanum multispinum N.E.Br. Trans.& Proc. Bot. Soc. Edinb. 20: 65. 1894.
- Solanum multivenosum Symon J. Adelaide Bot. Gard. 8: 73, figs. 27, 28. 1985.
- Solanum muricatum Aiton Hort. Kew, ed. 1, 1: 250. 1789.
- Solanum myoxotrichum Baker J. Linn. Soc. 21: 426. 1885.
- Solanum myriacanthum Dunal Hist. Nat. Solanum 218, tab. 19. 1813.
- Solanum myrsinoides D'Arcy & Rakot. Fl. Madag., Fam. 176: 115. 1994.

## N

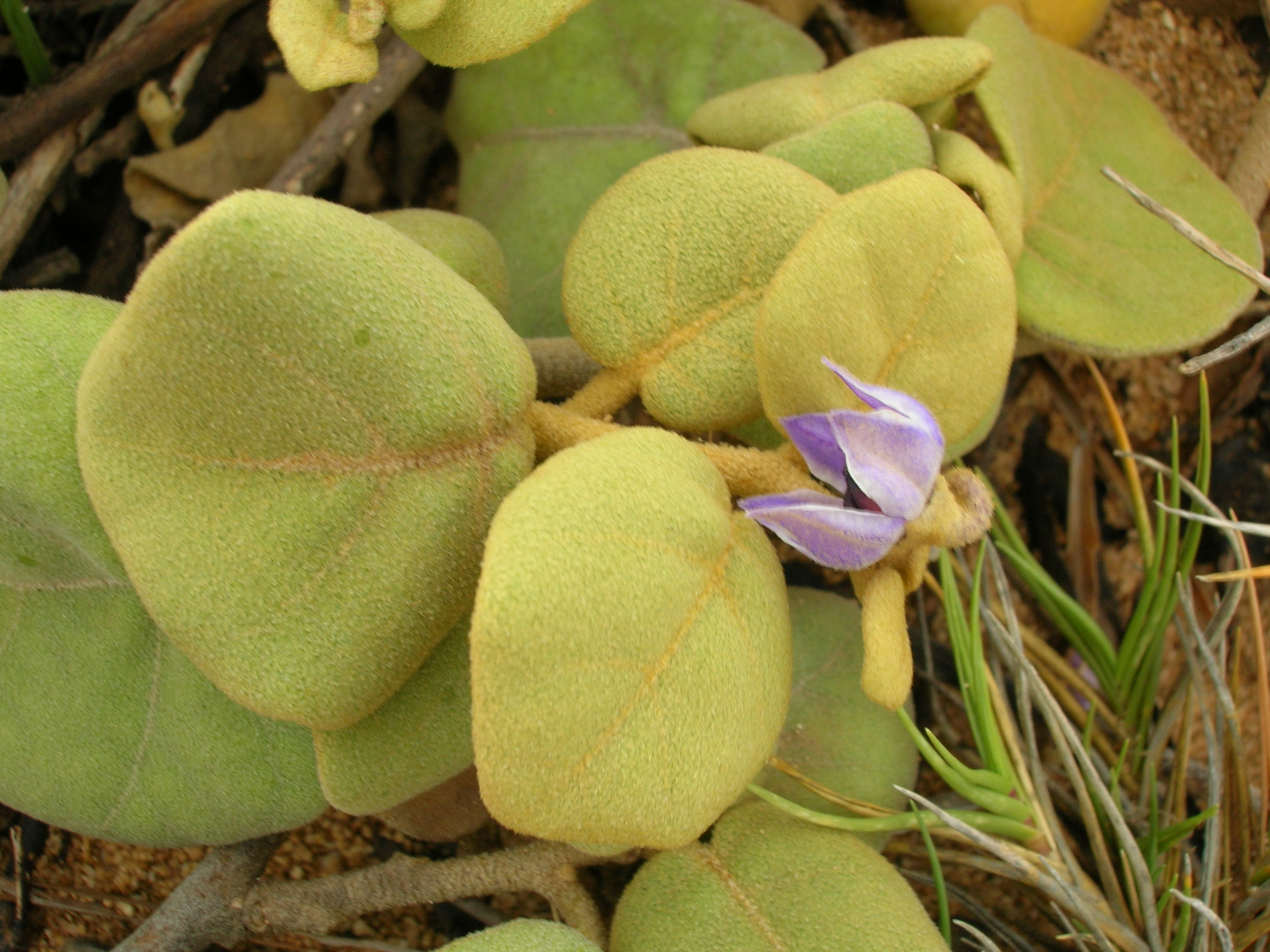
Feuilles et fleur de Solanum nelsonii.

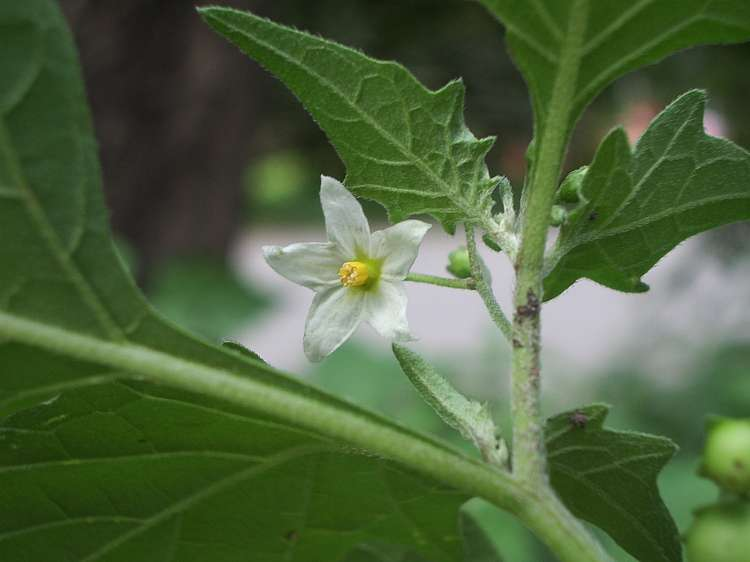
Fleur de Solanum nigrum.

- Solanum nakurense C.H.Wright Kew Bull. 1897: 275. 1897.
- Solanum namaquense Dammer Bot. Jahrb. Syst. 53: 325. 1915.
- Solanum narcoticosmum Bitter Repert. Spec. Nov. Regni Veg. 18: 55. 1922.
- Solanum naucinum S.Knapp Ann. Missouri Bot. Gard. 92(2): 251.  2005.
- Solanum nava Webb & Berthel. Phyt. Canar. 2. 3(3): 123. 1845.
- Solanum nelsonii Dunal in DC., Prodr. 13(1) : 123. 1852.
- Solanum nematorhachis S.Knapp Bull. Brit. Mus. (Nat. Hist.) , Bot. 22: 147. 1992.
- Solanum nemophilum Mueller Fragm. 2: 161. 1861.
- Solanum nemorense Dunal Sol. Hist. 194. 1813.
- Solanum neoanglicum A.R.Bean Telopea 9(3): 659 (2001 publ. 2002).

- T Solanum neocardenasii Hawkes & Hjert. Bot. J. Linn. Soc. 86:411. 1983.

- Solanum neorickii D.M.Spooner, G.J.Anderson & R.K.Jansen Amer. J. Bot. 80: 683. 1993.
- Solanum nienkui Merrill & Chun Sunyatsenia 2: 318. 1935.
- Solanum nigrescens M.Martens & Galeotti Bull. Acad. Roy. Sci. Bruxelles 12(1): 140. 1845.
- Solanum nigricans M.Martens & Galeotti Bull. Acad. Roy. Sci. Bruxelles 12(1): 134 1845.
- Solanum nigriviolaceum Bitter Repert. Spec. Nov. Regni Veg., Beih. 16: 163. 1923
- Solanum nigrum L. Sp. Pl. 186. 1753.
- Solanum nitidum Ruiz & Pav. Fl. Peruv. 2: 33, tab. 163. 1799.
- Solanum nobile A.R.Bean Telopea 9: 645. 2001.
- Solanum nolense Symon J. Adelaide Bot. Gard. 8: 115, figs. 55, 56. 1985.
- Solanum nossibeense Vatke Linnaea 43: 329. 1880-1882.
- Solanum nudum Dunal Solan. Syn. 20. 1816.
- Solanum nummularium S.Moore J. Linn. Soc. 34: 205. 1898.
- Solanum nuricum M.Nee Novon 4: 285. 1994.
- Solanum nutans Ruiz & Pav. Fl. Peruv. 2: 34, tab. 166, fig. a. 1799.

## O
- Solanum obliquum Ruiz & Pav. Fl. Peruv. 2: 35, tab. 165, fig. a. 1799.
- Solanum oblongifolium Dunal Solan. Syn. 14. 1816.
- Solanum oblongum Ruiz & Pav. Fl. Peruv. 2: 34. 1799.
- Solanum obovalifolium Benitez Ernstia 19: 17. 1983.
- Solanum occultum Bohs Taxon 44: 586. 1995.
- Solanum ochrancanthum Bitter Repert. Spec. Nov. Regni Veg., Beih. 16: 108. 1923.
- Solanum ochranthum Dunal Solan. Syn. 6. 1816.
- Solanum ochrophyllum Van Heurck & Müll.Arg. Observ. Bot.  50. 1870.
- Solanum odoriferum Vell. Fl. Flumin. 85. 1829; Icones 2, tab. 108. 1831.
- Solanum oedipus Symon Trans. Roy. Soc. S. Austral. 95: 232. 1971.
- T Solanum okadae Hawkes & Hjert. Bot. J. Linn. Soc. 86:414. 1983.
- Solanum oldfieldii Mueller Fragm. 2: 161. 1861.
- Solanum oligacanthum Mueller Trans. Phil. Soc. Victoria 1: 18-19. 1855.
- Solanum oligandrum Symon Nuytsia 13(3): 537. 2001.
- Solanum oliveirae Carvalho Ann. Missouri Bot. Gard. 78: 235. 1991.
- Solanum ombrophilum Pittier ex S.Knapp Brittonia 38: 282. 1986.
- Solanum oocarpum Sendtn. in Mart., Fl. Bras. 10: 106, tab. 7, fig. 28-30. 1846.
- Solanum opacum A.Braun & Bouché Ind. Sem. Hort. Berol., App. 8. 1853.
- Solanum oppositifolium Ruiz & Pav. Fl. Peruv. 2: 35, pl. 168, fig. a. 1799.
- Solanum orbiculatum Dunal in Poir., Encycl. Suppl. 3: 762. 1814.
- Solanum orbiculatum Dunal J. Adelaide Bot. Gard. 4: 158, figs. 48, 58. 1981.
- T Solanum oplocense Hawkes. Bull. Imp. Bur. Pl. Breed. Genet., Cambridge 39, 40, 119. 1944.
- Solanum orthacanthum O.E.Schulz in Urb., Symb. Antill. 7: 537. 1913.
- Solanum ovalifolium Dunal Solan. Syn. 37. 1816.
- Solanum ovum-fringillae (Dunal) Bohs Taxon 44: 585. 1995.
- Solanum oxycarpum Schiede in Schltdl., Hort. Hal. 1, 5, tab. 3. 1841.
- Solanum oxyphyllum C.V.Morton Contr. U.S. Natl. Herb.9: 49. 1944.

## P
- Solanum pabstii L.B.Sm. & Downs Phytologia 10: 427. 1964.
- Solanum pachimatium Dunal in DC., Prodr. 13(1) : 133. 1852.
- Solanum pachyandrum Bitter Repert. Spec. Nov. Regni Veg. 13: 88. 1914.
- Solanum pachyneuroides Amshoff Acta Bot. Neerland. 3: 418. 1954.
- Solanum pachyneurum O.E.Schulz in Urb., Symb. Antill. 6: 195. 1909.
- Solanum palinacanthum Dunal in DC., Prodr. 13(1) : 245. 1852.
- Solanum palitans C.V.Morton Revis. Argent. Solanum 92. 1976.
- Solanum pallidum Rusby Mem. Torrey Bot. Club 4: 228. 1895.
- Solanum palmeri Vasey & Rose Proc. U. S. Natl. Mus. 1888, 11: 532. 1889.
- Solanum palmillae Standl. Publ. Field Columbian Mus., Bot. Ser. 8: 149. 1930.
- Solanum paludosum Moric. Pl. Nouv. Amer. 29, tab. 20. 1837.
- Solanum palustre Schltdl. Hort. Hal. 1: 6. 1841.
- Solanum pampaninii Chiov. Result. Sc. Miss. Stefan.-Paoli Somal. Ital. 1: 128. 1916.
- Solanum pancheri Guillaumin Bull. Soc. Bot. France, 88: 465. 1941.
- Solanum panduriforme E.Mey. in DC., Prodr. 13(1): 346. 1852.
- Solanum paniculatum L. Sp. Pl. ed. 2, 1: 267. 1762.
- Solanum papaverifolium Symon Trans. Roy. Soc. S. Austral. 95: 233. 1971.
- Solanum paposanum Phil. Fl. Atacam. 42. 1860.
- Solanum papuanum Symon J. Adelaide Bot. Gard. 8: 116. 1985.
- Solanum paraibanum Agra Novon 2: 179. 1992.
- Solanum paralum Bohs Taxon 44: 585. 1995.
- Solanum paranense Dusén Ark. Bot. 9(15) : 12. 1910.
- Solanum parishii Heller Muhlenbergia 2: 133. 1906.
- Solanum parvifolium R.Br. Prodr. 446. 1810.
- Solanum pastillum S.Knapp Ann. Missouri Bot. Gard. 72: 558. 1985.
- Solanum pauperum C.H.Wright Kew Bull. 1894: 127. 1894.
- Solanum pectinatum Dunal in DC., Prodr. 13(1) : 250. 1852.
- Solanum pedemontanum M.Nee Brittonia 58: 341. 2006.
- Solanum pedersenii Cabrera Bol. Soc. Argent. Bot. 13(4) : 322. 1971.
- Solanum peekelii Bitter Bot. Jahrb. Syst. 55: 73. 1917.
- Solanum peikuoense S.S.Ying Quarterly J. Exp. For. Mat. Taiwan Univ. 11(1): 13-20. 1997.
- Solanum pelagicum Bohs Syst. Bot. Monogr. 61: 65. 2001.
- Solanum pendulum Ruiz & Pav. Fl. Peruv. 2: 39, tab. 174, fig. a. 1799.
- Solanum pennellii Correll  Madroño 14: 233, fig. 1(B) . 1958.
- Solanum pereirae Carvalho Ann. Missouri Bot. Gard. 78: 237. 1991.
- Solanum perlongistylum G.J.Anderson, Martine, Prohens & Nuez Novon  16(2): 162. 2006.
- Solanum pertenue Standl. & C.V.Morton Publ. Field Mus. Nat. Hist., Bot. Ser. 18: 1089. 1938.
- Solanum peruvianum L. Sp. Pl. 186. 1753.
- Solanum petraeum Symon J. Adelaide Bot. Gard. 4: 294, figs. 135, 137, 138. 1981.
- Solanum petrophilum Mueller Linnaea 25: 433. 1852.
- Solanum phaseoloides Pol. Linnaea 41: 585. 1877.
- Solanum phlomoides A.Cunn. ex Benth. Fl. Austral. 4: 464. 1868.
- T Solanum phureja Juz. & Bukasov. Trudy vsecouz. sezda genetike 3:605. 1929 (Proc. U.S.S.R.Congr. Genet.).
- Solanum physalifolium Rusby Mem. Torrey Bot. Club 6: 88. 1896.
- Solanum pilcomayense Morong Ann. New York Acad. Sci. 7: 177. 1893.
- Solanum piluliferum Dunal in DC., Prodr. 13(1) : 265. 1852.
- Solanum pimpinellifolium L. Cent. Pl. 1: 8. 1755.
- Solanum pinetorum (L.B.Sm. & Downs) Bohs Taxon 44: 586. 1995.
- T Solanum pinnatisectum Dunal in DC., Prodr. 13(1) : 40. 1852.
- Solanum pinnatum Cav. Icon. 5: 23, tab. 439. 1799.
- Solanum piperiferum A.Rich. Tent. Fl. Abyss. 2: 106. 1850.
- Solanum pittosporifolium Hemsl. J. Linn. Soc. 26: 171. 1890.
- Solanum placitum C.V.Morton in Gleason & Smith, Bull. Torrey Bot. Club 60: 394. 1933.
- Solanum platacanthum Dunal in DC., Prodr. 13(1) : 285. 1852.
- Solanum platense Diekm. Physis (Buenos Aires) 1: 79. 1912.
- Solanum platycypellon S.Knapp Brittonia 44: 65. 1992.
- Solanum plicatile (S.Moore) Symon J. Adelaide Bot. Gard. 4: 163. 1981.
- Solanum plowmanii S.Knapp Bull. Brit. Mus. Nat. Hist. (Bot.) 19: 104. 1989.
- Solanum plumense Fernald Proc. Amer. Acad. 35: 569. 1900.
- Solanum pluviale Standl. Publ. Field Mus. Nat. Hist., Bot. Ser. 22: 104. 1940.
- Solanum poinsettiifolium Rusby Mem. New York Bot. Gard. 7: 344. 1927.
- Solanum polyacanthon Lam. Tabl. Encycl. 2: 23. 1794
- Solanum polyadenium Greenm. Proc. Amer. Acad. Arts 39: 89. 1903.
- Solanum polygamum Vahl Symb. Bot. 3: 39. 1794.
- Solanum polytrichum Moric. Pl. Nouv. Amer. 32, tab. 22. 1837.
- Solanum praetermissum Kerr ex Barnett Kew Bull. 16: 485. 1963.
- Solanum premnifolium (Miers) Bohs Taxon 44: 586. 1995.
- Solanum prinophyllum Dunal in DC., Prodr. 13(1) : 296. 1852.
- Solanum proteanthum Bohs Taxon 44: 585. 1995.
- Solanum pseuderanthemoides Schltr. Bot. Jahrb. Syst. 40, Beibl. 92: 33. 1908.
- Solanum pseudoauriculatum Chodat & Hassl. Bull. Herb. Boissier sér. 2, 4: 81. 1903.
- Solanum pseudocapsicum L. Sp. Pl. 184. 1753.
- Solanum pseudodaphnopsis L.A. Mentz & Stehmann Novon 13(1): 97 2003.
- Solanum pseudolulo Heiser Ci. & Naturaleza [Quito] 11: 5. 1968.
- Solanum pseudoquina St.-Hil. Pl. Us. Bres. part 5, tab. 21. 1825.
- Solanum psychotrioides Dunal Solan. Syn. 21. 1816.
- Solanum ptychanthum Dunal in DC., Prodr. 13(1) : 54. 1852.
- Solanum pubescens Willd. Phyt. 1: 5. 1794.
- Solanum pubigerum Dunal Hist. Nat. Solanum 160, tab. 6. 1813.
- Solanum pugiunculiferum C.T.White Proc. Roy. Soc. Queensl. 53: 225. 1942.
- Solanum pulverulentifolium K.E. Roe Brittonia 19: 365. 1967.
- Solanum pumilum Dunal in DC., Prodr. 13(1) : 287. 1852.
- Solanum punctulatum Dunal in DC., Prodr. 13(1) : 122. 1852.
- Solanum pungetium R.Br. Prodr. 446. 1810.
- Solanum pusillum A.R.Bean Austrobaileya 6(4): 730. 2004.
- Solanum pycnanthemum Mart. Flora 20, 2, Beibl. 120. 1837.
- Solanum pygmaeum Cav. Icon. 5: 23, tab. 439. 1799.
- Solanum pyracanthon Lam. Tabl. Encycl. 2: 21. 1794.
- Solanum pyrifolium Lam. Tabl. Encycl. 2: 19. 1794.

## Q
- Solanum quadriloculatum Mueller Fragm. 2: 161. 1860-1861.
- Solanum quaesitum C.V.Morton ex Gleason & A.C.Sm. Bull. Torrey Bot. Club 60: 393. 1933.
- Solanum quebradense S.Knapp Novon 6: 29. 1996.
- Solanum quitoense Lam. Tabl. Encycl. 2: 16. 1794.

## R
- Solanum racemosum Jacq. Enum. Syst. Pl. 15. 1760.
- Solanum radicans L.f. Dec. Pl. Horti Upsal. 1. Apr-Jul 1762.
- Solanum ramonense C.V.Morton & Standl. Publ. Field Mus. Nat. Hist., Bot. Ser. 18: 1090. 1938.
- Solanum ramulosum Sendtn. in Mart., Fl. Bras. 10: 45. 1846.
- Solanum reductum C.V.Morton Revis. Argent. Solanum 171. 1976.
- Solanum refractifolium Sendtn. in Mart., Fl. Bras. 10: 31. 1846.
- Solanum refractum Hook. & Arn. Bot. Beechey Voy. 304. 1838.
- Solanum reineckii Briq. Annuaire Conserv. Jard. Bot. Genève 3: 167. 1899.
- Solanum reitzii L.B.Sm. & Downs Phytologia 10: 426. 1964.
- Solanum remyanum Phil. Anales Univ. Chile 91: 17. 1895.
- Solanum repandum G.Forst. Prodr. 18. 1786.
- Solanum reptans Bunbury Proc. Linn. Soc. 1: 110. 1841.
- Solanum restingae S.Knapp Bull. Brit. Mus. Nat. Hist. (Bot.) 19: 109. 1989.
- Solanum retroflexum Dunal in DC., Prodr. 13(1) : 50. 1852.
- Solanum retrorsum Elmer Leaflets Philipp. Bot. 1: 342. 1908.
- T Solanum rhomboideilanceolatum Ochoa. Revista Argent. Agron. 19:234. 1952
- Solanum rhytidoandrum Sendtn. in Mart., Fl. Bras. 10: 85, fig. 23-25. 1846.
- Solanum richardii Dunal in Poir., Encycl., Suppl. 3: 775. 1814.
- Solanum rigescentoides Hutch. Ann. Bolus Herb. 3: 8. 1920.
- Solanum rigidum Lam. Tabl. Encycl. 2: 23. 1794.
- Solanum riojense Bitter Repert. Spec. Nov. Regni Veg. 11: 481. 1913.
- Solanum riparium Pers. Syn. Pl. 1: 221. 1805.
- Solanum ripense Dunal in DC., Prodr. 13(1) : 680. 1852.
- Solanum rivicola Symon J. Adelaide Bot. Gard. 8: 118, fig. 59. 1985.
- Solanum rixosum A.R.Bean Austrobaileya 6(4): 759. 2004.
- Solanum robinsonii Bonati Bull. Soc. Bot. Genève, sér. 2, 3: 311. 1914.
- Solanum roblense Bitter Repert. Spec. Nov. Regni Veg. 18: 62. 1922.
- Solanum robustifrons Bitter Repert. Spec. Nov. Regni Veg. 11: 473. 1912.
- Solanum robustum H.L.Wendl. Flora 27: 784. 1844.
- Solanum rojasianum (Standl. & Steyerm.) Bohs Taxon 44: 586. 1995.
- Solanum roseum Bohs Taxon 44: 584. 1995.
- Solanum rostratum Dunal Hist. Nat. Solanum 234, tab. 24. 1813.
- Solanum rovirosanum Donn. Sm. Bot. Gaz. 48: 297. 1909.
- Solanum rubetorum Dunal in DC., Prodr. 13(1) : 304. 1852.
- Solanum rubiginosum Vahl Eclog. Amer. 2: 17. 1798.
- Solanum rudepannum Dunal in DC., Prodr. 13(1) : 264. 1852.
- Solanum rufescens Sendtn. in Mart., Fl. Bras. 10: 39. 1846.
- Solanum rugosum Dunal in DC., Prodr. 13(1) : 108. 1852.
- Solanum ruizii S.Knapp Bull. Brit. Mus. Nat. Hist. (Bot.) 19: 91. 1989.
- Solanum runsoriense C.H.Wright in Johnst., Uganda Prot. 1: 326.
- Solanum rupincola Sendtn. in Mart., Fl. Bras. 10: 100, tab. 7, fig. 13, 14. 1846.

## S

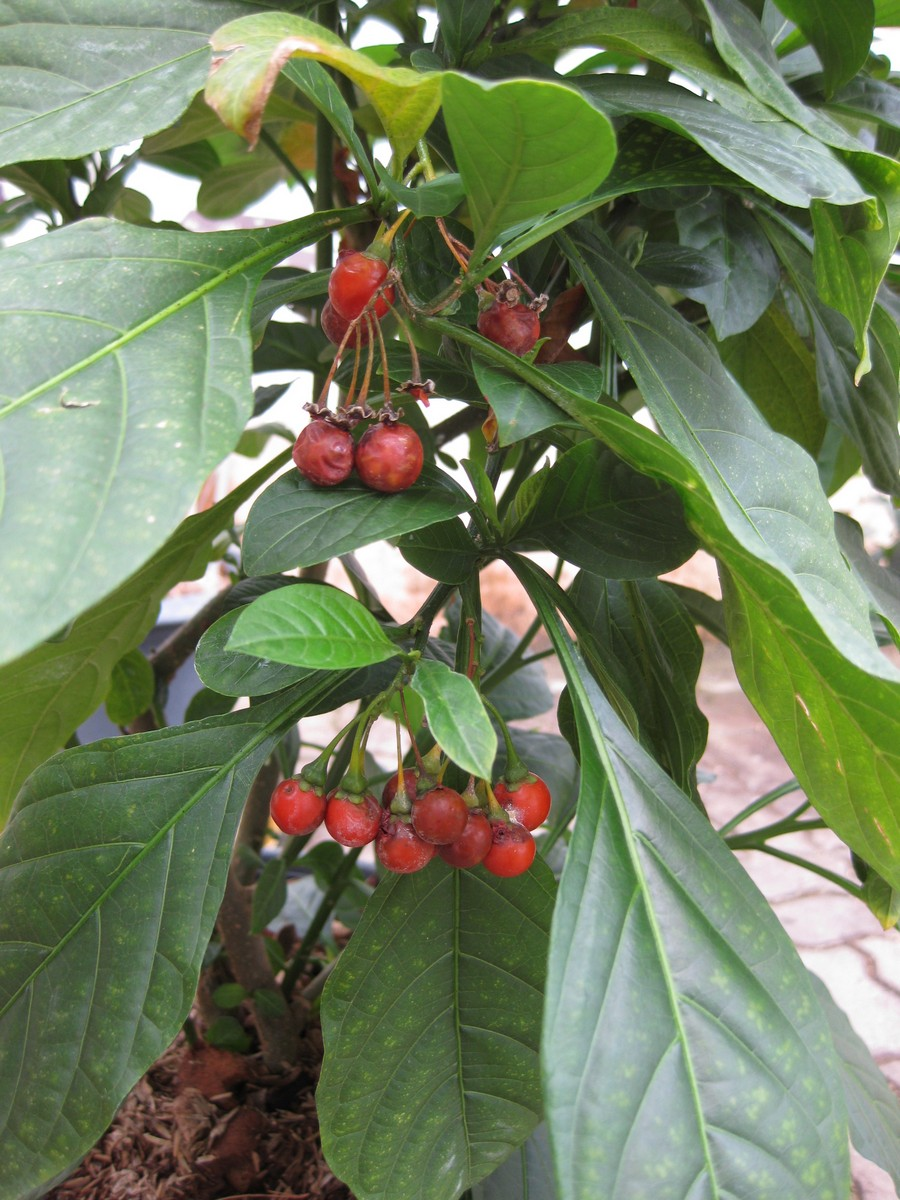
Fruits de Solanum spirale, Jardin botanique de la reine Sirikit, Thaïlande

- Fruits de Solanum spirale,  Jardin botanique de la reine Sirikit, ThaïlandeSolanum sagittantherum Granados-Tochoy & C.I. Orozco Caldasia 28(1): 2. 2006.
- Solanum salamancae Hunz. & Barboza Lorentzia 7: 17, fig. 1. 1993.
- Solanum sambiranense D'Arcy & Rakot. Fl. Madag., Fam. 176: 123. 1994.
- Solanum sanctaecatharinae Dunal in DC., Prodr. 13(1) : 109. 1852.
- Solanum sandwicense Hook. & Arn. Bot. Beechey Voy . 92. 1832.
- Solanum santosii S.Knapp Bull. Brit. Mus. Nat. Hist. (Bot.) 19: 106. 1989.
- Solanum saponaceum Dunal Hist. Nat. Solanum 206. 1813.
- Solanum sarrachoides Sendtn. in Mart., Fl. Bras. 10: 18, tab. 1, fig. 1-8. 1846.
- Solanum saruwagedensis Symon J. Adelaide Bot. Gard. 8: 120. 1985.
- Solanum saturatum M.Nee Brittonia 58: 348. 2006.
- Solanum savanillense Bitter Repert. Spec. Nov. Regni Veg. 12: 66. 1913.
- Solanum scabrum Mill. Gard. Dict. ed. 8, no. 6. 1768.
- Solanum schefferi Mueller Descr. Notes Papuan Pl. 1: 44. 1876.
- Solanum schenckii Bitter Repert. Spec. Nov. Regni Veg. 11: 448. 1912.
- Solanum schimperianum Hochst. ex A.Rich. Tent. Fl. Abyss. 2: 98. 1850.
- Solanum schlechtendalianum Walp. Repert. 3: 61. 1844.
- Solanum schliebenii Werderm. Notizbl. Bot. Gart. Berlin-Dahlem 12: 92. 1934.
- Solanum schomburghii Sendtn. in Mart., Fl. Bras. 10: 55. 1846.
- Solanum schulzianum Urb. Symb. Ant. 5: 488. 1908.
- Solanum schumannianum Dammer in Engler, Pflanzenw. Ost-Afrikas C: 352. 1895.
- Solanum schwackei Glaz. Bull. Soc. Bot. France 58, Mem. 3: 494. 1911.
- Solanum sciadostylis (Sendtn.) Bohs Taxon 44: 586. 1995.
- Solanum scuticum M.Nee Brittonia 58: 350. 2006.
- Solanum seaforthianum Andrews Bot. Repos. tab. 504. 1808.
- Solanum selachophyllum Bitter Repert. Spec. Nov. Regni Veg. 16: 82. 1919.
- Solanum sellovianum Sendtn. in Mart., Fl. Bras. 10: 38. 1846.
- Solanum sellowii Dunal in DC., Prodr. 13(1) : 134. 1852.
- Solanum semiarmatum Mueller Fragm. 2: 163. 1861.
- Solanum semotum M.Nee Bol. Mus. Paraense Hist. Nat. 7(2) : 515. 1993 [1991].
- Solanum sendtnerianum Van Heurck & Müll.Arg. Observ. Bot.  75. 1870.
- Solanum senticosum A.R.Bean Austrobaileya 6(4): 744. 2004.
- Solanum septemlobum Bunge Mem. Sav. Etr. Petersb. 2 [6?]: 122. 1835.
- Solanum seretii de Wild. Miss. E. Laurent, 1: 439, tab. 122. 1907.
- Solanum serpens A.R.Bean Austrobaileya 6: 248. 2002.
- Solanum sessile Ruiz & Pav. Fl. Peruv. 2: 35, tab. 167, fig. a. 1799.
- Solanum sessiliflorum Dunal in Poir., Encycl.  Suppl. 3: 775. 1814.
- Solanum setaceum Dammer in Engler, PPflanzenw. Ost-Afrikas C: 33. 1895.
- Solanum setosissimum Mentz & M.Nee Pesquisas, Bot. 53: 164. 2003.
- Solanum shirleyanum Domin Biblioth. Bot. 89: 1132. 1929.
- Solanum sibundoyense (Bohs) Bohs Taxon 44: 586. 1995.
- Solanum sieberi Van Heurck & Müll.Arg. Observ. Bot.  56. 1870.
- Solanum silvestre A.R.Bean Telopea 9(3): 655 (2001 publ. 2002).
- Solanum simile Mueller Trans. Phil. Soc. Vict. 1: 18-19. 1855.
- Solanum sinaicum Boiss. Diagn. Pl. Orient. 1, 11: 135. 1842.
- Solanum sinuatiexcisum Bitter Repert. Spec. Nov. Regni Veg. 10: 558. 1912.
- Solanum sinuatirecurvum Bitter Repert. Spec. Nov. Regni Veg. 11: 241. 1912.
- Solanum siphonobasis Bitter Repert. Spec. Nov. Regni Veg. 12: 72. 1913.
- Solanum sisymbriifolium Lam. Tabl. Encycl. 2: 25. 1794.
- Solanum sitiens I.M.Johnst. Rev. Chil. Hist. Nat. 33: 25. 1929.
- Solanum skutchii Correll Contr. Texas Res. Found., Bot. Stud. 1: 4. 1950.
- Solanum smithii S.Knapp Novon 2: 346, fig. 6. 1992.
- Solanum sodiroi Bitter Repert. Spec. Nov. Regni Veg. 10: 540. 1912.
- Solanum sodomaeodes Kuntze Revis. Gen. Pl. 3(2): 227. 1898.
- Solanum somalense Franch. in Révoil, Sert. Somal. 47. 1882.
- Solanum sooretamum Carvalho Ann. Missouri Bot. Gard. 78: 240. 1991.
- Solanum spirale Roxb. Fl. Ind. 2: 247. 1824.
- Solanum spissifolium Sendtn. in Mart., Fl. Bras. 10: 33. 1846.
- Solanum sporadotrichum Mueller Chem. & Druggist 5, suppl. 48. 1882.
- Solanum stagnale Moric. Pl. Nouv. Amer. 34, tab. 23. 1837.
- Solanum stellatiglandulosum Bitter Repert. Spec. Nov. Regni Veg. 16: 389. 1920.
- Solanum stellativelutinum Bitter Repert. Spec. Nov. Regni Veg. 16: 397. 1920.
- Solanum stellativillosum Bitter Repert. Spec. Nov. Regni Veg., Beih. 16: 226. 1923.
- Solanum stelligerum Sm. Exot. Bot. 2: 57, t. 88. 1805.
- Solanum stenandrum Sendtn. in Mart., Fl. Bras. 10: 68. 1846.
- Solanum stenophyllidium Bitter Repert. Spec. Nov. Regni Veg. 12: 51. 1913.
- Solanum stenophyllum Dunal Solan. Syn. 15. 1816.
- Solanum stenopterum A.R.Bean Austrobaileya 6(4): 734. 2004.
- Solanum steyermarkii Carvalho Ann. Missouri Bot. Gard. 78: 243. 1991.
- Solanum stipulaceum Roem. & Schult. Syst. 4: 662. 1819.
- Solanum stipulatum Vell. Fl. Flumin. 87. 1829
- Solanum stoloniferum Schltdl. Linnaea 8: 255. [Apr-May] 1833.
- Solanum storkii C.V.Morton & Standl. Publ. Field Mus. Nat. Hist., Bot. Ser. 18: 1093. 1938.
- Solanum stramoniifolium Jacq. Misc. Austriac. 2: 298. 1781 or 1782.
- Solanum stramoniifolium Jacq. Gentes Herb. 12: 76. 1981.
- Solanum stuckertii Bitter Repert. Spec. Nov. Regni Veg. 12: 461. 1913.
- Solanum stupefactum Symon Austrobaileya 4: 435. 1995.
- Solanum sturtianum Mueller Trans. Phil. Soc. Vict. 1: 18. 1855.
- Solanum styraciflorum Schltr. Bot. Jahrb. Syst. 40 Beibl. 92: 34. 1908.
- Solanum suaveolens Kunth & C.D.Bouché Ind. Sem. Hort. Berol. 1848: 14. 1848.
- Solanum subinerme Jacq. Enum. Syst. Pl. 15. 1760.
- Solanum sublentum Hiern Kjoeb. Vidensk. Meddel. 1877-78: 53. 1877-1878.
- Solanum subrectemunitum Bitter Repert. Spec. Nov. Regni Veg., Beih. 16: 67. 1923.
- Solanum subserratum Dunal in DC., Prodr. 13(1) : 212. 1852.
- Solanum subsylvestre L.B.Sm. & Downs Phytologia 10: 429. 1964.
- Solanum subumbellatum Vell. Fl. Flumin. 85.
- Solanum subvelutinum Rydb. Bull. Torrey Bot. Club 51: 175. 1924.
- Solanum sumacaspi S.Knapp Ann. Missouri Bot. Gard. 92(2): 248. 2005.
- Solanum superbum S.Knapp Brittonia 44: 62. 1992.
- Solanum supinum Dunal in DC., Prodr. 13(1) : 289. 1852.
- Solanum swartzianum Roem. & Schult. Syst. 4: 602. 1819.
- Solanum sycocarpum Mart. & Sendtn. Flora 24, 2 Beibl. 85. 1841.
- Solanum sycophanta Dunal in DC., Prodr. 13(1) : 357. 1852.
- Solanum symmetricum Rusby Mem. Torrey Bot. Club 6: 89. 1896.
- Solanum symonii H.Eichler Taxon 12: 296. 1963.

## T

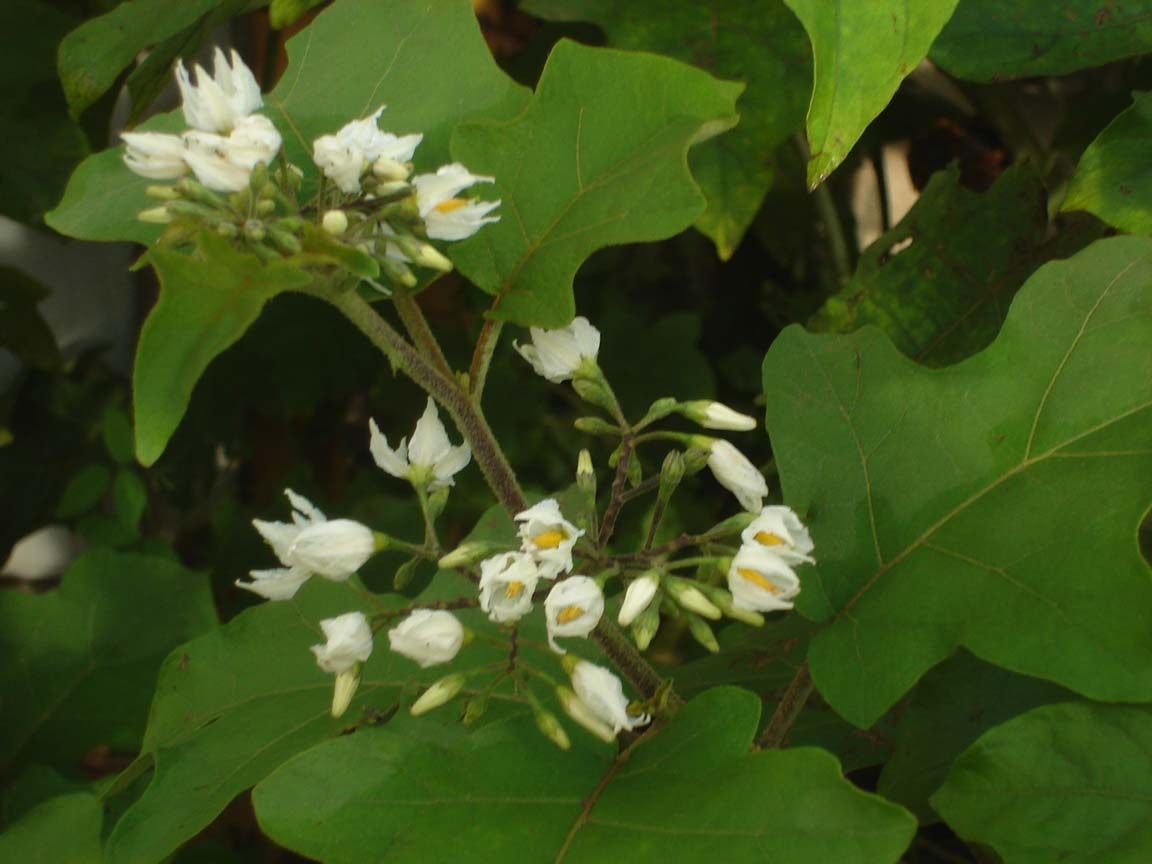
Inflorescence de Solanum torvum.

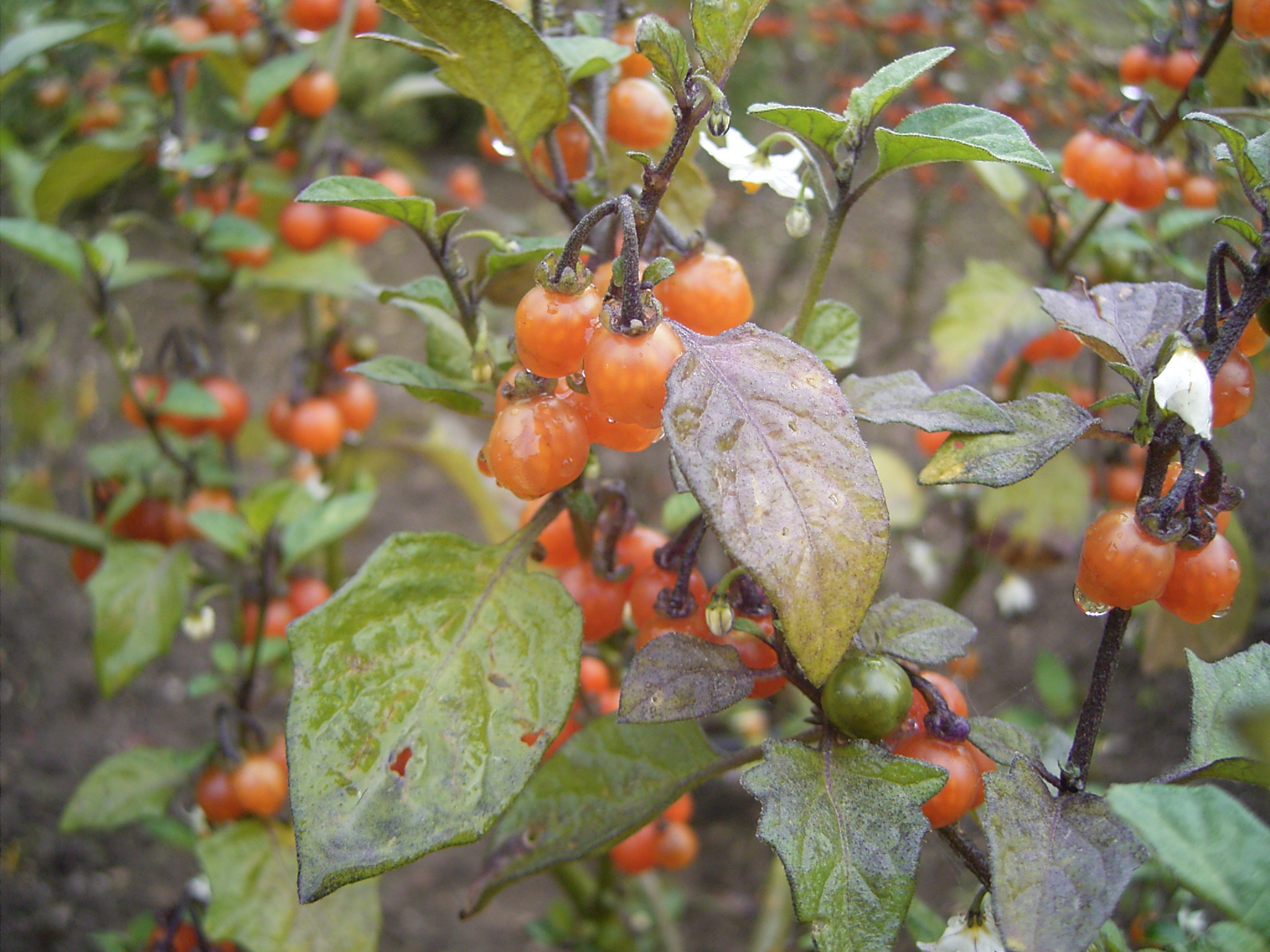
Fruits de Solanum triflorum.

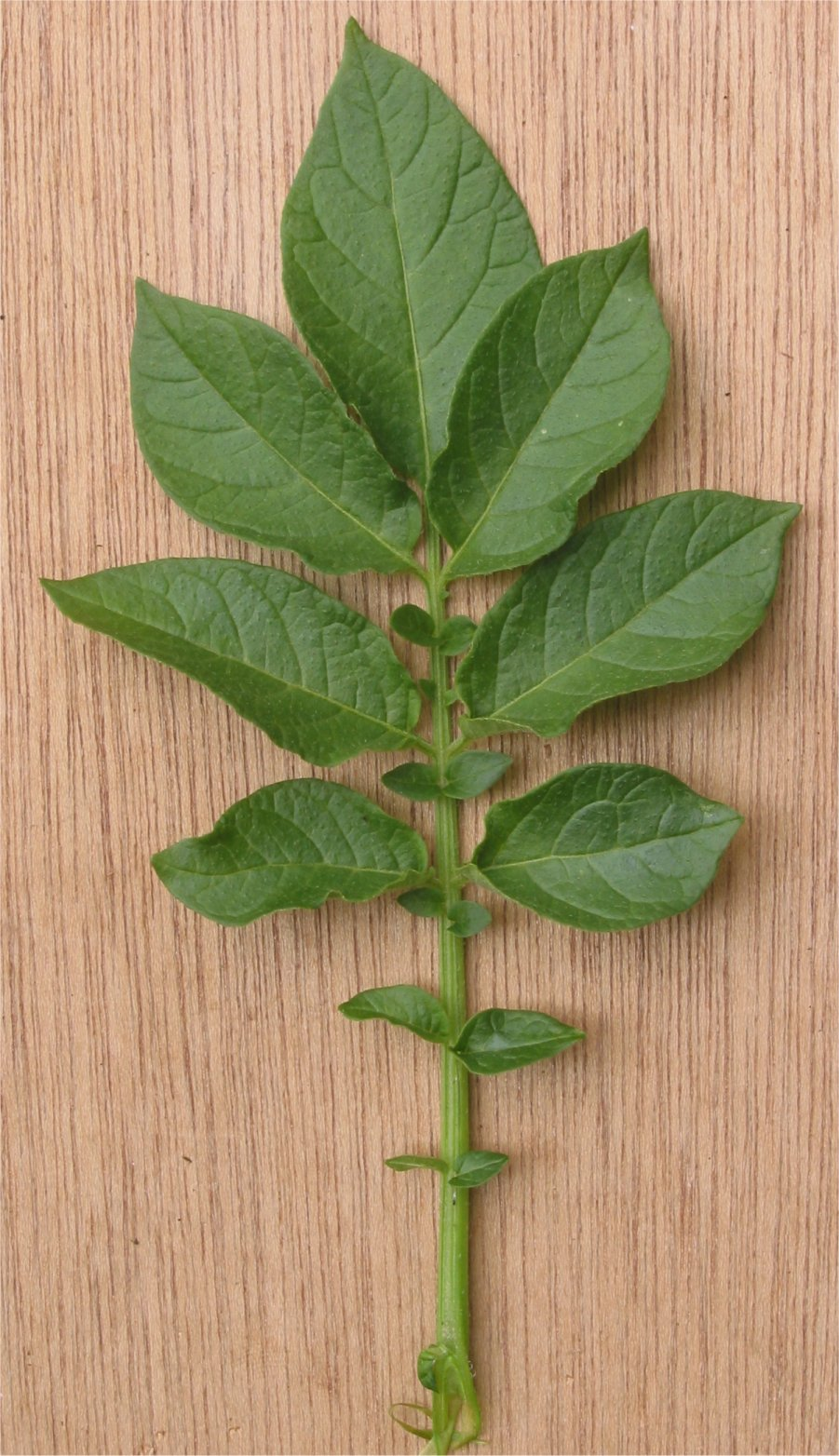
Feuille composée de Solanum tuberosum.

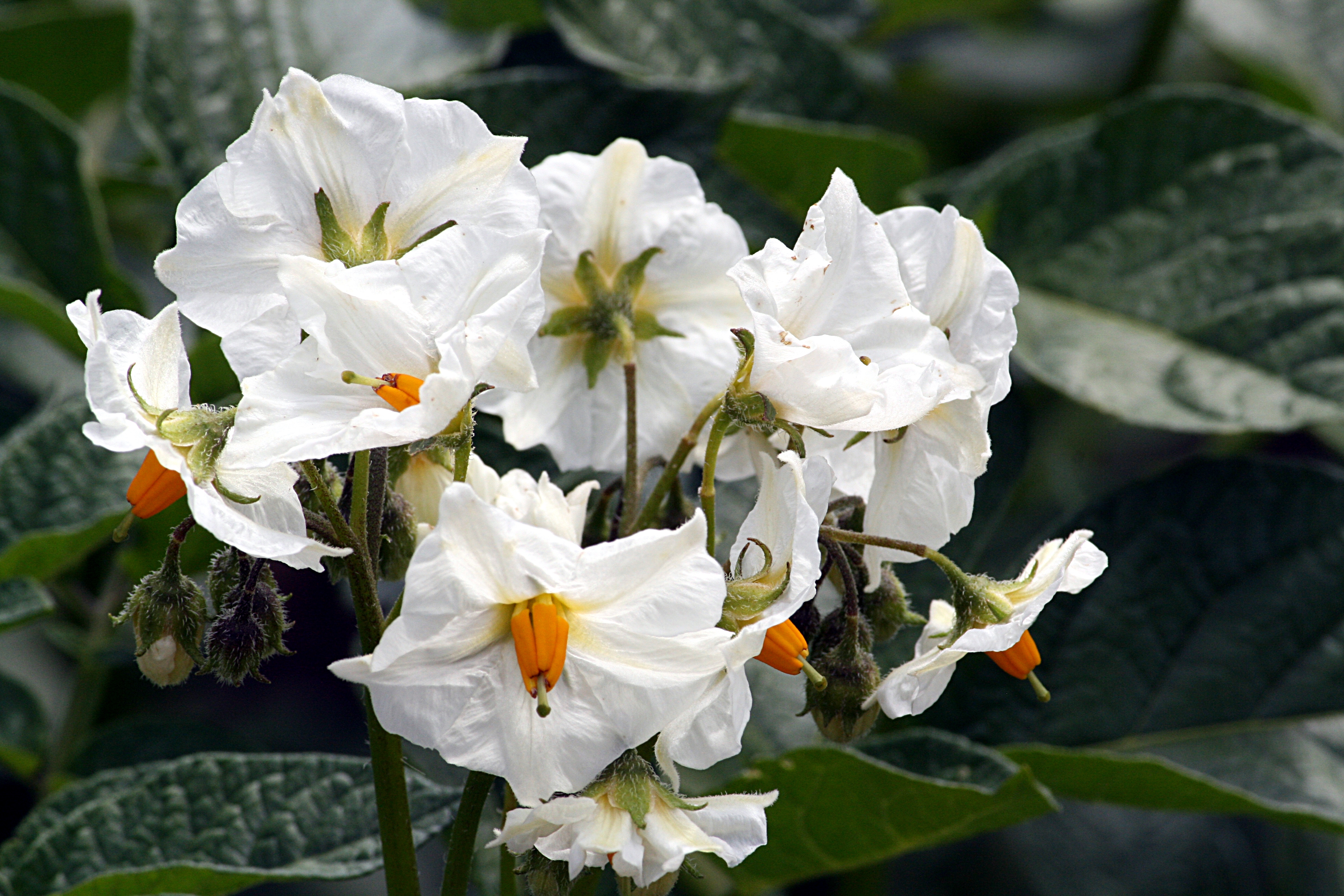
Inflorescence de Solanum tuberosum.

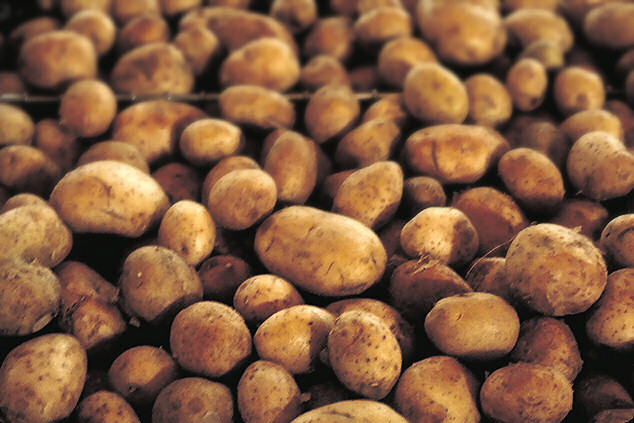
Tubercules de Solanum tuberosum.

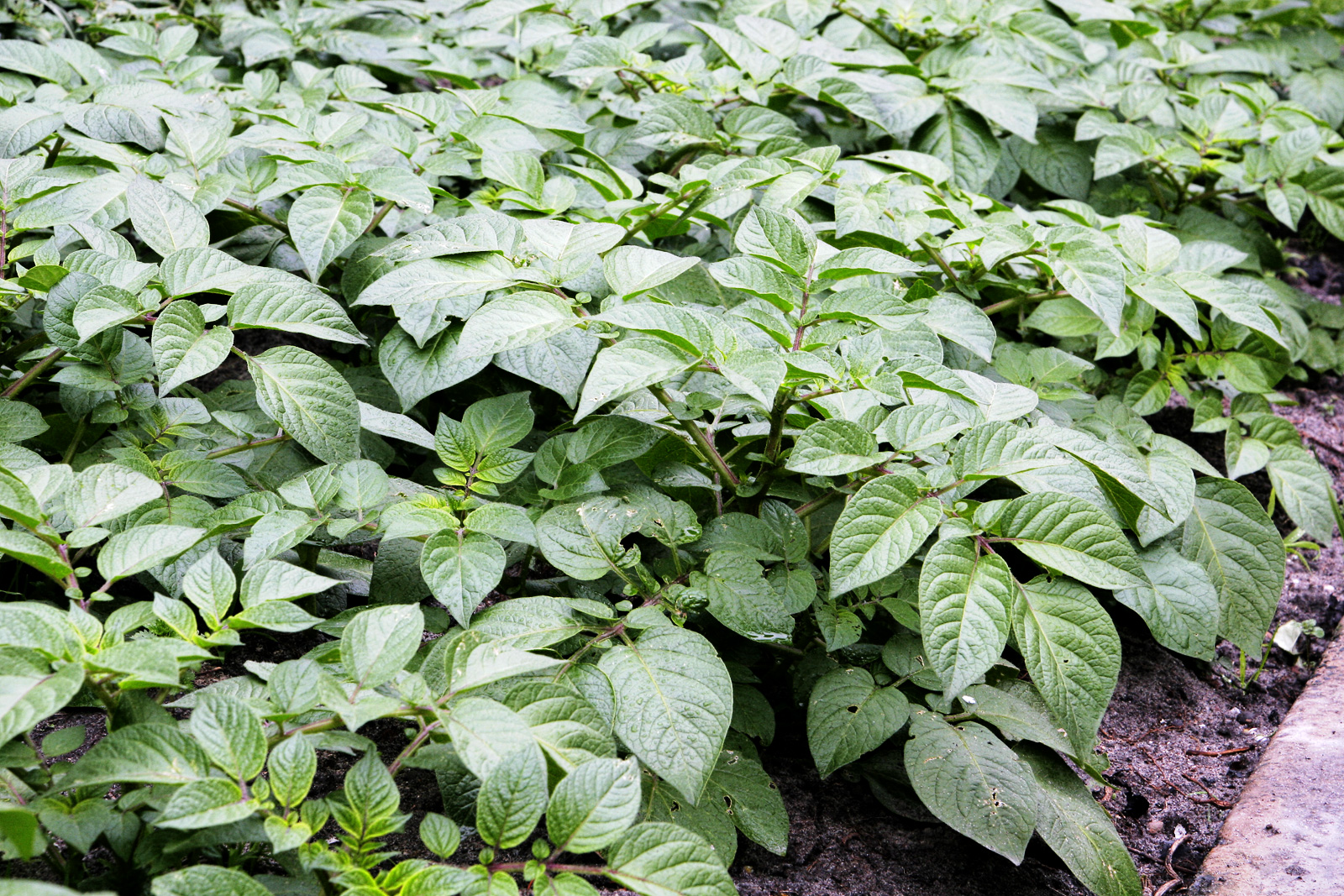
Culture de Solanum tuberosum.

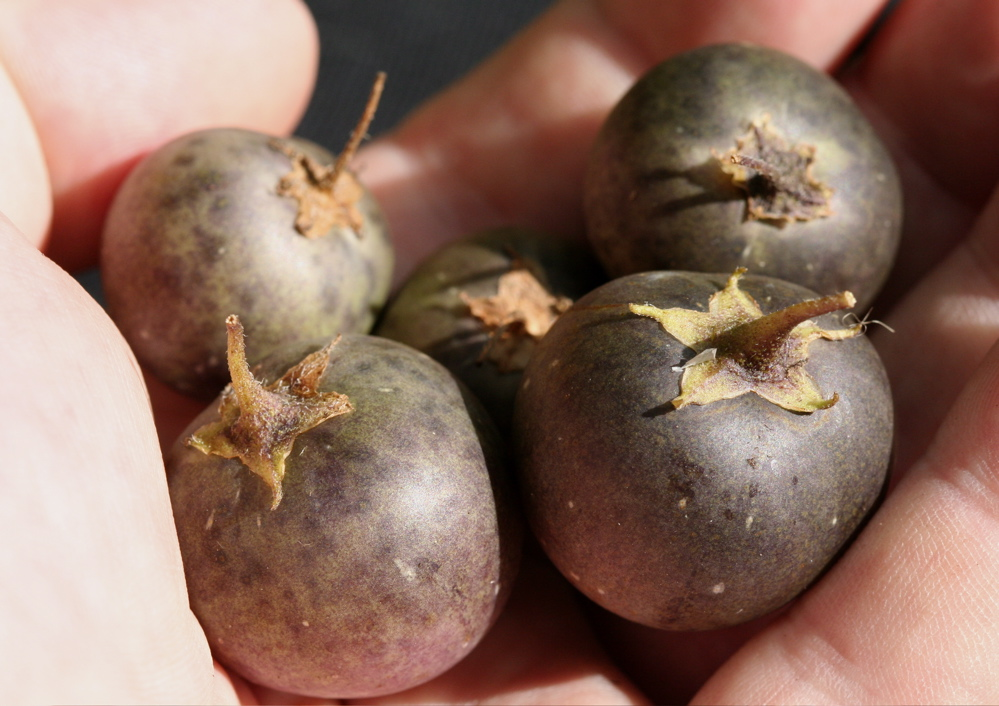
Fruits de Solanum tuberosum.

- Solanum tabacicolor Dammer Bot. Jahrb. Syst. 53: 349. 1915.
- Solanum tabanoense Correll Wrightia 2: 170. 1961.
- Solanum tacanense Lundell Amer. Midl. Naturalist 29: 490. 1943.
- Solanum taeniotrichum Correll Contr. Texas Res. Found., Bot. Stud. 1: 6. 1950.
- Solanum taitense Vatke Linnaea 43: 327. 1880-1882 [?].
- Solanum talarense Svenson Amer. J. Bot. 33: 485. 1946.
- Solanum tampicense Dunal in DC., Prodr. 13(1) : 284. 1852.
- Solanum tanysepalum S.Knapp Brittonia 38: 284. 1986.
- Solanum tarderemotum Bitter Repert. Spec. Nov. Regni Veg. 10: 547. 1912.
- T Solanum tarijense Hawkes. Bull. Imp. Bur. Pl. Breed. Genet., Cambridge 18, 20, 114. 1944

- T Solanum tarnii Hawkes & Hjert. Phytologia 65: 114. 1988.
- Solanum tegore Aubl. Hist. Pl. Guiane 1: 212. 1775.
- Solanum tenuiflagellatum S.Knapp Brittonia 38: 286. 1986.
- Solanum tenuihamatum Bitter Repert. Spec. Nov. Regni Veg., Beih. 16: 90. 1923.
- Solanum tenuipes Bartlett Proc. Amer. Acad. Arts 44: 629. 1909.
- Solanum tenuipes Bartlett Wrightia 5: 238. 1976.
- Solanum tenuisetosum (Bitter) Bohs Taxon 44: 586. 1995.
- Solanum tenuispinum Rusby Phytologia 1: 75. 1934.
- Solanum tenuissimum Sendtn. in Mart., Fl. Bras. 10: 67. 1846.
- Solanum tepuiense S.Knapp Novon 1: 125. 1991.
- Solanum terminale Forssk. Fl. Aegypt.-Arab. 45. 1775.
- Solanum ternatum Ruiz & Pav. Fl. Peruv. 2: 38, tab. 172, fig. a. 1799.
- Solanum terraneum Symon J. Adelaide Bot. Gard. 4: 186, fig. 75. 1981.
- Solanum tetramerum Dunal in DC., Prodr. 13(1) : 681. 1852.
- Solanum tetrandrum R.Br. Prodr. 445. 1810.
- Solanum tetrathecum Mueller Fragm. 2: 165. 1861.
- Solanum tettense Klotzsch in Peters, Naturw. Reise Mossambique 1: 237. 1861.
- Solanum thelopodium Sendtn. in Mart., Fl. Bras. 10: 46. 1846.
- Solanum thomasiifolium Sendtn. in Mart., Fl. Bras. 10: 74, tab. 5, fig. 43-47. 1846.
- Solanum thorelii Bonati Bull. Soc. Bot. Genève, 1913, sér. 2, 5: 310. 1914.
- Solanum tobagense (Sandwith) Bohs Taxon 44: 586. 1995.
- Solanum toldense Mates. & Barboza Kurtziana 29(1): 90. 2001.
- Solanum toliaraea D'Arcy & Rakot. Ann. Missouri Bot. Gard. 76: 351. 1989.
- Solanum tomentosum L. Sp. Pl. 188. 1753.
- Solanum torreanum A.E.Gonç. Kew Bull., 52(3): 706. 1997.
- Solanum torricellense Bitter Bot. Jahrb. Syst. 55: 75. 1917.
- Solanum torvoideum Merrill & L.M.Perry J. Arnold Arb. 30: 47. 1949.
- Solanum torvum Sw. Prod. Veg. Ind. Occ. 47. 1788.
- Solanum tovarii S.Knapp Novon, 2: 348. 1992.
- Solanum trachycarpum Bitter & Sodiro Repert. Spec. Nov. Regni Veg. 10: 541. 1912.
- Solanum trachycyphum Bitter Repert. Spec. Nov. Regni Veg. 16: 81. 1919.
- Solanum trachytrichium Bitter Repert. Spec. Nov. Regni Veg. 16: 10. 1919.
- Solanum tredecimgranum Bitter Repert. Spec. Nov. Regni Veg. 11: 6. 1912.
- Solanum trepidans C.H.Wright Kew Bull. 1894: 128. 1894.
- Solanum tribulosum Schauer Linnaea 20: 711. 1847.
- Solanum trichoneuron Lillo Contr. Conoc. Arb. Argent. 99. 1910.
- Solanum trichopetiolatum D'Arcy & Rakot. Fl. Madag., Fam. 176: 130. 1994.
- Solanum trichostylum Merrill & L.M.Perry J. Arnold Arb. 30: 47. 1949.
- Solanum tricuspidatum Dunal in Poir., Encycl. Suppl. 3: 771. 1814.
- T Solanum trifidum Correll Contr. Texas Res. Found., Bot. Stud.1: 12. 1950.
- Solanum triflorum Nutt. Gen. N. Amer. Pl. 1: 128. 1818.
- Solanum trifolium Dunal in DC., Prodr. 13(1) : 68. 1852.
- Solanum trilobatum L. Sp. Pl. 188. 1753.
- Solanum trinominum J.R.Benn. Edinburgh J. Bot. 65: 85. 2008
- Solanum tripartitum Dunal in DC., Prodr. 13(1) : 72. 1852.
- Solanum triplinervium C.V.Morton Contr. U.S. Natl. Herb.9: 47. 1944.
- Solanum triquetrum Cav. Icon. Pl. 3: 30, tab. 259. 1795.
- Solanum trisectum Dunal in DC., Prodr. 13(1) : 36. 1852.
- Solanum triste Jacq. Enum. Syst. Pl. 15. 1760.
- Solanum trizygum Bitter Repert. Spec. Nov. Regni Veg. 11: 470. 1912.
- Solanum troyanum Urb. Symb. Antill. 5: 487. 1908.
- Solanum truncatum Standl. & C.V.Morton Publ. Field Mus. Nat. Hist., Bot. Ser. 18: 1095. 1938.
- Solanum truncicolum Bitter Bot. Jahrb. Syst. 54: 435. 1917.
- T Solanum tuberosum L. Sp. Pl. 185. 1753.
- Solanum tudununggae Symon J. Adelaide Bot. Gard. 4: 307, figs. 136, 144, 145. 1981.
- Solanum tuerckheimii Greenm. Bot. Gaz. 37: 212. 1904.
- Solanum tumulicola Symon Trans. Roy. Soc. S. Austral. 95: 234. 1971.
- Solanum tunariense Kuntze Revis. Gen. Pl. 3(2): 228. 1898.
- Solanum turgidum S.Knapp Brittonia 38: 288. 1986.
- Solanum turneroides Chodat Bull. Herb. Boissier sér. 2, 2: 814. 1902.
- Solanum turraeaefolium S.Moore J. Bot. 61, Suppl. 37. 1923.
- Solanum tweedianum Hook. Bot. Mag. 62: tab. 3385. 1835.

## U
- Solanum uleanum Bitter Repert. Spec. Nov. Regni Veg. 12: 139. 1913.
- Solanum ultimum A.R.Bean Austrobaileya 6(4): 680. 2004.
- Solanum umbellatum Mill. Gard. Dict. ed. 8, no. 27. 1768.
- Solanum umbelliferum Eschsch. Mem. Acad. Petersb. Ser. 6, 10: 283. 1826.
- Solanum umbratile J.R.Johnst. Proc. Amer. Acad. Arts 40: 695. 1905.
- Solanum umtuma
- Solanum uncinellum Lindl. Edwards's Bot. Reg. 26: t.15. 1840.
- Solanum undatum Lam. Tabl. Encycl. 2: 22. 1794.
- Solanum unifoliatum S.Knapp Ann. Missouri Bot. Gard. 73: 739. 1987 [1986].
- Solanum unilobum (Rusby) Bohs Taxon 44: 586. 1995.
- Solanum urens Dunal in DC., Prodr. 13(1) : 311. 1852.
- Solanum urosepalum Dammer Bot. Jahrb. Syst. 53: 339. 1915.
- Solanum ursinum Rusby Mem. Torrey Bot. Club 4: 227. 1895.
- T Solanum urubambae Juz. Izv. Akad. Nauk S.S.S.R., Ser. Biol. 2:312. 1937.
- Solanum usambarense Bitter & Dammer Repert. Spec. Nov. Regni Veg., Beih. 16: 40. 1923.
- Solanum usaramense Dammer in Engler, PPflanzenw. Ost-Afrikas C: 353. 1895.

## V

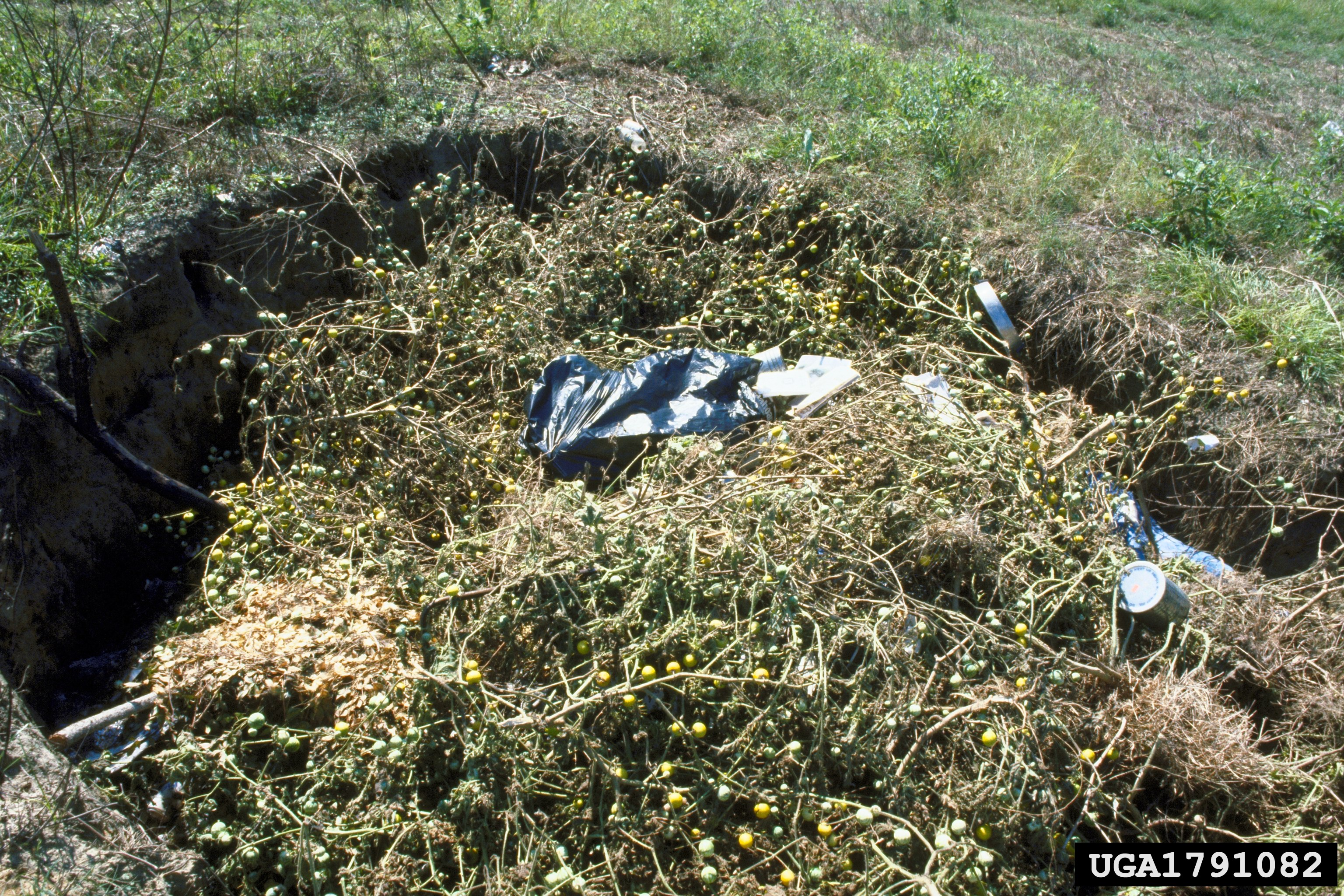
Solanum viarum

- Solanum vacciniiflorum Standl. & L.O.Williams Ceiba 1: 247. 1951.
- Solanum vaccinioides Schltr. Bot. Jahrb. Syst. 40, Beibl. 92: 34. 1908.
- Solanum vagans C.H.Wright Kew Bull. 1894: 128. 1894.
- Solanum vaillantii Dunal in Poir., Encycl.  Suppl. 3: 772. 1814.
- Solanum valdiviense Dunal in DC., Prodr. 13(1) : 195. 1852.
- Solanum valerianum C.V.Morton & Standl. Publ. Field Mus. Nat. Hist., Bot. Ser. 18: 1097. 1938.
- Solanum validinervium Benitez & S.Knapp Ernstia 34: 6. 1985.
- Solanum vansittartense C.A.Gardner For. Dep. Bull., W. Austr. 32: 89. 1923.
- Solanum variabile Mart. Flora 21, Beibl. 2: 80. 1838.
- Solanum velleum Thunb. Pl. Bras. Dec. 2: 21. 1818.
- Solanum vellozianum Dunal Hist. Nat. Solanum 236. 1813.
- Solanum velutinum Dunal in Poir., Encycl. Suppl. 3: 766. 1814.
- Solanum velutissimum Rusby Mem. Torrey Bot. Club 6: 89. 1896.
- Solanum venosum Dunal Solan. Syn. 19. 1816.
- T Solanum venturii Hawkes & Hjert. Phyton (Horn) 9:140. 1960
- Solanum verecundum M.Nee Kurtziana 28: 137. 2000.
- T Solanum vernei Bitter & Wittm. Bot. Jahrb. Syst. 50(suppl.):550. 1914
- T Solanum verrucosum Schltdl. Ind. Sem. Hort. Acad. Hal. 1839
- Solanum versicolor A.R.Bean Austrobaileya 6(4): 785. 2004.
- Solanum vescum Mueller Trans. Vict. Inst. 1: 69. 1855.
- Solanum vespertilio Aiton Hort. Kew. ed. 1, 1: 252. 1789.
- Solanum vestissimum Dunal in DC., Prodr. 13(1) : 322. 1852.
- Solanum viarum Dunal in DC., Prodr. 13(1) : 240. 1852.
- Solanum vicinum A.R.Bean Austrobaileya 6(4): 725. 2004.
- Solanum villosum Mill. Gard. Dict. ed. 8, no. 2. 1768.
- Solanum violaceum Ortega Hort. Matr. Dec. 56. 1798
- Solanum virginianum L. Sp. Pl. 187. 1753.
- Solanum viride Spreng. in Biehler, Pl. Nov. Herb. Spreng. 14. 1807.
- Solanum viridifolium Dunal in DC., Prodr. 13(1) : 73. 1852.
- Solanum viscosissimum Sendtn. in Mart., Fl. Bras. 10: 14. 1846.
- Solanum volubile Sw. Fl. Ind. Occid. 1: 458. 1797.

## W

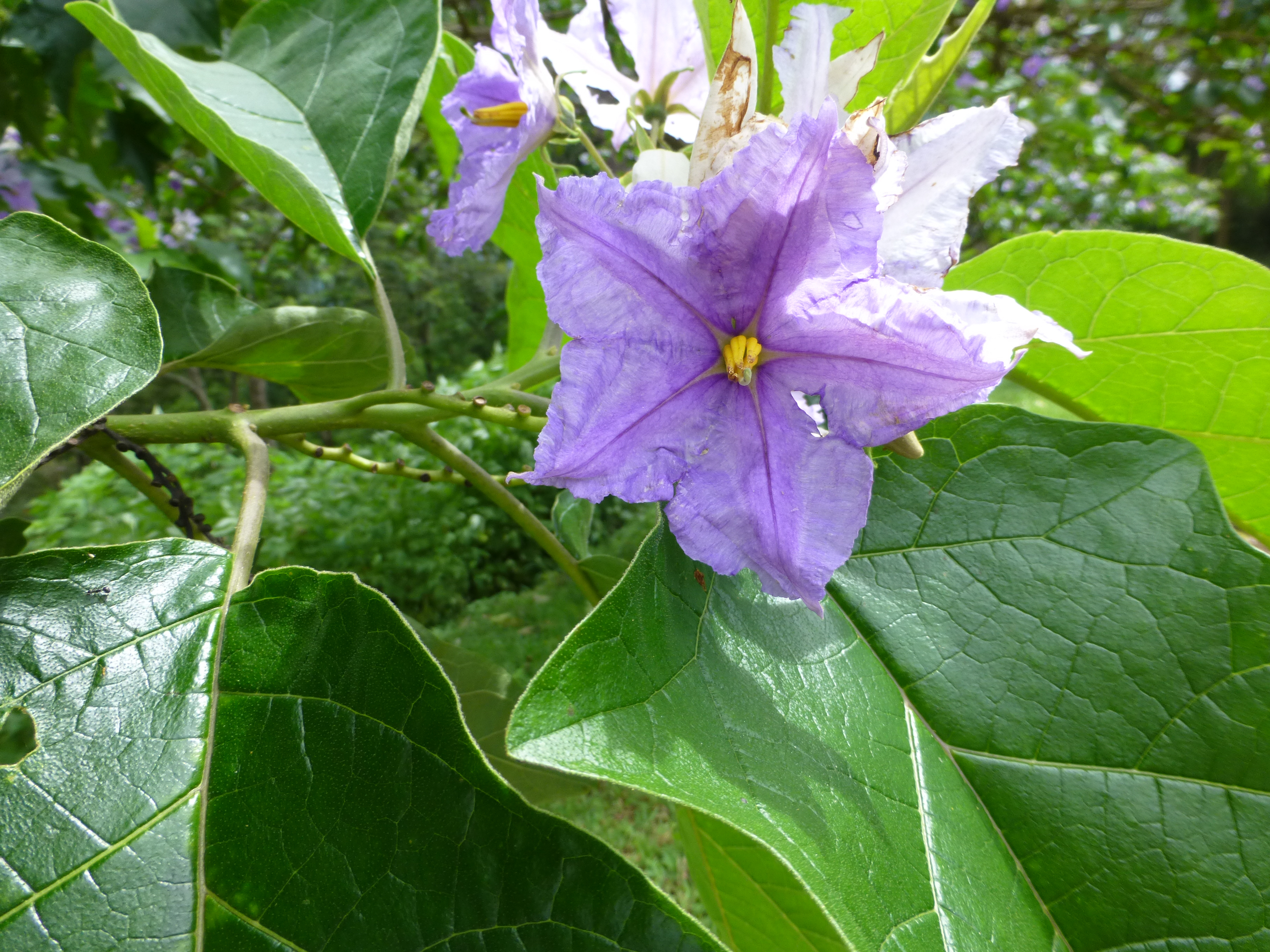
Fleur de Solanum wrightii

- Fleur de Solanum wrightiiSolanum wackettii Witasek Akad. Wiss. Wien, Math.-Naturwiss. Kl., Denkschr. 79: 34. 1910.
- Solanum wallacei (A.Gray) Parish Proc. Calif. Acad. ser. 3, 2: 166. 1901.
- Solanum warmingii Hiern Kjoeb. Vidensk. Meddel. 1877-1878: 44. 1877-1878.
- Solanum welwitschii C.H.Wright Kew Bull. 1894: 126. 1894.
- Solanum wendlandii Hook.f. Bot. Mag. 113: tab. 6914. 1887.
- Solanum whalenii M.Nee Brittonia 58: 353. 2006.
- Solanum wightii Nees Trans. Linn. Soc. 17: 51. 1834.
- Solanum wittei Robyns Bull. Jard. Bot. Ã‰tat. 17: 82. 1943.
- Solanum woodburyi Howard J. Arnold Arb. 47: 138, lam. 2. 1966.
- T Solanum woodsonii Correll. Wrightia 2: 137. 1961.
- Solanum wrightii Benth. Fl. Hongk. 243. 1861.

## X

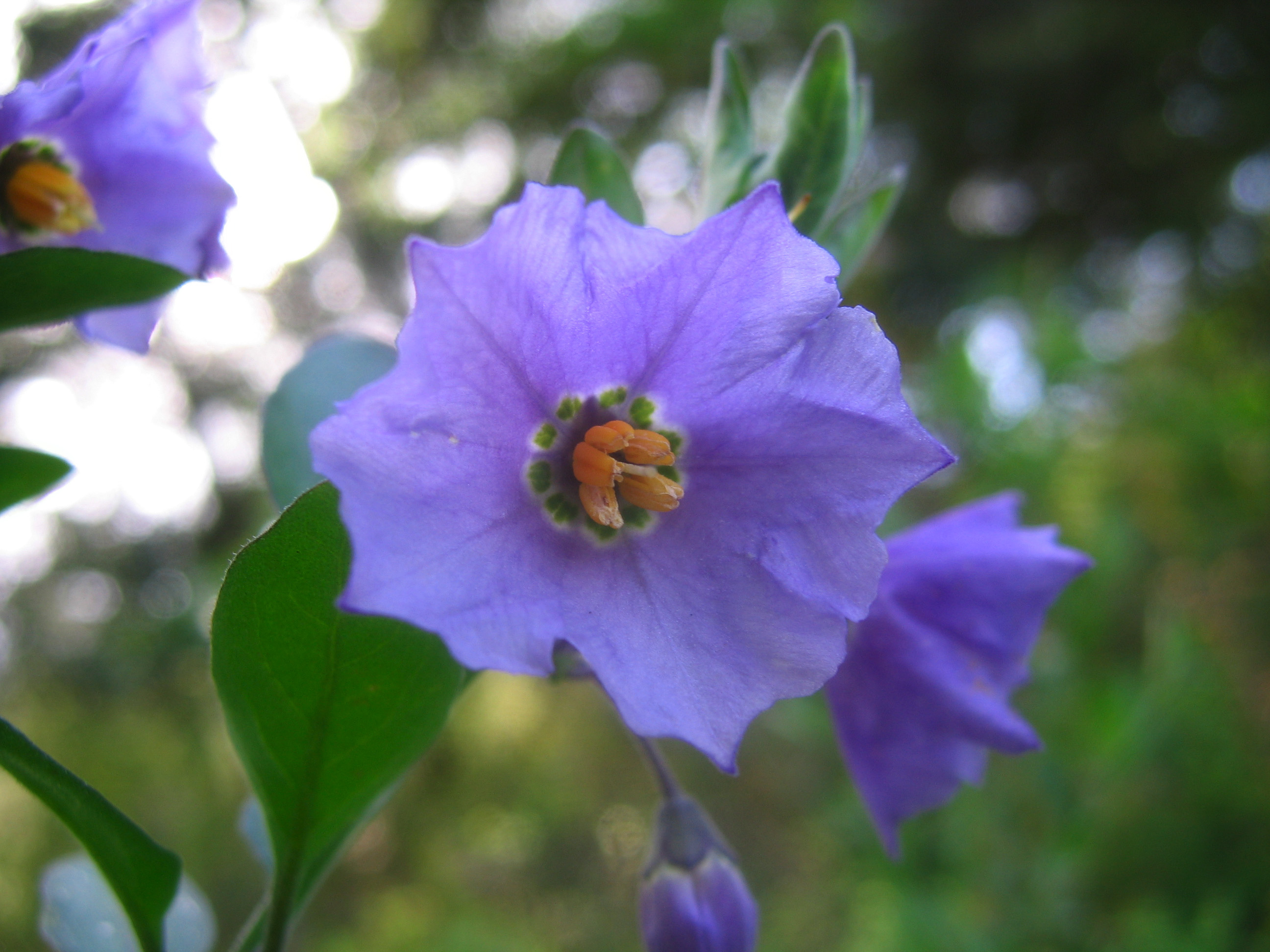
Fleur de Solanum xanti.

- Solanum xanthophaeum Bitter Repert. Spec. Nov. Regni Veg. 16: 401. 1920.
- Solanum xanti A.Gray Proc. Amer. Acad. Arts 11: 90. 1876.

## Y
- T Solanum yamobambense Ochoa.  Agronomía (Lima) 27:367-368. 1960.
- Solanum yanamonense S.Knapp Brittonia 38: 298. 1986.
- Solanum yirrkalense Symon J. Adelaide Bot. Gard. 4: 137, figs. 47, 49. 1981.
- Solanum youngii S.Knapp Novon 6: 28. 1996.
- T Solanum yungasense Hawkes. Ann. Mag. Nat. Hist. ser. 12, 7:697. 1954.

## Z
- Solanum zanzibarense Vatke. Linnaea 43: 326. 1880-1882.

## Taxons hybrides (Nothoespèces)
- T Solanum ×ajanhuiri Juz. & Bukasov. Trudy vsecouz. sezda genetike 3:605. 1929.
- T Solanum ×arahuayum Ochoa. Phytologia 77:96. 1995.
- T Solanum ×blanco-galdosii Ochoa. Anales Ci., Univ. Nac. Agrar., Lima 11:157-160. 1973.
- T Solanum ×brucheri Correll. Wrightia 2:176-177. 1961.
- T Solanum ×chaucha Juz. & Bukasov.  Trudy vsecouz. sezda genetik 3:609. 1929.
- T Solanum ×curtilobum Juz. & Bukasov. Trudy vsecouz. sezda genetike 3:609. 1929.
- Solanum ×edinense Berthault. Recherches Bot. Solanum. 142. 1911.
- T Solanum ×michoacanum (Bitter) Rydb. Bull. Torrey Bot. Club 51: 171. 1924.
- T Solanum ×neoweberbaueri Wittm.. Bot. Jahrb. Syst. 50(suppl.):540. 1914.
- Solanum ×procurrens A.C.Leslie Watsonia 12: 29. 1978.
- T Solanum ×ruiz-lealia Brücher. Revista Fac. Ci. Agrar. Univ. Nac. Cuyo 9(2):7. 1965.
- Solanum ×sambucinum Rydb. Bull. Torrey Bot. Club 51: 169. 1924.
- T Solanum ×sucrense Hawkes. Bull. Imp. Bur. Pl. Breed. Genet., Cambridge 51, 126. 1944.
- Solanum ×vallis-mexici Juz.. Izv. Akad. Nauk SSSR, Ser. Biol. 2: 315. 1937.
- T Solanum ×viirsooi K.A.Okada & A.M.Clausen. Euphytica 34:227. 1985.

- Haut – A
- B
- C
- D
- E
- F
- G
- H
- I
- J
- K
- L
- M
- N
- O
- P
- Q
- R
- S
- T
- U
- V
- W
- X
- Y
- Z